# 모로코
모로코 왕국(아랍어: المملكة المغربية 알 맘라카 알 마그리비야[*], 모로코 아랍어: المغريب, 베르베르어: ⵜⴰⴳⵍⴷⵉⵜ ⵏ ⵍⵎⵖⵔⵉⴱ), 프랑스어: Royaume du Maroc 루아욤 뒤 마로크[*], 스페인어: Reino de Marruecos 레이노 데 마루에코스[*], 영어: Kingdom of Morocco), 약칭 모로코(아랍어: المغرب 알마그리브[*], 베르베르어: ⵓⵎⵓⵔⴰⴽⵓⵛ 무라쿠시, 프랑스어: Maroc 마로크[*], 스페인어: Marruecos 마루에코스[*],  문화어: 마로끄)는 아프리카의 서북쪽에 위치한 국가로, 수도는 라바트이고 최대 도시는 카사블랑카이다. 인구수는 약 3,700만 명이며 국토의 면적은 710,850 km2에 달한다. 서쪽과 북쪽으로 지중해 및 대서양과 맞닿아 있고, 동쪽으로 알제리와 육상 국경을 접하고 있으며, 남쪽으로는 분쟁 지역인 서사하라와 접한다. 또한 세우타, 멜리야, 페뇽데벨레스데라고메라, 치파리나스 섬과 같은 스페인의 플라사스 데 소베라니아와도 접경하고 있다.
아랍어와 베르베르어가 공용어로 사용되지만, 프랑스어나 모로코 아랍어의 토착방언 역시 널리 사용된다. 이슬람은 이 지역에서 가장 우세한 종교이자 공식적인 국교이다. 모로코의 정체성과 문화는 아랍, 베르베르, 아프리카, 유럽의 그것들이 혼합되어 있어 꽤 독특하고 인상적인데, 이는 모로코의 지리적인 특성 상 다양한 국가 및 민족들과 교류를 이어왔기 때문이다. 30만년 전의 구석기 시대부터 인류가 거주하던 곳이었다. 이후 로마 시대와 칼리파국 시대를 거쳐 788년에 최초의 독립 국가인 이드리스 왕조가 세워졌다. 그 이후로 일련의 다른 독립 왕조들이 차례차례 출현하기 시작했고, 이는 11~12세기의 무라비트 왕조와 무와히드 칼리파국 시대에 이베리아 반도와 마그레브 대부분을 지배하면서 절정에 달했다. 한편 7세기의 이슬람 정복 이후로 수세기에 걸쳐 아랍인이 마그레브로 이주함에 따라 이 지역의 민족적 지형도가 크게 바뀌었다. 15~16세기에 모로코인들은 북쪽에서는 레콩키스타를 전개하는 기독교 국가들에게 이베리아 반도에서 쫒겨났으며, 동쪽으로는 틀렘센 왕국 및 하프스 왕조를 무너뜨린 오스만 제국에게 노려지는 등 주권에 대한 외부로부터의 위협에 직면했다. 그러나 마린 왕조와 사아디 왕조가 등장하여 이를 모두 물리침으로써, 모로코는 북아프리카의 국가들 중에서도 유일하게 오스만 제국의 지배를 받지 않은 국가가 되었다. 현재까지도 모로코를 통치하는 알라위 왕조는 1631년에 창건되었으며 약 2세기에 걸쳐 서방 세계와 외교적-상업적 관계를 확대했다. 산업 혁명 이후 심화되는 식민지 경쟁 속에서, 모로코는 지중해와 대서양에 맞닿아 있는 그들의 지리적 위치로 인해 유럽 국가들의 관심을 끌게 되었고, 결국 1912년에 프랑스와 스페인에 의해 2개의 보호령으로 분할되었다. 간헐적인 폭동과 식민지 지배에 반대하는 반란이 몇 차례 일어난 후, 1956년이 되서야 모로코는 독립을 되찾을 수 있었다.
독립 이후로 모로코는 비교적 안정된 상태를 유지하고 있다. 아프리카에서 5번째로 경제 규모가 크며, 아프리카와 아랍권 모두에서 막강한 영향력을 행사하고 있고, 유엔을 비롯하여 지중해 연합, 아랍 연맹, 마그레브 연합, 그리고 아프리카 연합에서 회원국으로 활동하고 있다. 모로코는 의회 입헌군주제 국가이나 국왕이 막강한 집권력을 행사한다. 국왕은 특히 군사, 외교정책, 종교에 대한 광범위한 행정권과 입법권을 가지고 있다. 사법권은 정부와 상원과 하원으로 구성한 의회가 행사한다. 의회선거를 지난 2007년 9월 7일 37%의 낮은 선거율로 치뤘다. 이는 최근들어 가장 낮은 선거율이었다. 정치 중심부는 라바트(Rabat)이고 가장 큰 도시는 카사블랑카(Casablanca)이다. 그다음으로 손꼽히는 대도시로는 마라케시(Marrakesh), 테투안(Tetouan), 탕헤르(Tangier), 살레(Salé), 페스(Fes), 아가디르(Agadir), 메크네스(Meknes) 그리고
대부분의 모로코인들은 베르베르어와 모로코 아랍어 중 적어도 한 언어를 구사하며 두 언어 모두 지역에 따라 사투리와 억양이 다르다

## 국호
'모로코(영어: Morocco)'라는 국호는 스페인어 '마루에코스(스페인어: Marruecos)'의 영어식 명칭으로, 오랫동안 이곳의 중심지 역할을 했던 도시인 마라케시의 이름에서 유래된 것이다. 11~12세기경에 처음 건설된 마라케시는, 당시에는 그 도시의 고대 베르베르어 명칭인 '아무른 야쿠스amūr n Yakuš (신의 나라)'에서 유래한 '타무라쿠슈트'Tāmurākušt'라고 불렸다. 나중에 용어의 첫부분은 영어의 영향을 받아들이면서 "Moor"로 바뀌었다.
역사적인 측면에서 보면, 이 영토는 이슬람의 지리학자들이 '알 마그리브 알 아흐사(아랍어: المغرب الأقصى 이슬람 세계의 가장 먼 서쪽)'이라고 부르는 지역의 일부였으며, 인근의 명칭이었던 '알 마그리브 알 아우사(아랍어: المغرب الأوسط, 이슬람 세계의 서쪽 가운데)' 및 '알 마그리브 알 아드나(아랍어: المغرب الأدنى 이슬람 세계에서 가장 가까운 서쪽)'와는 확연하게 구분되었다.
모로코의 현대 아랍어 명칭은 '알 마그리브(아랍어: المغرب al-Maghrib[*] 석양의 땅/서쪽)이며, 왕국의 공식 아랍어 명칭은 '알 맘라카 알 마그리비야(아랍어: المملكة المغربية al-Mamlakah al-Maghribīyah[*] 석양의 왕국/서쪽)'이다. 튀르키예어로 모로코는 '파스(튀르키예어: Fas)'인데, 이는 중세 모로코의 수도였던 페스에서 유래한 것으로 알려져 있다.
모로코는 또한 알라위 왕조의 샤리프적 유산을 나타내는 다양한 용어들에 의해 정치적으로 언급되어 왔는데, 예를 들어 그들의 명칭 중 일부인 '알 맘라카 아쉬 샤리파(아랍어: المملكة الشريفة al-Mamlakah ash-Sharīfah[*])', '알 이얄라 아쉬 샤리파(아랍어: الإيالة الشريفة al-Iyālah ash-Sharīfah[*])', '알 임바라투리야 아쉬 샤리파(아랍어: الإمبراطورية الشريفة al-Imbarāṭūriyyah ash-Sharīfah[*])는 대개 '샤리프 제국(프랑스어: l'Empire chérifien, 영어: Sharifian Empire)'으로 번역되었다.

## 역사

### 선사 시대
오늘날 모로코 지역은 적어도 구석기 시대인 기원전 190,000년에서 90,000년 사이부터 인류가 거주해왔다. 최근의 한 발행물은 더 이른 시기에 이 지역에서 인류가 살았다는 증거가 있다고 제안했다. 2000년대 후반에 대서양 연안의 유적지인 제벨 이르후드에서 발견된 호모 사피엔스 화석이 약 315,000년 전의 것으로 추정된다. 상부 구석기 시대에 마그레브 일대는 오늘날의 건조하고 메마른 풍경과는 비교되게도 사바나와 같은 기후를 가지고 있어서 더 비옥했을 것이다. 기원전 25,000~23,000년 즈음에 이베리아 문화와 유사성이 있는 이베로마우루스 문화가 이 지역 최초의 문화인 아테리안 문화의 뒤를 이었다. 이베로마우루스 매장지에서 발견된 메흐타-아팔루 유해는 유럽의 크로마뇽인과 골격적으로 유사하다는 주장이 제기되었다. 기원전 2800년 즈음이 되자 비커 문화가 등장하여 이베로마우루스를 계승했다. 미토콘드리아 DNA를 통한 유전학 연구 결과, 이 지역의 베르베르인과 스칸디나비아의 사미인의 조상들 간에 밀접한 연관성이 있다는 사실이 밝혀졌다. 이는 후기 빙하기 동안 유럽 남서부의 프랑코-칸타브리아 난민 지역에 거주하던 일부 민족이 북유럽으로 이주하였으며, 마지막 빙하기 이후에 그 지역의 재인구화에 기여했다는 이론을 뒷받침해준다.
고전 고대 초기에, 북서아프리카와 모로코 지역에는 페니키아인들이 유입되어 무역 식민지와 정착지 등을 세웠는데, 이 덕분에 모로코는 점진적으로 더 넓은 지중해 세계로 끌어들여졌다. 페니키아인들이 세운 항만도시 중 가장 유명한 것은 첼라, 릭수스, 모가도르 등이다. 특히 모가도르는 일찍이 기원전 6세기에 페니키아의 식민지로서 계획적으로 지어졌다.

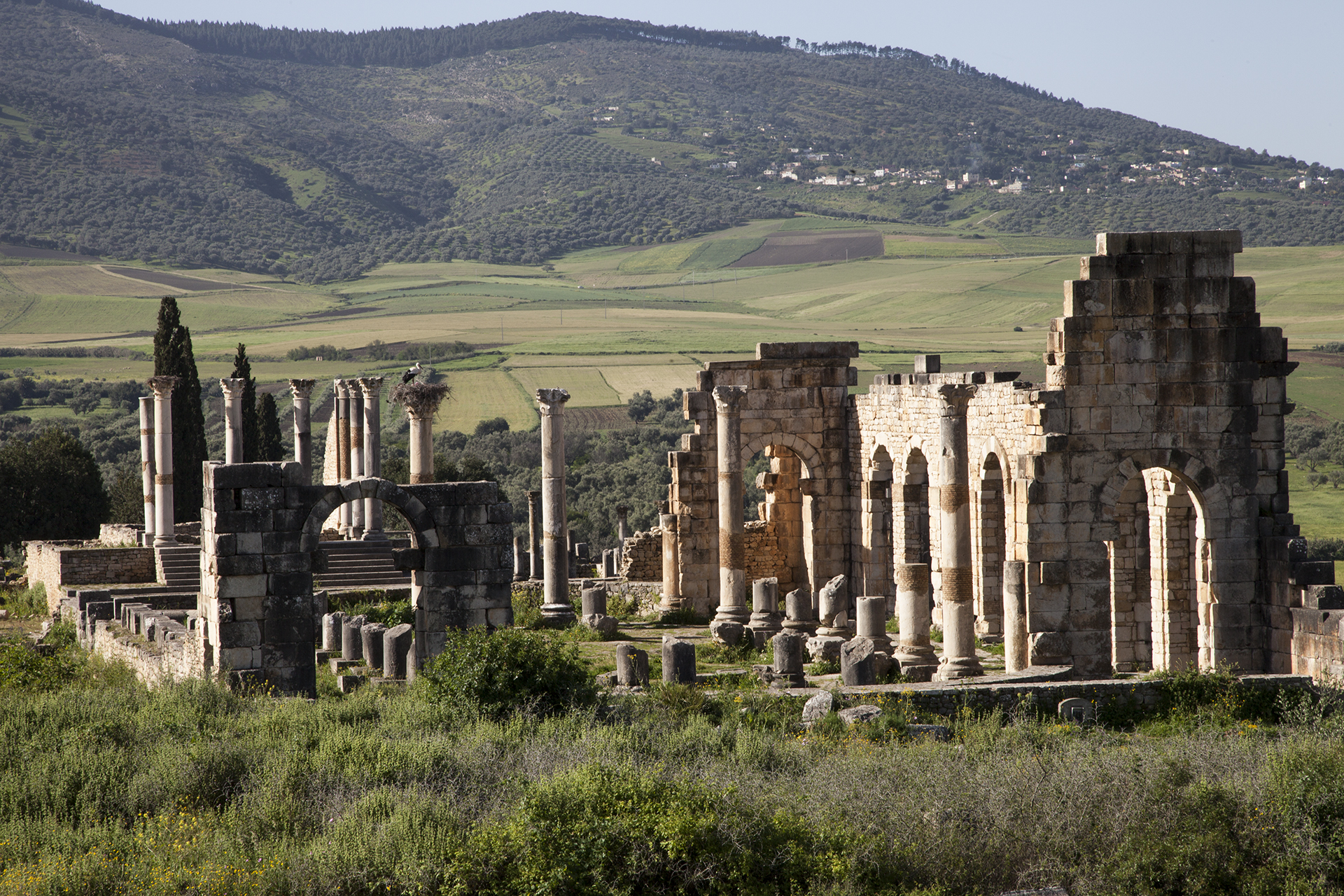
로마 시대의 유적지인 볼루빌리스 (왈릴리)

모로코는 나중에 북서 아프리카 문명을 아우른 고대 카르타고의 일부가 되었으며 나중에는 바가 왕의 통치 아래에서 마우레나티아의 베르베르 왕국을 건국하여 독립적인 국가를 형성했다. 마우레타니아는 기원전 225년 또는 그보다 이전에 번영을 누렸다. 그뒤 마우레타니아는 기원전 33년에 로마 제국의 종속국이 되었으며 클라우디우스 황제 시기인 서기 44년에 합병당하고 총독이 통치하는 로마 속주로 편입되었다.
3세기의 위기를 거치면서 마우레타니아의 일부는 베르베르인들에 의해 다시 정복되었다. 3세기 후반까지, 로마의 직접 통치는 마우레타니아 팅기타나(Mauretania Tingitana)의 셉툼 및 마우레타니아 카이사리엔시스(Mauretania Caesariensis)의 셰르셀과 같은 몇몇 해안 도시들에만 국한되었다. 이후 게르만족의 대이동이 본격적으로 시작되던 429년에 반달족이 쳐들어와 이 지역을 황폐화시키고 반달 왕국을 세웠을 당시, 이 지역은 마우로-로마 왕들의 지배 하에 있었다. 530년대, 동로마 제국의 유스티니아누스 1세가 고토 수복 전쟁을 개시하여 마우레타니아 일대를 다시 회복하였다. 동로마인들은 셉툼과 팅기를 제국 직할령으로 편입하는 한편 그 일대를 요새화하고 교회를 설립했다.

### 이슬람의 도래와 독자적인 왕조 출현

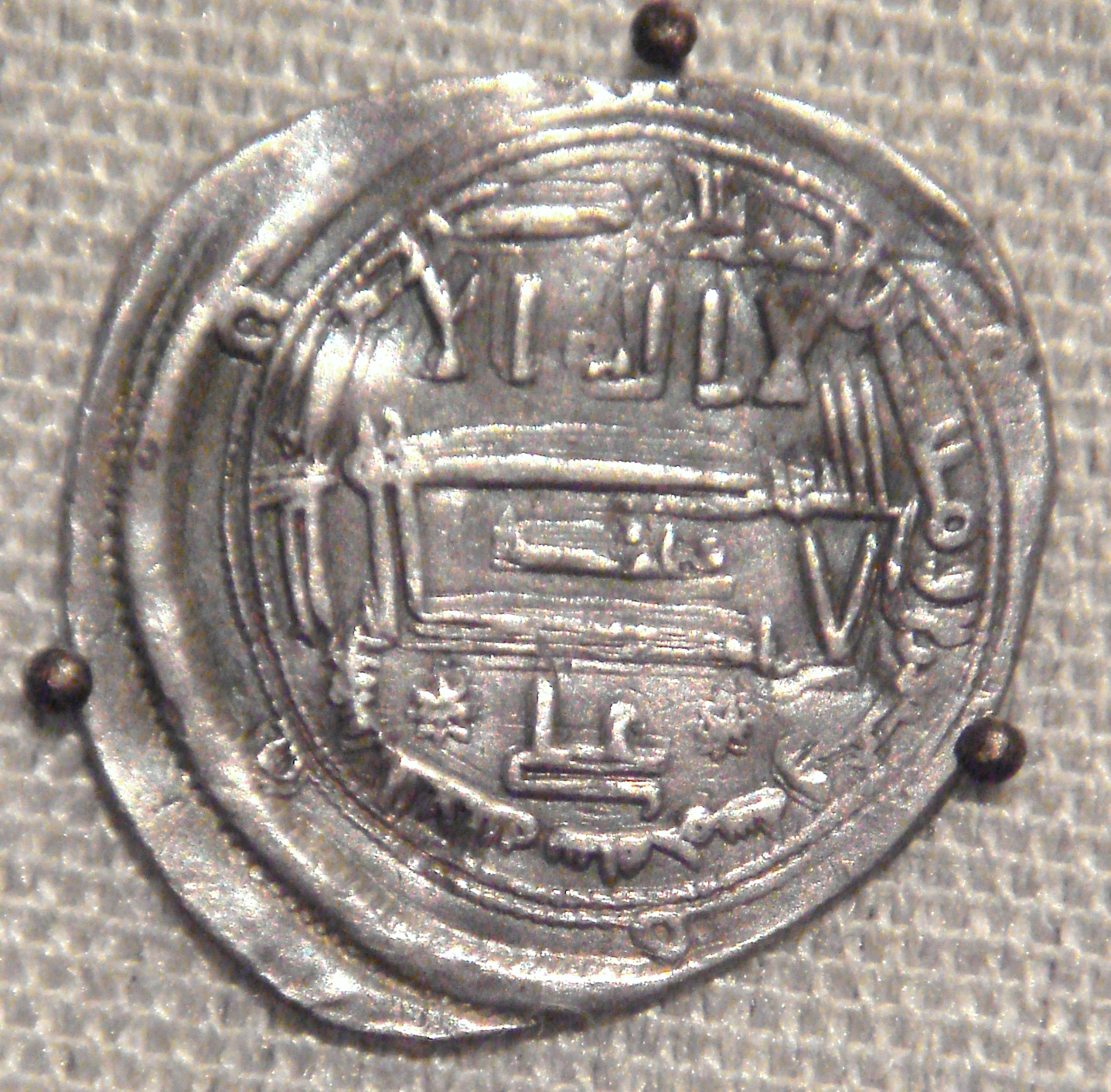
840년대에 페스에서 주조된 이드리스조 동전

7세기 중반부터 시작된 이슬람의 마그레브 정복은 709년 우마이야 칼리파국 치하에서 완료되었다. 이 무렵에 수세기 동안 지속되고 이 지역의 인구학적인 변화에 영향을 미쳤던 아랍인의 마그레브 이주가 시작되었고, 그 과정에서 이슬람 및 아랍어가 유입됐다. 더 크고 강력한 이슬람 제국의 일부를 구성하는 동안, 모로코는 처음에는 이프리키야를 구성하는 지방구로서 조직되었으며 튀니지 카이로완에서 파견된 지방 총독들에게 통치받았다.
토착 베르베르 부족은 이슬람교를 채택하기는 했으나 여전히 그들의 관습적인 법을 지켰다. 또한 새롭게 세워진 이슬람 행정부에 세금을 납부하고 그들에게 복속했다. 이 지역에서 첫번째로 세워진, 독립적인 이슬람 국가는 710년에 살리흐 1세 이븐 만수르가 리프 산맥에 세운 네코르 토후국이었다. 739년에 베르베르 대항거가 발발하자 베르베르인들은 시질마사의 미드라르 왕조 및 바르가와타 연맹 왕국과 같이 여러 독립 국가들을 세웠다.

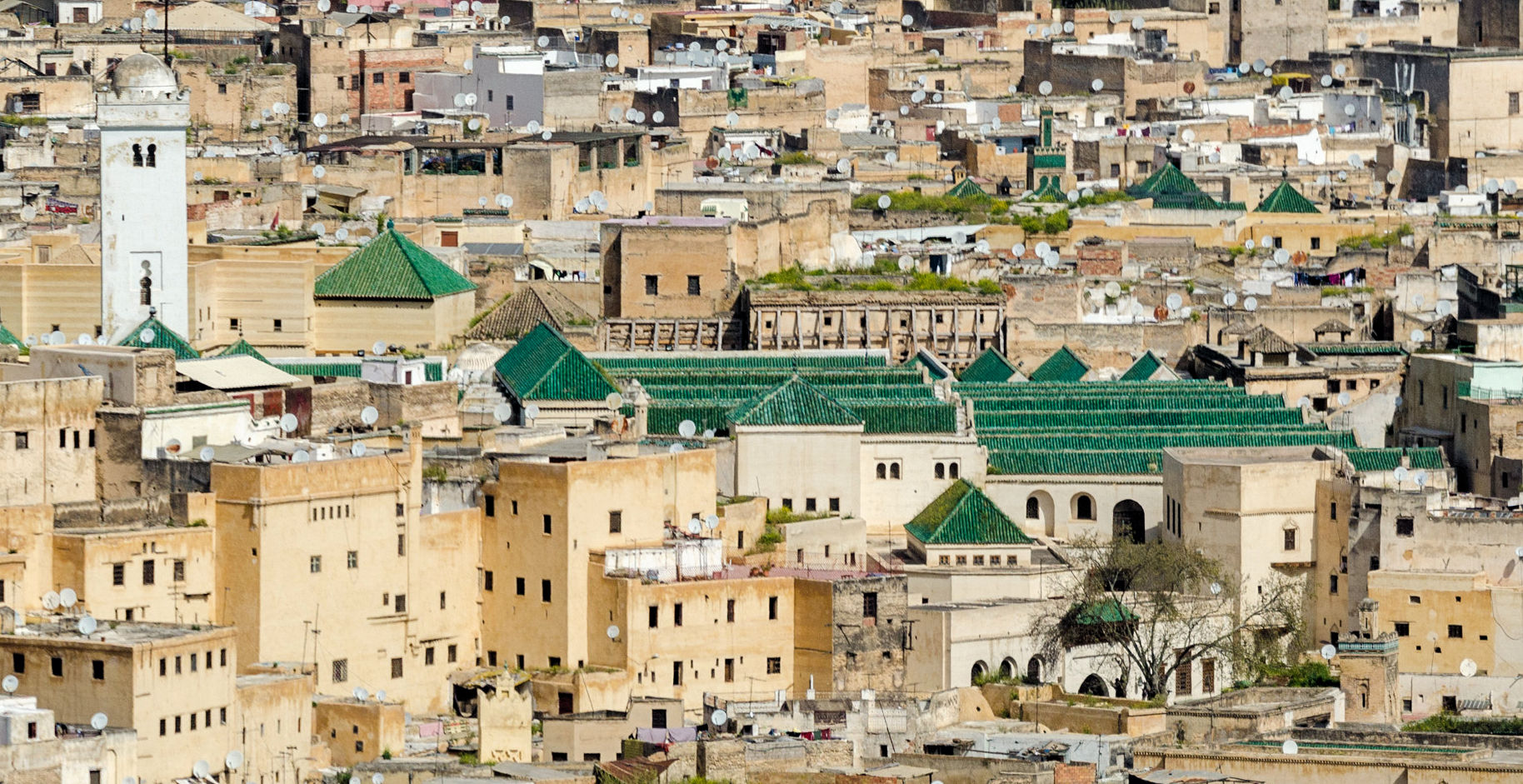
9세기 페스에 설립된 알카라위인은 당대 그 지역 문화와 지식의 중심지였다.

하산 이븐 알리의 증손자인 이드리스 이븐 압둘라는 헤자즈에서 그의 가족들이 아바스 왕조에 의해 학살당하자 겨우 피신하여 모로코에 당도하였다. 그는 아와라바 베르베르 부족을 설득하여 이 지역이 바그다드 정부의 통치로부터 벗어나도록 만들었고, 788년에 이드리스 왕조를 창건했다. 이드리스인들은 페스를 수도로 삼았으며 곧 모로코는 그들의 통치 아래 이슬람 학문의 중심지이자 주요 지역 강국이 되었다. 약 1세기 동안 번영을 누린 이드리스 왕조는 10세기 들어 북쪽 알안달루스의 코르도바 토후국과 동쪽 마그레브의 파티마 칼리파국 간의 패권 다툼에 휘말리면서 쇠퇴했다.

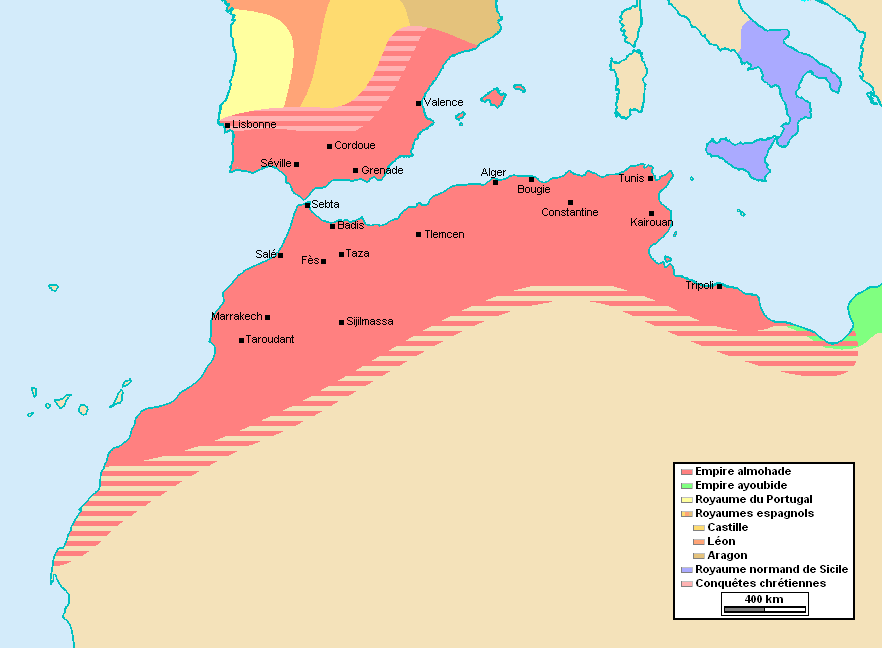
1212년 최대로 확장된 무와히드 칼리파국의 영토 범위

11세기부터 일련의 베르베르계 왕조들이 생겨나기 시작했다. 사하라 이남에서 발흥한 무라비트 왕조와 아틀라스 산맥에서 건국된 무와히드 칼리파국 치하에서, 모로코는 마그레브, 알안달루스, 서부 지중해 일대를 지배하면서 지역 강국으로서 정점에 이르렀다. 13세기에 모로코인들은 바누 힐랄과 같은 아랍계 부족들의 대규모 이주를 목격했다. 13~14세기 사이에 제나타 베르베르계 마린 술탄국이 모로코에서 부상하여 알제리와 스페인에서의 군사 원정을 통해 그들의 전임자였던 무와히드의 성공을 재현하려고 노력했으나 이는 실패로 돌아갔다. 이후 와타스 왕조가 뒤따랐고 15세기에 레콩키스타로 인해 이베리아에서의 이슬람의 통치는 종식되었으며 수많은 무슬림과 유대인들이 모로코로 이주했다.
15세기에 대서양 해상 무역을 통제하려는 포르투갈의 노력으로 모로코 해안의 일부 지역이 점령당했다. 다만 이들은 내륙으로 더 멀리 모험하려 하지는 않았으며 모로코 내부에 큰 영향을 미치지도 않았다.

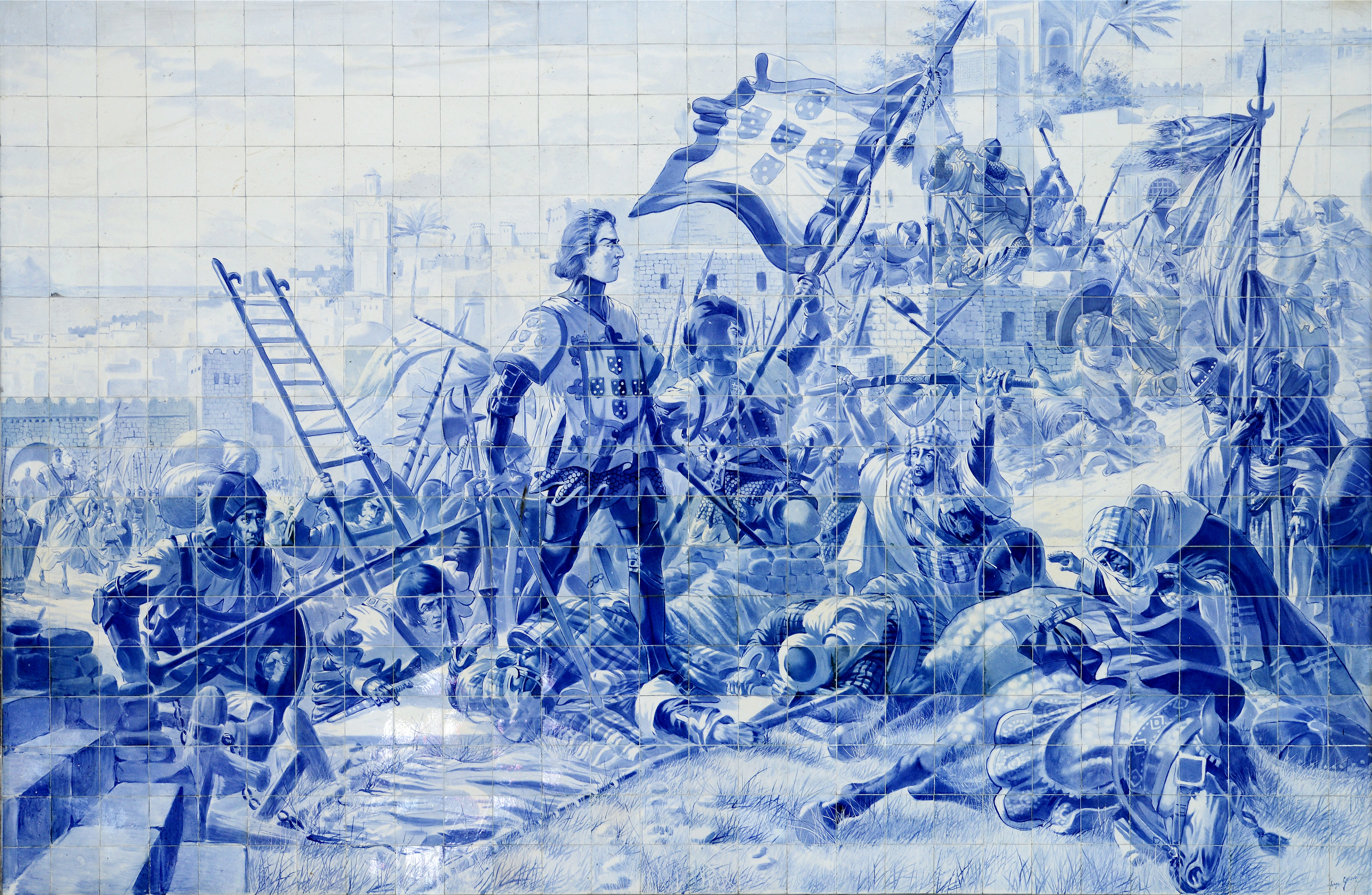
포르투갈 제국은 1415년 엔히크 왕자가 모로코에서 포르투갈의 영향력을 확대하기 위한 계기가 된 세우타 정복을 시작했을 때 설립되었다.

1549년, 이 지역은 이슬람 창시자인 예언자 무함마드의 후손이라고 주장하는 아랍계 왕조들에게 넘어갔다. 처음에는 1549~1659년까지 통치했던 사아디 왕조, 그리고 그 다음에는 17세기 이후로 오늘날까지 쭉 통치하고 있는 알라위 왕조가 세워졌다. 이 무렵 모로코는 북쪽에서 스페인 및 포르투갈의 침략에 직면했고, 오스만 제국은 마그레브를 점령하고 그 너머로 영향력을 확대하려 하고 있었다.

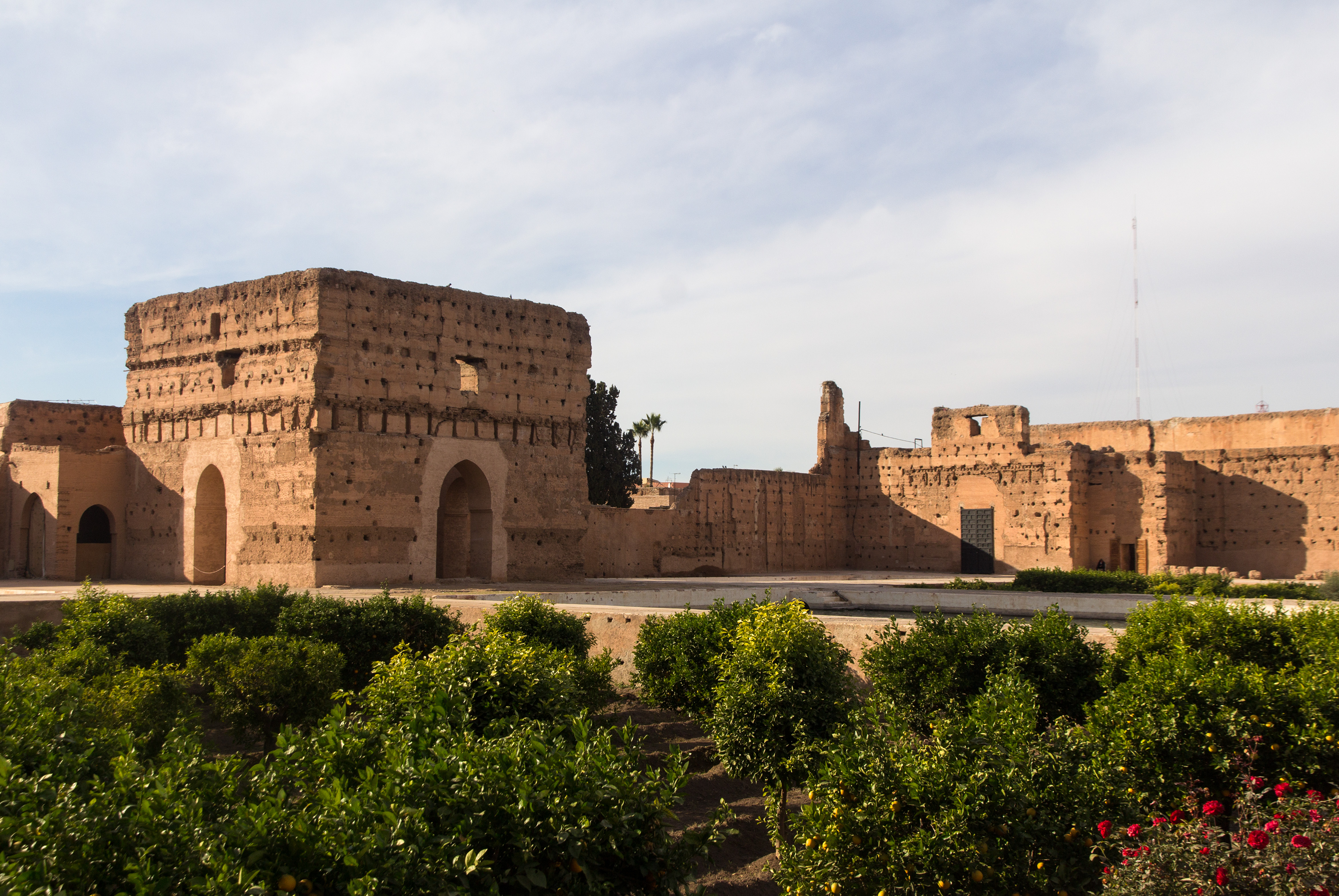
16세기 사아디 술탄 아흐마드 알 만수르의 바디 궁전 유적

사아디 왕조 치하에서 모로코는 1578년 알카세르 키비르 전투를 통해 포르투갈 아비스 왕조를 종식시켰다. 아흐마드 알 만수르의 통치는 술탄국에 새롭고 막대한 부와 명성을 가져다 주었으며, 1591년 서아프리카로의 대규모 원정은 송가이 제국에 큰 타격을 주었다. 하지만 사하라 사막 전역의 영토를 관리하는 것은 곧 너무 어려운 일로 드러났다. 알 만수르 사후, 술탄국은 그의 아들들 사이에서 여러 갈래로 찢어졌다.
사아디 왕조가 쇠퇴하는 동안 정치적인 분열과 갈등의 시기를 거쳤던 모로코는 마침내 1660년대 후반 알라위 술탄 알 라시드의 치하에서 재통일되었다. 그는 1666년에 페스를, 1668년에 마라케시를 함락시킴으로써 모로코 통일 전쟁을 완수했다. 알라위 왕조는 그들의 정권을 안정화시키는 데 성공했고, 비록 그들의 왕국이 전임자들의 영토보다 축소되었기는 했지만 그에 못지 않을 만큼 부유했다. 이스마일 이븐 샤리프(재위: 1672~1727년)은 지역 부족들의 반대에 맞서 통일되고 중앙집권적인 국가를 만들려 노력했다. 그의 리프 군대와 함께, 이스마일은 1684년 영국으로부터 탕헤르를 탈환했고 1689년에 라라체에서 스페인을 축출했으며, 1769년에는 포르투갈의 마지막 모로코 거점이었던 마자간마저 정복했다. 하지만 1775년에 스페인에 대항한 멜리야 포위전은 실패로 돌아갔다.
모로코는 1777년 당시 신생 국가였던 미국을 독립국으로 인정한 최초의 국가였다. 미국 혁명 초기 대서양의 미국 상선들은 다른 함대들의 공격을 받았는데, 1777년 12월 20일 모로코의 알라위 술탄 무함마드 3세는 미국 상선들이 모로코 술탄국의 보호 아래 있을 것이며 따라서 안전한 통행을 계속할 수 있을 거라 선언했다. 1786년 모로코-미국 우호조약은 미국 역사상 가장 오래된, 심지어 오늘날까지도 단절되지 않고 남아있는 우호 조약이다.

### 프랑스와 스페인의 보호령

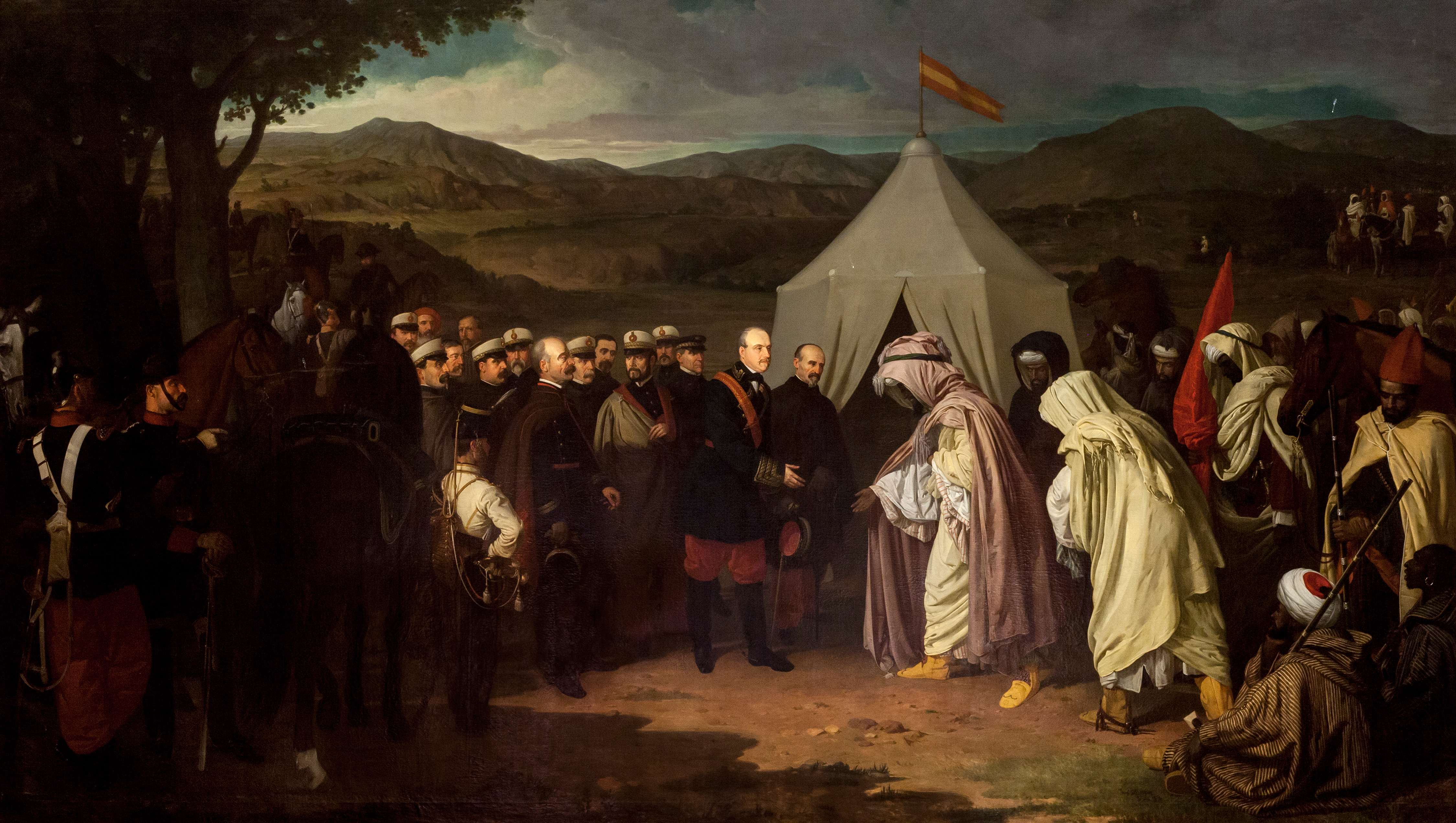
스페인-모로코 전쟁 이후 와드 라스 조약의 체결으로 국고가 거덜나자, 모로코는 어쩔 수 없이 영국의 차관을 받아야 했다.

유럽이 산업혁명 시대로 접어들면서, 북서 아프리카는 유럽인들에게 식민지로서의 가치에 대해 점점 더 높게 평가되었다. 프랑스는 일찍이 1830년에 알제리 영토의 국경 지대를 보호하기 위해 모로코에 관심을 보였는데, 이는 지중해와 대서양 양측에 면한 모로코의 전략적 위치 때문이기도 했다. 1860년, 세우타의 스페인 식민지에 대한 분쟁으로 스페인은 모로코에 전쟁을 선포했다. 여기서 승리한 스페인은 모로코에 더 많은 거주지와 더불어 세우타 영토의 확장을 대가로 얻어갔다. 1884년, 스페인은 모로코의 해안 지역에 보호령을 설립하였다.

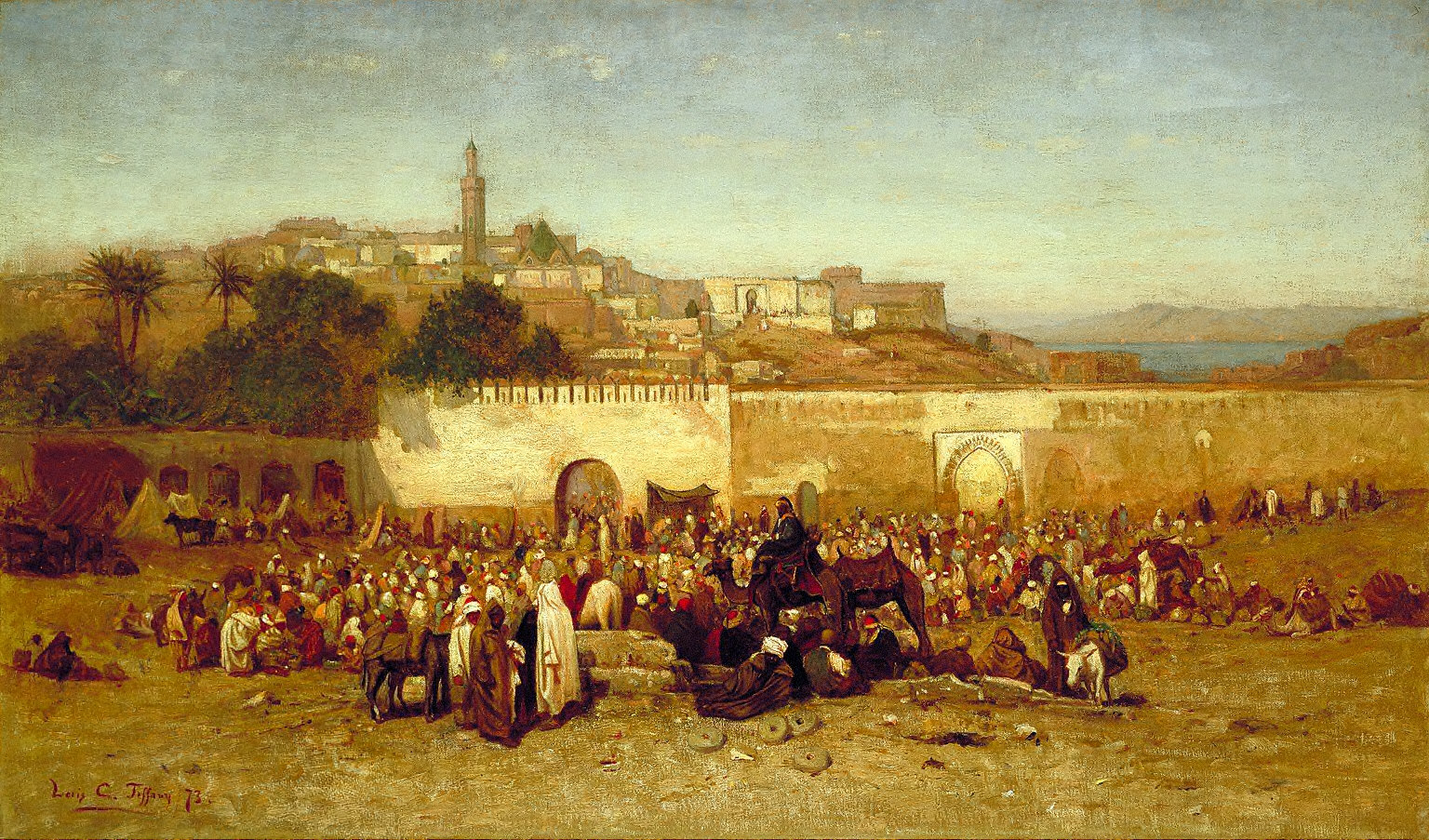
1956년 인구조사에 따르면 탕헤르에는 40,000명의 무슬림, 31,000명의 유럽인, 15,000명의 유대인이 있었다.

1904년에 프랑스와 스페인은 모로코에서 영향력을 확대해 나갔다. 1905년에 독일 제국이 프랑스에게 반발하여 잠시 위기가 있기는 했지만, 이듬해에 이 지역을 프랑스의 세력권으로 인정한다는 알헤시라스 조약이 체결됨으로써 일단락되는 듯 보였다. 하지만 1911년 아가디르 위기는 유럽 열강들 사이의 긴장감을 더욱 증폭시켰다. 1912년의 페스 조약으로 인해 모로코는 최종적으로 프랑스의 보호령이 되었고, 1912년에는 이에 반발하여 페스에서 폭동이 일어나기도 했다. 한편 스페인은 지중해 연안의 보호국을 계속 운영하였다. 알헤시라스 조약을 통해 스페인은 공식적으로 북부 해안과 남부 사하라 지역을 점유할 수 있게 되었다.
이 시기에 수천, 수만 명의 유럽인들이 모로코에 유입되었다. 어떤 사람들은 비옥한 농경지를 대량으로 매입했고, 다른 사람들은 광산 및 항구의 개발과 국가 근대화를 이끌었다. 이러한 요소들 사이에서 결성된 이익 집단들은 프랑스가 모로코에 대한 지배력을 강화하도록 지속적으로 압력을 가했다. 또한 일부 모로코 부족들은 다른 경쟁적인 부족에 맞서 프랑스와 동맹을 맺기도 했다. 당시 프랑스 식민행정가인 위베르 리요티는 모로코 문화를 진심으로 존경했고, 모로코-프랑스 공동 행정을 부과하는 동시에 이 지역에서 현대적인 학교 시스템을 구축하는 데 성공했다. 모로코인으로 이루어진 부대(모로코 구미에르 또는 여러 정규군과 장교들)는 제1차 세계대전 및 제2차 세계대전에서 프랑스군에서 복무하면서 전공을 쌓았으며, 이후의 스페인 내전에서 국민파의 편(레굴라레스)으로 참전하기도 했다. 모로코의 노예제도는 1925년에 폐지되었다.

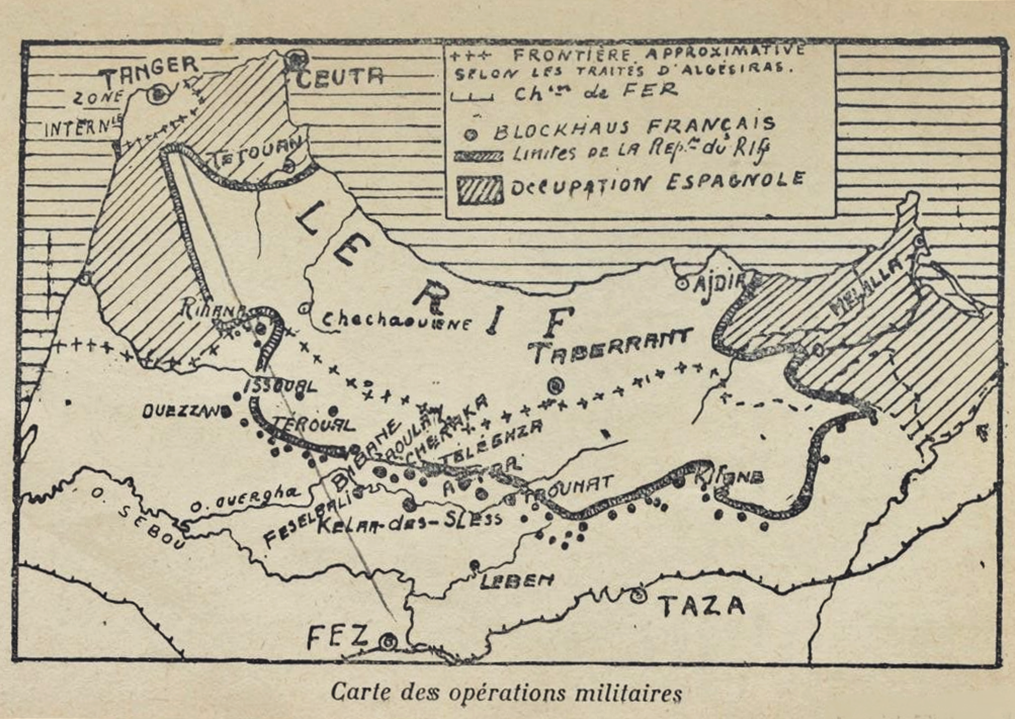
리프 전쟁 전개도

1921~1926년 사이에 아브드 엘 크림이 주도한 리프 산맥에서의 봉기는 리프 공화국의 설립으로 이어졌다. 스페인은 리프 공화국의 독립을 막기 위해 시가지 폭격과 겨자가스 등의 반인륜적 전쟁범죄를 저질렀다. 1921년 7월의 아누알 전투에서 스페인은 대패했으며 그 다음달까지 13,000명 이상의 군인을 잃어버렸다. 1927년 프랑스-스페인 연합군에 의해 결국 리프 반란은 진압되었지만, 리프 측의 사상자가 10,000명이었던 것에 비해 프랑스-스페인 측의 사상자는 52,000명에 달했다.

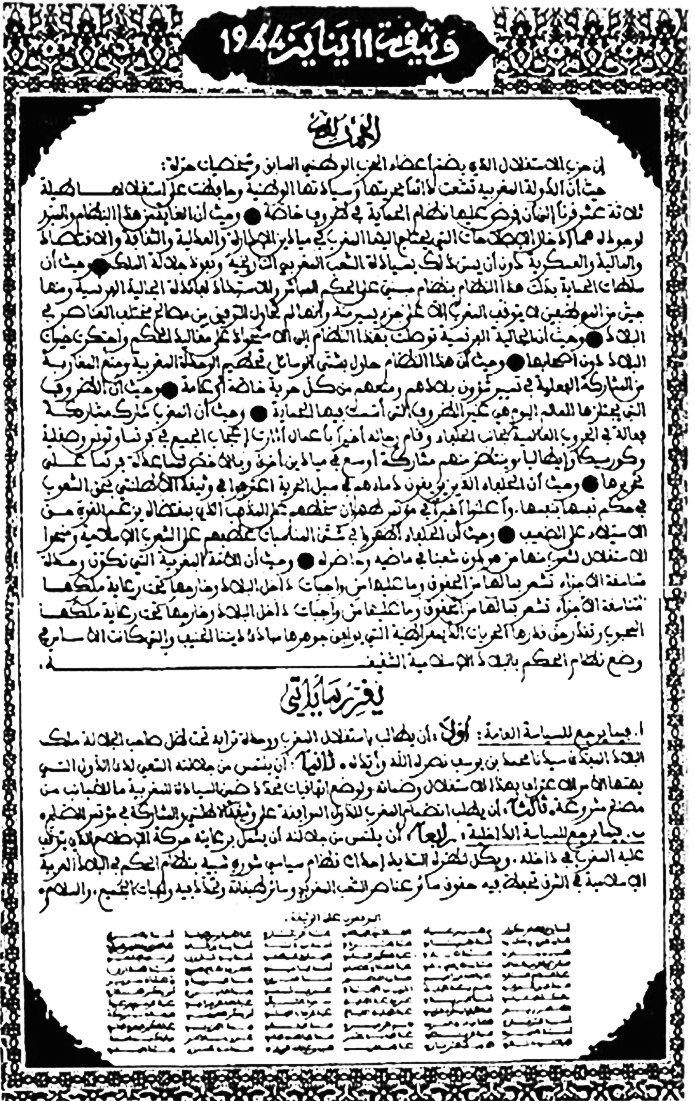
1944년 모로코 독립선언 조약문

1943년, 미국의 신중한 지원으로 독립을 달성하기 위해 이스티크랄당(독립당)이 창당되었다. 모로코의 민족주의자들은 식민지 지배를 끝내기 위해 국제연맹에서 로비를 아끼지 않았으며 초국가적인 범활동 네트워크를 이용했다. 이스티크랄당은 이후의 민족주의 운동을 위한 대부분의 정치 활동을 계속했다.

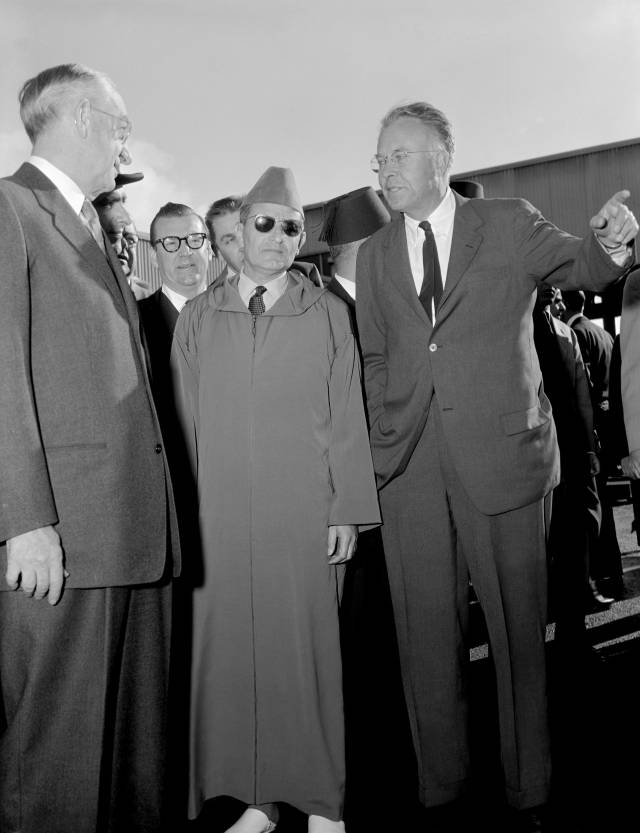
1957년 미국을 방문한 무함마드 5세

1953년 프랑스가 술탄 무함마드 5세를 마다가스카르로 망명시키고 인기 없는 무함마드 벤 아라파로 대체하자, 모로코 전역에서 프랑스 및 스페인 보호령에 대한 격렬한 반대가 일어났다. 개중에서도 가장 폭력적인 사태는 우지다에서 모로코인들이 프랑스인 및 다른 유럽인들을 공격한 것이었다. 프랑스는 1955년 무함마드 5세의 모로코 귀환을 허용했고, 이듬해에 모로코 독립을 위한 협상이 시작되었다. 마침내 1956년 3월에 모로코는 프랑스로부터 독립을 달성했다. 한 달 후, 스페인 역시 모로코 북부의 보호령을 해체하고 그 영토를 모로코에게 넘겨주었다. 다만 세우타 및 멜리야와 같은 지중해 연안의 일부 해안 정착지는 양도하지 않았는데, 이는 오늘날까지도 모로코가 그곳에 대한 영유권을 주장하는 원인이 되었다.

### 독립 이후

#### 하산 2세
무함마드 5세는 1957년에 술탄에서 퇴위한 후 모로코의 초대 국왕으로 즉위했다. 1961년에 무함마드 5세가 사망하자 그 아들 하산 2세가 그해 3월 3일에 국왕이 되었다. 모로코는 1963년에 첫 총선을 치뤘다. 하지만 하산은 비상사태를 선포하고 1965년에 의회를 중단시켰으며 철권통치를 행했다. 1971년과 1972년 두 차례에 걸쳐 국왕을 회복하고 공화국을 바로잡으려는 시도는 실패로 돌아갔다. 하산 2세의 통치 기간 동안 이루어진 인권 유린 행위를 조사하기 위해 2005년 설립된 진실 규명 위원회는 구금 중 사망이나 강제 망명당한 경우가 10,000건이 넘는다는 것을 밝혀냈다. 이들에 따르면 최소한 592명이 넘는 사람들이 하산 2세 치하에서 죽었다고 한다.
1963년, 알제리 영토 일부에 대한 영유권을 두고 알제리군과 모로코군 사이에 모래 전쟁이 발발했다. 1964년 2월, 공식적인 평화협정이 체결되었지만 전쟁 이후에도 양국 간의 관계는 여전히 경색되어 있었다. 남쪽에 있는 스페인의 이프니 식민지는 1969년 모로코에게 반환되었다.
폴리사리오 운동은 1973년 스페인령 사하라에 독립국가를 세우는 것을 목표로 하여 결성되었다. 1975년 11월 6일, 하산 왕은 자원봉사자들에게 스페인령 사하라로 건너갈 것을 요청했다. 이에 따라 약 35만 명의 민간인이 이른바 '녹색 행진'에 참여한 것으로 보고되었다. 한달 후, 스페인은 알제리의 군사 개입에 대한 반대와 위협에도 불구하고 스페인 사하라를 포기하고 모로코-모리타니 공동 통치령(나중에 서사하라)으로 바꾸는 것에 합의했다. 모로코 군대는 곧 그 지역을 점령했다.
모로코군과 알제리-폴리사리오군은 곧 서사하라에서 충돌했다. 그 사이에 모로코와 모리타니는 서사하라를 분할했다. 전쟁은 수년간 계속되었는데, 장기화된 전쟁은 모로코에 상당한 재정적 손실을 입혔다. 1983년, 하산 2세는 자국이 계속되는 정치적인 불안과 경제 위기를 겪자 예정되어 있던 선거를 취소했다. 또한 1984년에 서사하라의 가입에 항의하면서 아프리카 통일 기구를 탈퇴하기도 했다. 폴리사리오는 1982~1985년 사이에 5,000명 이상의 모로코군을 죽였다고 주장했다. 알제리 당국은 자국 내의 사흐라위 난민 수를 16만 5천 명으로 추산했다. 모로코와 알제리와의 외교 관계는 1988년에 정상화되었다. 1991년 서사하라에서 유엔의 감시 하에 휴전이 시작되었지만, 영토가 어느 나라에게 돌아갈 것인지는 아직 정해지지 않았으며 때때로 휴전 조약에 위반되는 사례가 보고되고 있다. 이후 10년 동안 서사하라 영토에 대해 제안된 휴스턴 협정에 많은 논쟁이 일어났고, 교착 상태는 현재까지도 깨지지 않고 있다.

#### 무함마드 6세

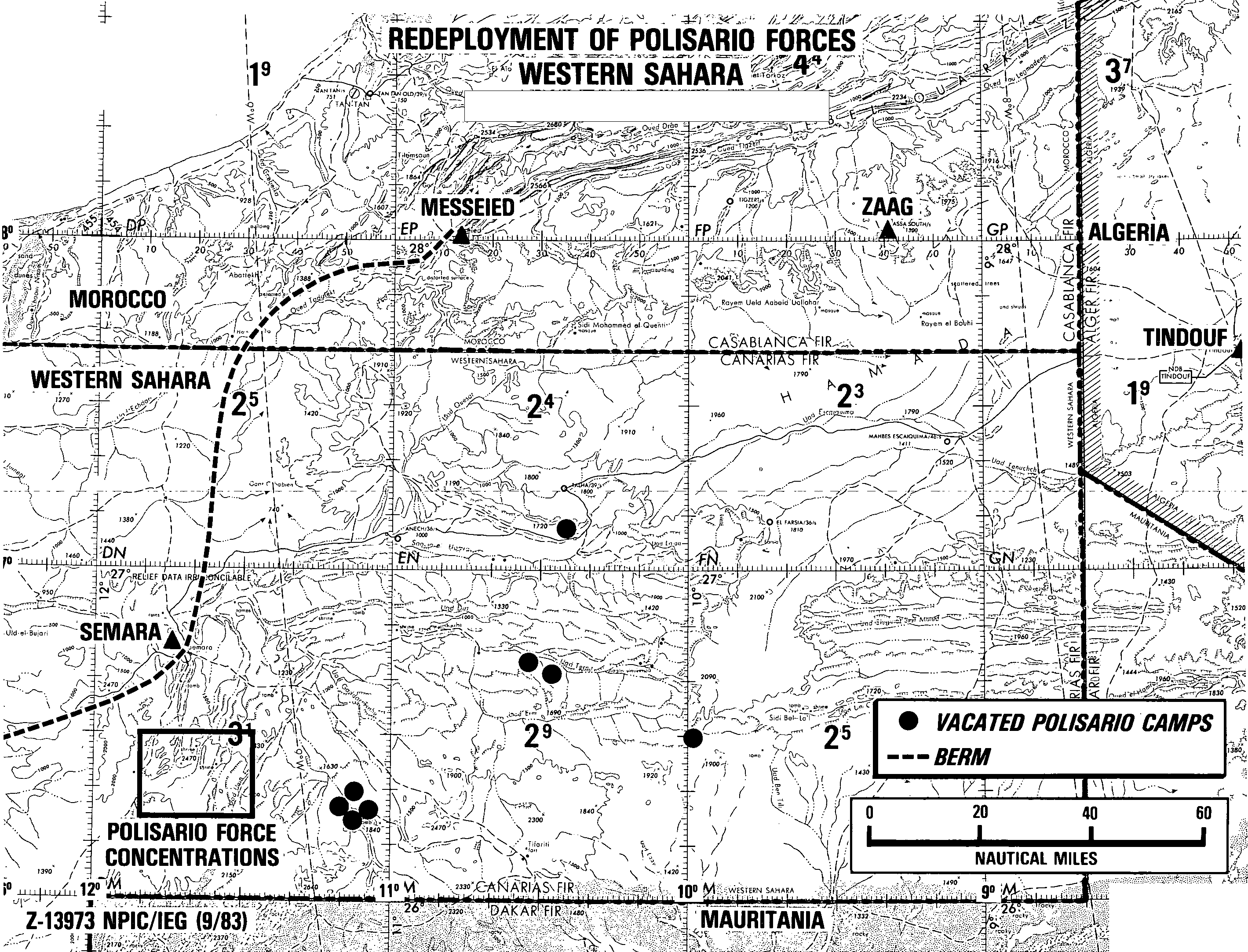
서사하라 전쟁 지도(1975~1991)

1990년대 정치 개혁이 이루어지고 모로코 최초로 야당 주도의 정부가 집권하면서 양원제 입법부가 설립되었다. 하산 2세는 1999년에 사망했고 그의 아들인 무함마드 6세가 뒤를 이어 모로코 국왕으로 즉위했다. 그는 확실히 모로코에 경제적, 사회적인 자유화를 도입한 신중하고도 현명한 정치인이었다. 무함마드 6세는 2002년에 서사하라 분쟁 지대를 방문했으며, 2007년에는 서사하라의 자치 청사진을 유엔에 공개하기도 했다. 그러나 폴리사리오는 이 계획을 거부하고 독자적인 입장을 내놓았다. 모로코와 폴리사리오 전선은 뉴욕에서 유엔의 주최 하에 회담을 했지만 궁극적으로 합의에는 도달하지 못했다. 2010년, 보안군이 서사하라의 한 난민 캠프에 난입하여 지역 중심지인 엘아이운에서 폭력 시위를 촉발시켰다.

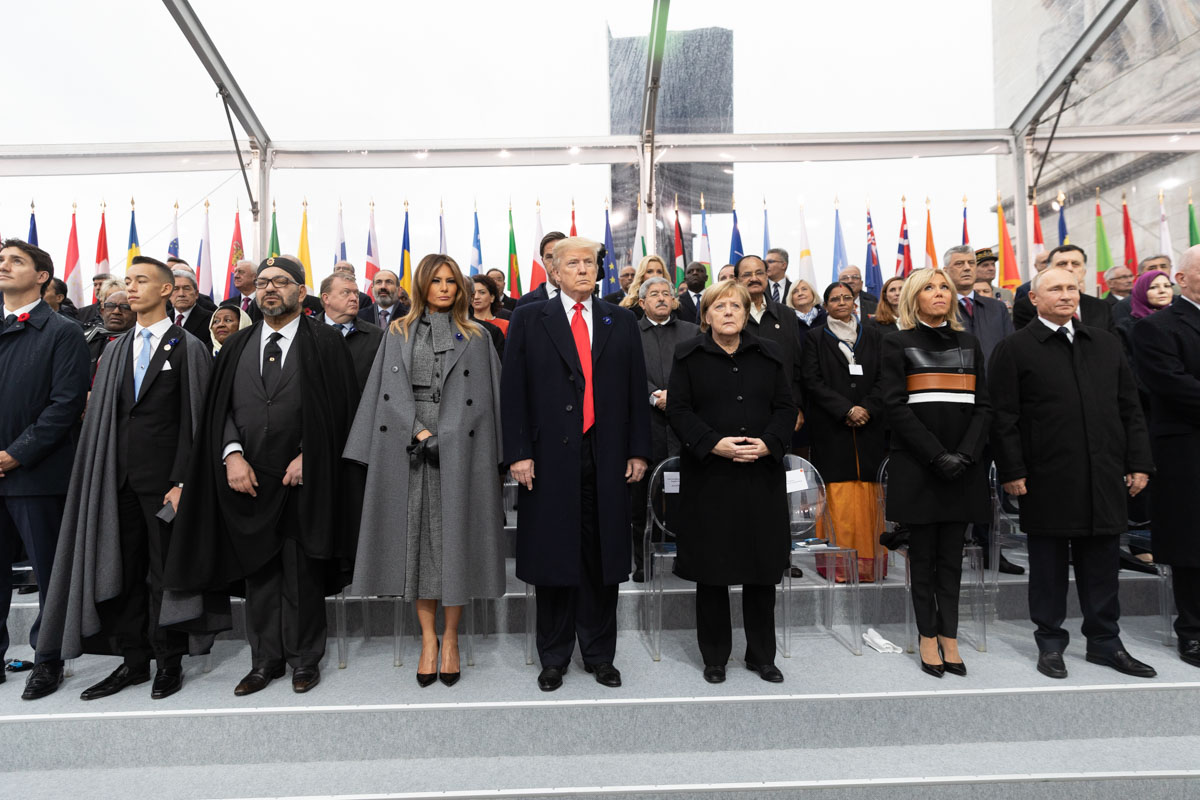
2018년 11월 정전 기념식에 참석한 무함마드 6세와 각국의 지도자들

2002년, 모로코와 스페인은 분쟁 중인 페레질 섬에 대한 미국의 중재로 결의안에 합의했다. 모로코 군대는 그곳에 상륙한 후 대개 사람들이 살지 않는 지역만을 점령하고 깃발과 텐트를 설치했다고 스페인 군대가 보고했다. 2005년에 수십 명의 아프리카 이민자들이 스페인령 멜리야와 세우타 국경지대를 습격하면서 다시 양국 간의 긴장이 고조되었다. 2006년, 스페인 총리 사파테로는 공식적으로 모로코를 방문했는데, 이는 1991년 이후 이곳을 방문한 유일한 스페인 지도자였다. 그러나 이듬해에 스페인 국왕 후안 카를로스 1세는 세우타와 멜리야를 방문하면서 식민지 지배의 청산을 요구하는 모로코를 더욱 화나게 했다.

#### 아랍의 봄
아랍의 봄으로 말미암아 촉발된 2011-2012년 모로코 시위 동안, 수도 라바트를 포함하여 기타 몇몇 도시에서 수천 명의 사람들이 정치적 개혁과 국왕의 권력 억제 등을 포함한 새로운 헌법을 만들 것을 요구하는 집회를 열었다. 2011년 7월, 국왕은 시위를 진정시키기 위해 그가 제안한 개혁 헌법에 따른 국민 투표에서 압승을 거두었다. 이어진 총선에서는 온건파인 이슬람 정의개발당이 다수의 의석을 차지했고, 그 수장인 압델릴라 벤키라네가 새로운 헌법에 따라 정부 수반으로 지명됐다. 그렇지만 무함마드 6세의 개혁에도 불구하고, 시위대는 더욱 과격한 개혁을 계속 요구했다. 2012년 5월에는 수백 명의 사람들이 카사블랑카에서 열린 노동조합 집회에 참가했으며, 몇몇 사람들은 정부가 제대로 된 개혁을 이행하지 않았다면서 비난을 퍼붓기도 했다. 이처럼 모로코의 시위와 저항은 급진적인 사회 변혁과 정권 이양으로 이어진 것은 아니었다.
2020년 12월 10일에 이스라엘-모로코 국교 정상화 협정이 체결되었고, 모로코는 이스라엘과 외교 관계를 재개할 의사를 밝혔다. 22일에 모로코 왕국, 미국 및 이스라엘 국가의 공동 선언에 서명이 이루어졌다.
2021년 8월 24일, 이웃한 국가인 알제리는 모로코가 분리주의 단체를 지원하고 알제리에 대한 적대적인 행동을 했다고 비난하면서 모로코와의 외교관계를 단절했다. 이에 대해 모로코는 그 결정이 정당하지 않은 것이라고 밝혔다.
2023년 9월 8일, 모로코에서 규모 6.8의 지진이 발생하여 2,800명 이상이 사망하고 수천 명이 부상을 입었다. 지진의 진원지는 마라케시에서 남서쪽으로 약 70km 떨어진 곳이었다.

## 지리

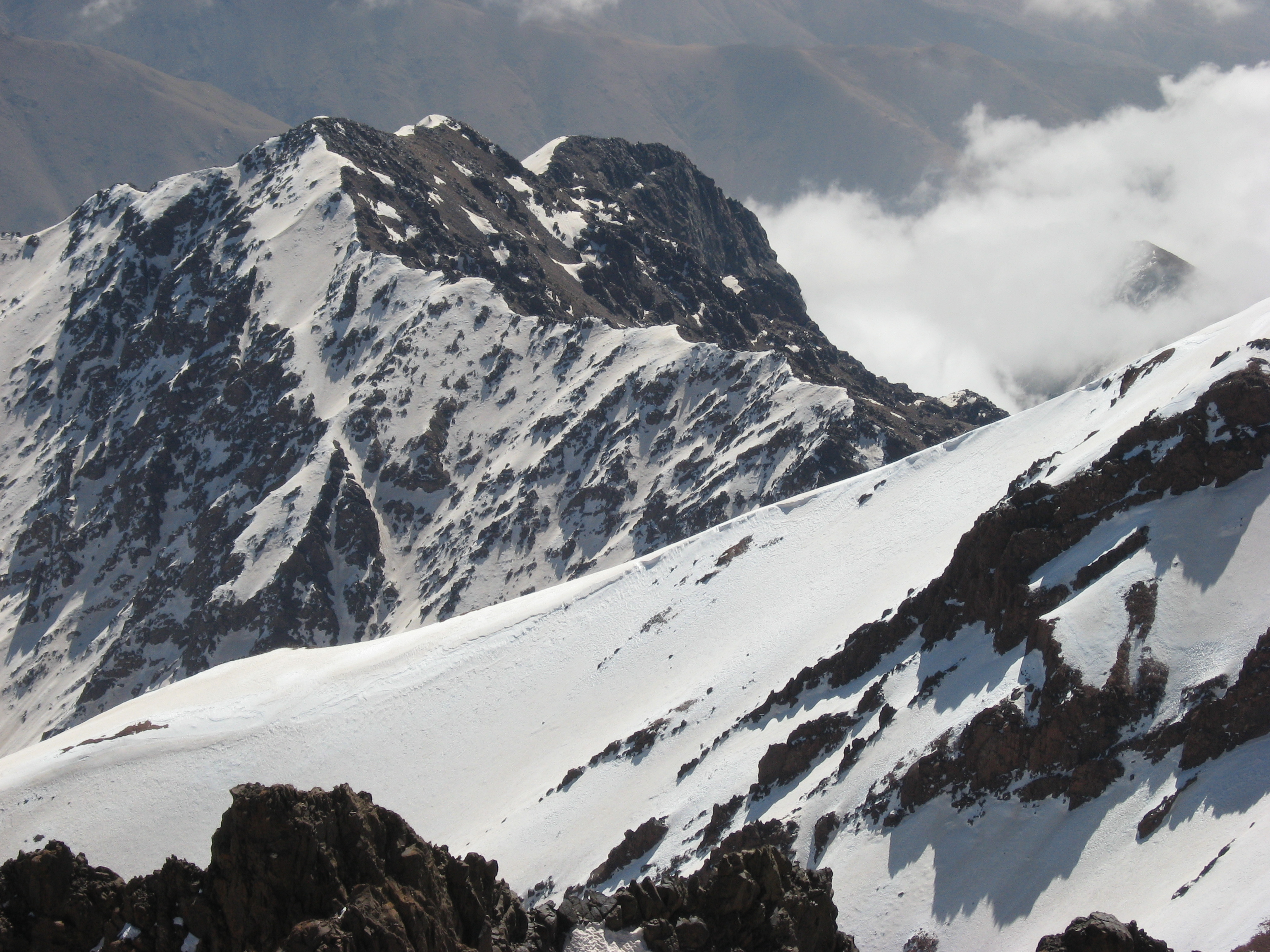
북아프리카의 최고봉인 투브칼. 해발 4,167m에 달하는 고산이다.

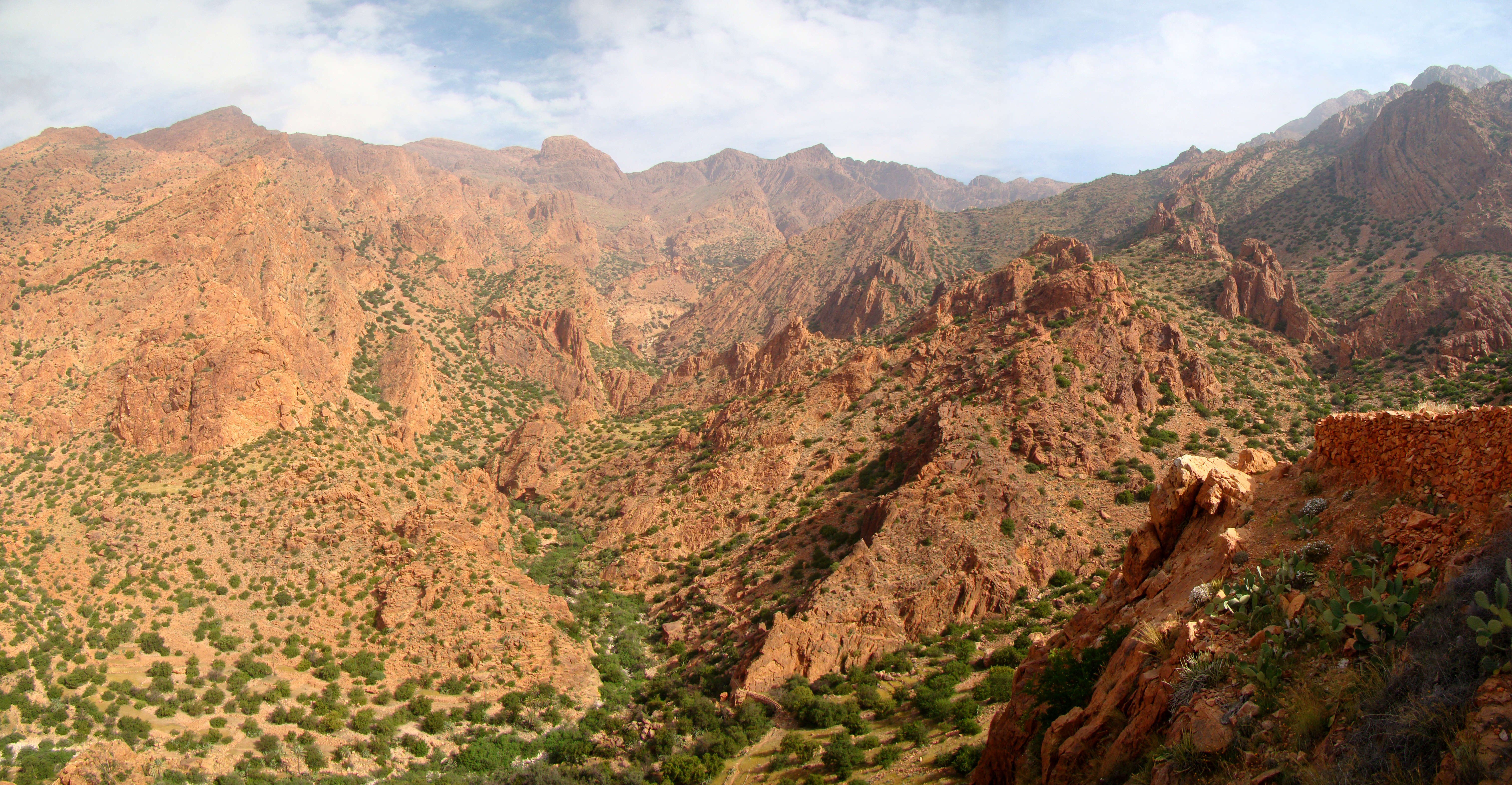
타프라우트 인근의 안티 아틀라스 지역

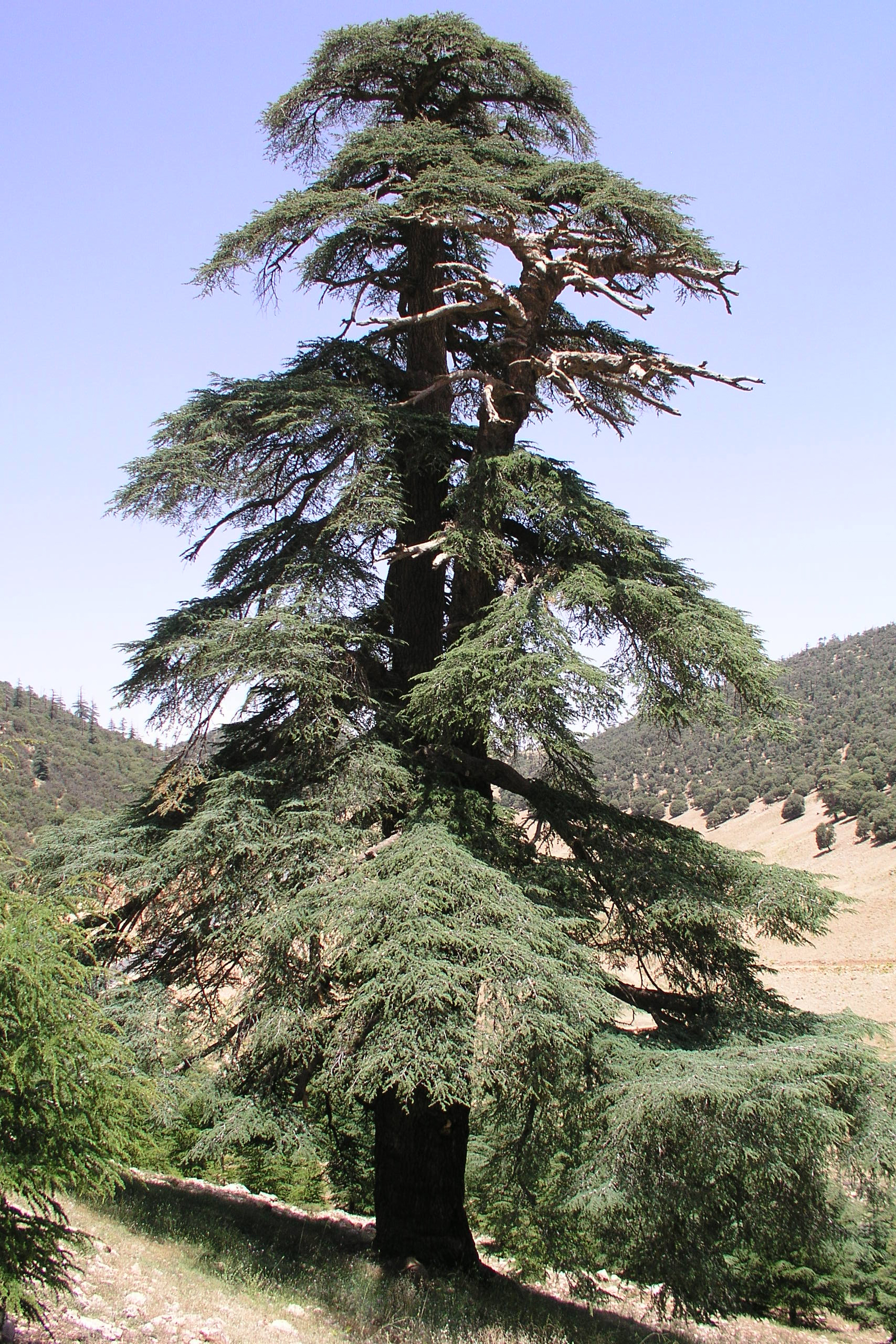
아틀라스 산맥에 있는 오래된 아틀라스 참나무

모로코는 지브롤터 해협을 사이에 두고 지중해와 대서양, 양측 바다에 모두 접해 있다. 북쪽으로는 스페인과 국경을 접하며, 서남쪽으로는 서사하라, 동쪽으로는 세우타, 멜리야, 페뇽데벨레스데라고메라와 만난다.
공식적으로 정해진 국경은 위도 27°~36°N, 경도 1°~14°W 사이에 존재한다.
모로코의 지리는 대서양, 고산지대, 사하라 사막 등 세 지역의 특징이 혼재한다는 것이 특징이다. 모로코는 북아프리카에 있는 국가로서, 스페인 및 프랑스와 함께 대서양 및 지중해 해안선을 가진 단 3개의 나라 중 하나이다.
모로코 대부분의 지역에는 산이 많다. 특히 아틀라스 산맥은 모로코 국토의 중앙과 남부 대부분을 뒤덮고 있으며, 리프 산맥은 북부에 위치해 있다. 두 지역 모두 베르베르인들이 주로 거주한다. 모로코의 총 국토 면적은 약 446,300km2이다. 알제리는 동쪽에서 모로코와 국경을 접하고 있지만, 두 나라 사이의 국경은 1994년 이후 줄곧 폐쇄된 상태이다.
모로코와 인접한 북서아프리카의 스페인 영토는 지중해 연안의 5개 영토(플라사스 데 소베라니아), 즉 세우타, 멜리야, 페뇽데벨레스데라고메라, 치파리나스 섬, 페뇽데알후세마스이며, 때때로 분쟁 중인 섬 페레질을 포함하기도 한다. 대서양 연안의 카나리아 제도는 스페인에 속하지만 북쪽의 마데이라 섬은 포르투갈령인 것이 특이한 점이다. 북쪽으로 모로코는 지브롤터 해협과 맞닿아 있으며, 이곳에서 국제선은 대서양과 지중해 사이의 교통 통로를 방해하지 않는다.
리프 산맥은 북서쪽에서 북동쪽 방향으로 지중해와 접한 지역에 걸쳐 있다. 아틀라스 산맥은 때때로 '이 나라의 척추'라고도 불리며 북동쪽에서 시작하여 남서쪽으로 이어진다. 동남부 대부분은 사하라 사막이 뒤덮고 있기 때문에 그 지역에서는 인구가 적고 경제적인 발전이 더딘 편이다. 인구 대부분은 산맥 북쪽, 즉 대서양 인근에 몰려 살고 있다. 남쪽에는 1975년 모로코에 의해 합병된 이전 스페인의 식민지였던 서사하라가 있다(녹색 행진 참조) 모로코는 서사하라가 자신의 영토의 일부라고 주장하면서, 그것이 자신들의 남부 지역이라고 말하는 중이다.
모로코의 수도는 라바트이나 가장 큰 대도시는 주요 항만도시인 카사블랑카이다. 2014년 모로코 인구 조사에서 50만 명이 넘는 인구를 기록한 또 다른 대도시들로는 페스, 마라케시, 메크네스, 살레, 탕헤르가 있었다.
모로코는 ISO 3166-1 alpha-2 지리적 인코딩 표준기호로 MA라고 표기된다. 이 코드는 모로코의 인터넷 도메인인 .ma의 기반이 되었다.

### 기후

모로코의 쾨펜 기후 유형.

이 지역에서 모로코의 기후는 크게 "무더운 여름 지중해성 기후(Csa)"와 "고온 사막 기후(BWh)"로 나뉜다.
중앙의 고산 지대와 대서양 연안의 차가운 카나리아 해류의 영향은 모로코가 북부와 중부 산맥의 무성한 숲에서 동부와 남부 지역의 스텝, 반간조 및 사막 지역에 이르기까지 비교적 다양한 식생 지대를 가질 수 있게 한 주요 요인이었다. 모로코 해안의 평원 지대는 여름에도 적당한 온도를 경험한다.
리프 산맥 또는 미들~하이 아틀라스 산맥에는 몇 가지 다른 유형의 기후들이 존재한다. 해안 저지대를 따라 지중해성 기후가 펼쳐져 다양한 종류의 참나무, 이끼 카펫, 향나무 그리고 모로코의 고유종인 대서양 전나무가 자생하며, 그 뒤를 따라 높은 고도에 충분한 습도를 가져 동식물들이 살아가기 좋은 온대 기후가 나타난다. 계곡 지역에는 비옥한 토양과 높은 강수량이 나타나 울창하고 빽빽한 숲 지대의 형성과 성장을 가능하게 한다. 구름으로 덮힌 숲들은 리프 산맥과 미들 아틀라스 산맥의 서부에서 찾아볼 수 있다. 높은 해발고도에 위치한 지역에서는 고산 기후가 나타나는데, 덕분에 모로코인들은 이곳에서 스키 리조트를 경험할 수 있다. 심지어 북아프리카 지역인데도 불구하고, 이프란이라는 도시는 해발고도 1,655m에 위치하고 있을 뿐만 아니라 고산 기후 덕분에 1월 아침에는 자주 기온이 영하로 떨어지는데, 1935년에는 아프리카에서 관측된 역사상 최저 기온인 -23.9°를 기록하기도 했다.
아틀라스 산맥의 남동쪽, 즉 알제리 국경 근처의 기후는 길고 무더운 여름과 함께 매우 건조한 것이 특징이다. 극한의 열과 수자원의 부족은 산맥으로 인한 비그늘 효과 때문에 더욱 두드러진다. 따라서 모로코의 남동쪽 대부분은 매우 덥고, 사하라 사막의 일부에 걸쳐져 있어 광대한 모래 언덕과 바위 평원이 무성하며 때때로 오아시스가 발견되기도 한다.
남쪽의 사하라 지역과 달리 해안 지대의 평야, 특히 모로코 북중부 지역은 매우 비옥한 토질을 가지고 있으며 따라서 모로코 인구의 95%가 이곳에 거주한다. 북대서양에 직접 면해 있을 뿐만 아니라 유럽 대륙과의 근접성, 길게 뻗은 리프 및 아틀라스 산맥으로 인해 이 지역에서는 다소 유럽적인 기후가 나타난다. 이 덕분에 모로코는 기후가 매우 대조적인 국가가 되었다. 산림 지역은 국토의 약 12%를 차지하며 경작지는 18%이다. 개중에서도 5%만이 농업용으로서 관개 농경이 이루어지고 있다.

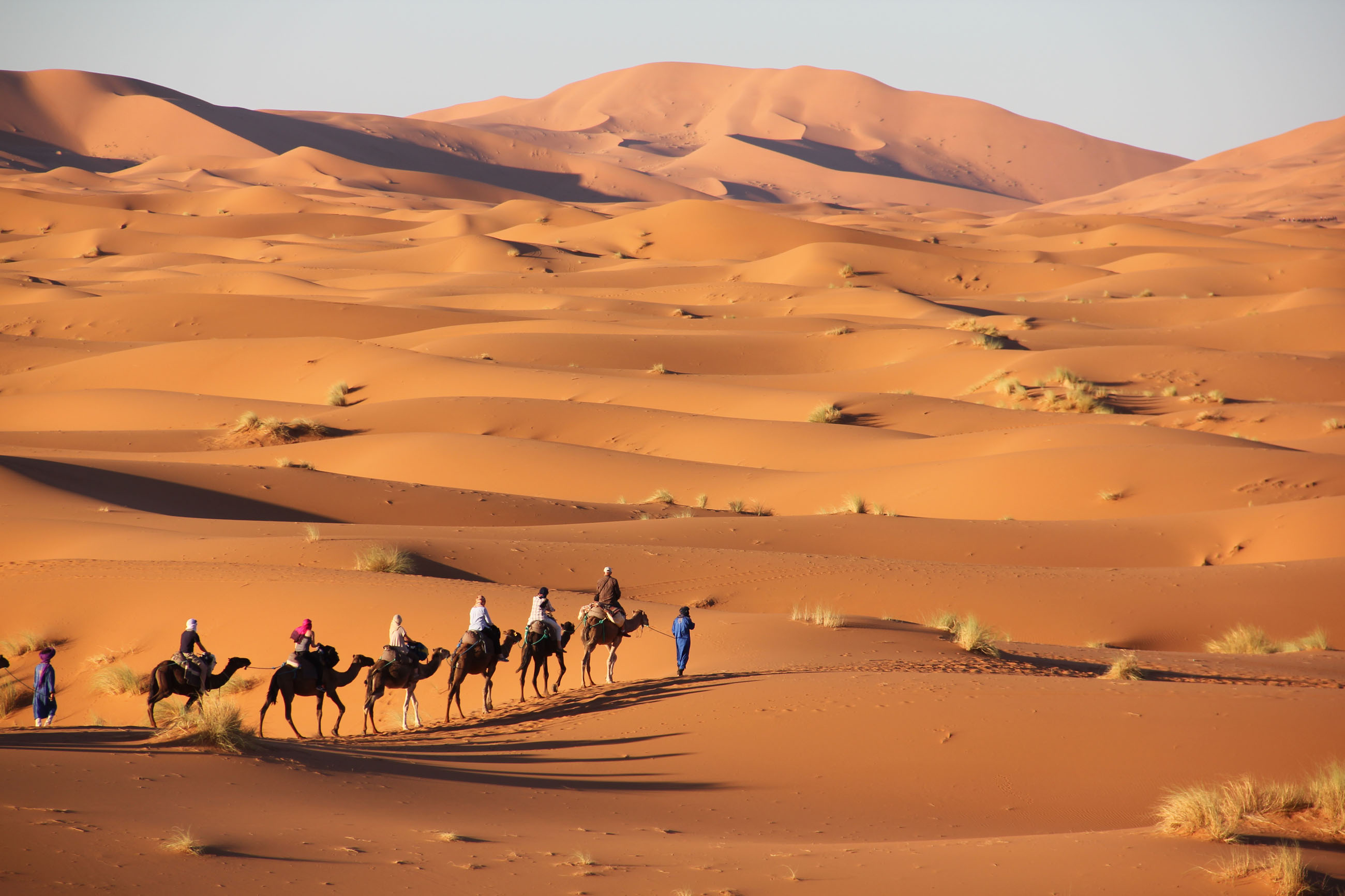
에르그 체비의 풍경

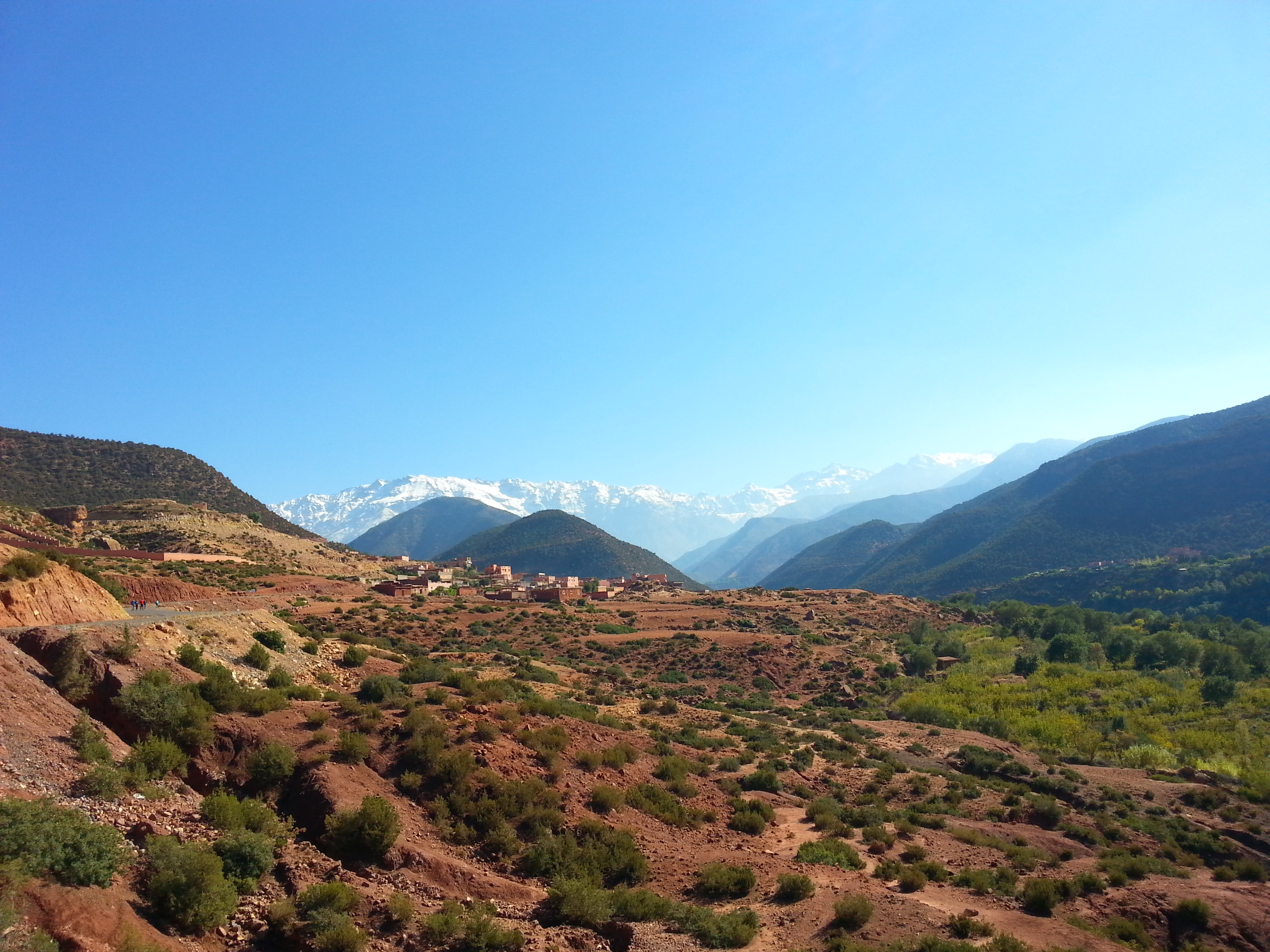
아틀라스 산맥 사진

일반적으로 남동쪽 지역(사하라 사막)을 제외하고 모로코의 기후와 지리는 북쪽의 이베리아 반도와 매우 유사하다. 특히 모로코는 다음과 같은 기후대들을 가지고 있다.
- 지중해성 기후: 그 이름에 걸맞게 모로코의 해안 지역, 개중에서도 약 500km에 달하는 지중해 연안에서 지배적이며 대서양 연안의 일부 지역에도 영향을 미친다. 여름은 덥고 건조하며 평균 최고 기온은 29~32°C 사이이다. 겨울은 대체로 온화하고 습한데, 일평균 기온은 9~11°C 정도이고 평균 최저 기온은 5~8°C 정도이며, 서해안 해안 지역에서 흔히 나타난다. 이 지역의 연간 강수량은 서쪽의 600~800mm에서 동쪽의 350~500mm까지 매우 다양하다. 이 지역에 있는 대표적인 도시로는 탕헤르, 테투안, 알호세이마, 나도르, 사피 등이 있다.
- 반지중해성 기후: 지중해성 기후의 특징을 보여주지만 상대적인 고도의 차이나 북대서양과의 상호작용으로 인해 다른 기후대들의 영향을 상당히 많이 받는다. 여기에 주요 영향을 미치는 두 개의 기후대가 있다.

- 해양성: 최고 기온은 약 27°C이며 에사우이라 지역 기준으로는 거의 항상 약 21°C가 유지되는 사실상 여름 기후라 할 수 있다. 낮 기온은 19°C까지 올라갈 수 있지만 겨울은 쌀쌀하지만 그리 춥지는 않으며 습하다. 연간 강수량은 400mm에서 700mm까지 다양하다. 이 지역에 있는 대표적인 도시로는 라바트, 카사블랑카, 케니트라, 살레, 에사우이라 등이 있다.

- 대륙성: 일반적인 지중해 지역보다 더욱 무더운 여름과 추운 겨울을 만들어 내는데, 이는 최고 기온과 최저 기온의 차이에 의해 결정된다. 특히 이 무렵의 폭염 기간 동안 일일 최고 기온이 40°까지 올라가는 것이 확인되기도 했다. 하지만 해가 질수록 기온은 재빨리 떨어진다. 밤 기온은 보통 20°C 이하이며, 한여름에는 10°C 이하로 떨어지기도 한다. 겨울은 매우 시원하고 12월과 2월 사이에는 영하로 몇번이고 내려갈 수도 있다. 또한 눈이 가끔씩 내리기도 한다. 예를 들어 페스는 2005년 겨울에 -8°C를 기록했다. 연간 강수량은 500mm에서 900mm 사이이다. 이 지역에 있는 대표적인 도시로는 페스, 메크네스, 셰프샤우멘, 베니멜랄, 타자 등이 있다.

- 내륙성 기후: 북부와 중부의 산악 지대에서 나타나며, 최고 기온이 32~36°C 사이에 머무르는 등 여름이 매우 덥다. 반면 겨울은 매우 춥고, 최저점은 보통 영하 밑에 머무른다. 그리고 북서쪽에서 모로코로 차갑고 습한 공기가 유입될 때, 며칠 동안 이 지역의 온도는 때때로  -5°C 이하로 떨어지기도 한다. 가끔씩 눈이 많이 내리기도 한다. 강수량은 400mm에서 800mm 사이이다. 이 지역에 있는 대표적인 도시로는 케니프라, 이밀칠, 미델트, 아질랄 등이 있다.
- 고산 기후: 미들 아틀라스 산맥의 일부 지역과 하이 아틀라스 산맥의 동부 지역에서 나타난다. 여름은 적당히 온화하고 따뜻하며, 겨울은 길고 추우며 눈이 온다. 강수량은 400mm에서 1200mm 사이이다. 여름의 최고 기온은 30°C를 겨우 넘었고, 최저 기온은 15°C를 밑돌았다. 겨울에는 최고 기온이 평균 8°C 정도이고 최저 기온은 영하로 떨어진다. 상술했다시피 높은 고산 지대일 뿐만 아니라 눈도 많이 와서 이 지역에는 오우카이멘이나 미슐리펜 같은 스키장이 많이 있다. 이 지역에 있는 대표적인 도시로는 이프란, 아즈루, 불마네 등이 있다.
- 반건조 기후: 이러한 유형의 기후는 강우량이 더 낮고 연간 강수량이 200mm~350mm 사이인 남부와 동부의 일부 지역에서 발견된다. 그러나 일반적인 특징들은 주로 지중해성 기후와 유사성을 띤다. 이 지역에 있는 대표적인 도시로는 아가디르, 마라케시, 우지다 등이 있다.[88]

아가디르 이남 및 제라다 동부, 즉 알제리 국경 인근부터는 건조 기후와 사막 기후가 우세하게 나타난다.
모로코는 사하라 사막과 북대서양에 인접해 있기 때문에 동쪽에서 시로코가 불어올 때 기온이 섭씨 7~8°C 정도 상승하며, 갑자기 폭염이 발생하거나 지역 계절 온도가 급격히 변화하는 현상이 나타난다. 또는 북서쪽에서 차고 습한 공기가 유입되어, 기온이 7~8°C 정도 하강함으로써 때아닌 추위와 한파가 발생하기도 한다. 하지만 이러한 현상은 평균적으로 2~5일간만 지속된다.
기후 변화는 모로코에 다차원적인 측면에서 상당히 영향을 끼칠 것으로 전망된다. 덥고 건조한 기후를 가진 해안 국가로서 환경의 영향은 광범위하고 다양할 것으로 보인다. 2019년 기후변화 성과지수 기준으로 모로코는 스웨덴에 이어 2위를 차지했다.

### 생물다양성

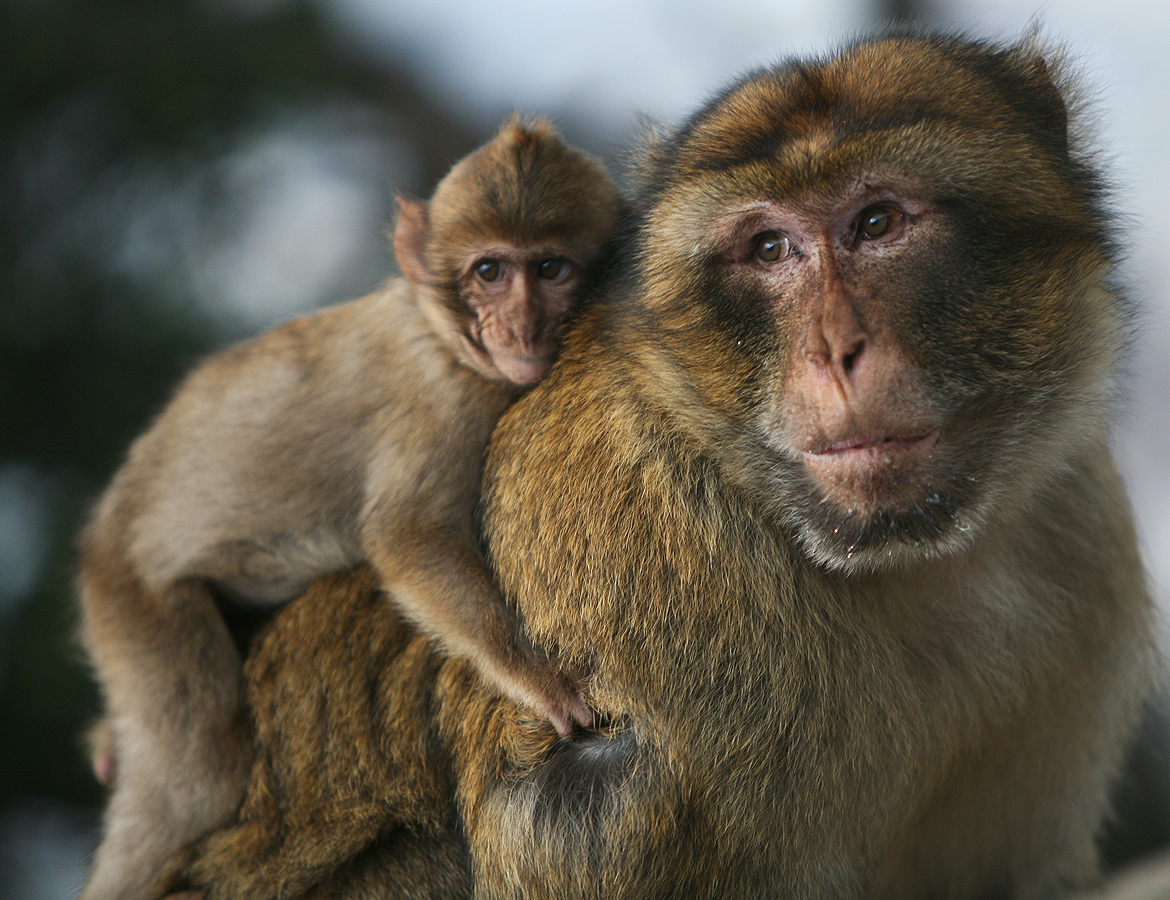
다른 영장류들과는 차별되는 행동을 보여주는 성체 수컷 바바리 마카크

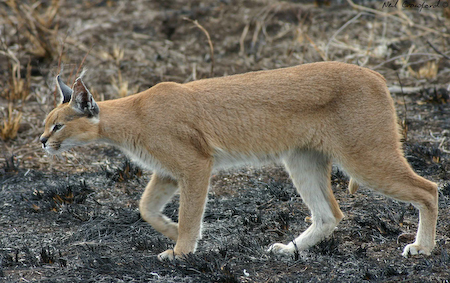
모로코의 카라칼

모로코는 여러 기후가 나타나는 지역 특성상 꽤 높은 수준의 생물 다양성을 가지고 있다. 하지만 최근 들어 서식지 파괴가 급속하게 진행되고 있으며 모로코에만 서식하는 고유종이나 독특한 생물들이 많기 때문에 보존 우선 지역으로 관심을 받고 있다. 아비파우나(새)의 종류는 눈에 띄게 다양하다. 모로코의 아비파우나는 총 454종이며, 이 중 5종은 사람에 의해 유입되었다. 156종 정도는 드물게, 또는 우연히 볼 수 있다.
밀렵으로 의해 멸종한 바바리 사자는 모로코가 원산지인 아종으로써 국가의 상징물이다. 1922년 마지막 아틀라스 사자가 아틀라스 산맥에서 총으로 사냥당했다. 북아프리카의 다른 두 주요 포식자인 아틀라스 곰과 바바리 표범은 각각 멸종과 멸종 위기에 처해 있다. 서아프리카 악어 또한 20세기에 드라아강에서 몇몇 개체수가 목격된 것을 마지막으로 오늘날에는 별로 보이지 않고 있다.
모로코와 알제리 고유의 영장류인 바바리 마카크는 무역, 인간의 방해, 도시화, 벌목 및 삼림 파괴 등으로 인해 멸종 위기에 처해 있다.
동물과 식물을 음식, 애완동물, 약용품, 기념품 및 사진 소품과 거래하는 것은 모로코 전역에서 일반적으로 나타나는 모습이다. 규제되지 않은 이러한 행동으로 인해 모로코 토착 야생 동물의 상당수가 알려지지 않은 채로 지속적인 개체수 감소를 맞이하고 있다. 북부 모로코는 유럽과 인접해 있기 때문에 선인장, 거북이, 포유류 가죽, 비싸게 취급되는 조류(매 또는 부스타드)와 같은 종들이 전국 각지에서 수확되어 상당한 양이 수출된다. 특히 2009~2011년 기간 동안 약 60톤의 장어가 극동으로 수출되었다.
모로코는 지중해 침엽수와 혼합림, 지중해 하이 아틀라스 주니퍼 스텝, 지중해 아카시아-아르가니아 건조 삼림 지대와 다육질 덤불, 지중해 건조 삼림 지대와 스텝, 지중해 삼림 지대와 숲, 북사하라 스텝과 삼림 지대 등 6개의 육지 생태계를 보유하고 있는 국가이다. 2019년 삼림경관 건전성 지수 측정에서 모로코의 평균 점수는 6.74/10으로 전세계 172개국 중 66위를 차지했다.

## 정부와 정치
| 모로코 의회 원내 구성          |                           |                           |                           |                          |                          |                      |                      |
| 왼쪽에서부터 상원·하원 의석 수 |                           |                           |                           |                          |                          |                      |                      |
| 연립여당                       |                           |                           |                           |                          |                          |                      |                      |
| 독립국민연합 27석·102석        |                           |                           |                           |                          |                          |                      |                      |
| 정통현대당 19석·87석           | 정통현대당 19석·87석      | 정통현대당 19석·87석      | 정통현대당 19석·87석      | 독립당 17석·81석         | 독립당 17석·81석         | 독립당 17석·81석     | 독립당 17석·81석     |
| 신임과 보완                    |                           |                           |                           |                          |                          |                      |                      |
| 헌정연합 2석·18석              | 헌정연합 2석·18석         | 헌정연합 2석·18석         | 헌정연합 2석·18석         | 일반노동조합연맹 6석·0석 | 일반노동조합연맹 6석·0석 | 민주사회운동 1석·5석 | 민주사회운동 1석·5석 |
| 야당                           |                           |                           |                           |                          |                          |                      |                      |
| 민중사회주의연합 8석·34석      | 민중사회주의연합 8석·34석 | 민중사회주의연합 8석·34석 | 민중사회주의연합 8석·34석 | 민중운동 12석·28석       | 민중운동 12석·28석       | 민중운동 12석·28석   | 민중운동 12석·28석   |
| 진보사회주의당 8석·34석        | 진보사회주의당 8석·34석   | 진보사회주의당 8석·34석   | 진보사회주의당 8석·34석   | 정의개발당 12석·28석     | 정의개발당 12석·28석     | 정의개발당 12석·28석 | 정의개발당 12석·28석 |
| 노동자연합 2석·18석            | 노동자연합 2석·18석       | 경영자연맹 2석·18석       | 경영자연맹 2석·18석       | 노동민주연맹 6석·0석     | 노동민주연맹 6석·0석     | 민주권력전선 1석·5석 | 민주권력전선 1석·5석 |
| 기타 정당 및 무소속 6석·2석    |                           |                           |                           |                          |                          |                      |                      |
| 재적 120석·395석               |                           |                           |                           |                          |                          |                      |                      |

| 모로코의 정치 정보 |                |                    |                         |                         |                         |
| 부패 인식 지수     | 부패 인식 지수 | 38점 상당히 부패   | 세계 97위(2023년 기준)  | 세계 97위(2023년 기준)  | 세계 97위(2023년 기준)  |
| 언론 자유 지수     | 언론 자유 지수 | 45.97점 어려움     | 세계 129위(2024년 기준) | 세계 129위(2024년 기준) | 세계 129위(2024년 기준) |
| 민주주의 지수      | 민주주의 지수  | 5.04점 혼합된 체제 | 세계 93위(2023년 기준)  | 세계 93위(2023년 기준)  | 세계 93위(2023년 기준)  |

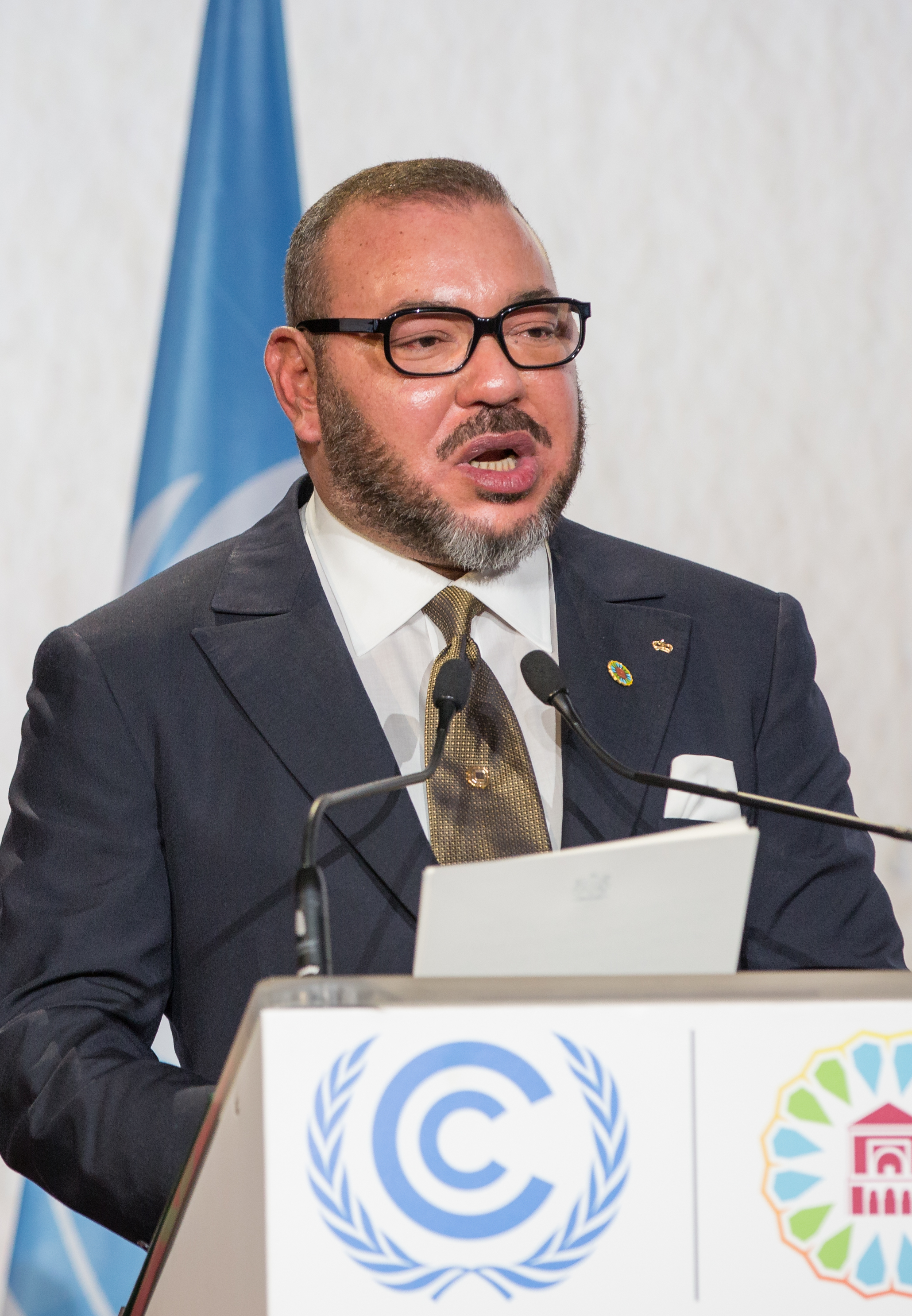
모로코 국왕 무함마드 6세

모로코는 공식적으로 민주주의 체제를 도입한 국가로서, 국민 선거로 승리한 다수당의 대표가 총리로 추천되면 국왕이 추인하는 방식으로 이루어지고 있다. 국회는 양원제이며 하원은 5년 임기, 상원은 6년 임기이다.
2022년 이코노미스트 민주주의 지수에 따르면 모로코는 중동과 북아프리카에서 3위, 세계에서 95위를 기록했으며 혼합된 체제로 통치되고 있다. 2023년 세계 언론 자유 지수에서 모로코는 어려움 수준으로 나타났다.
1998년 3월의 선거 이후, 야당 지도자 압데라흐만 유수피가 이끄는 연립 정부가 결성되었는데, 주로 야당 출신의 장관들로 구성되었다. 유수피 총리의 정부는 야당을 중심으로 결성된 모로코 최초의 정부였으며, 2002년 10월까지 사회주의, 중도좌파, 민족주의 정당들의 연합들을 정부에 포함시켰던 최초의 사례였고, 또한 아랍 세계의 현대 정치 역사에서 야당이 선거 후 집권한 유일무이한 경우이기도 했다. 현 정부는 아지즈 아카노우치가 이끌고 있다.
모로코 헌법은 자국의 정치를 의회와 독립적인 사법부가 있는 군주제로 규정한다. 모로코 국왕은 군대, 종교에 대한 통제권을 인정받고 국가원수로서 절대적인 권력을 누렸으나, 2011년 헌법 개혁으로 국왕은 행정부에 대한 권력을 일부 잃어버린 반면에 총리와 의회의 권환은 강화되었다. 현 국왕인 무함마드 6세는 시민들과 소탈하게 거리에서 사진도 찍고 서구적인 인권 개선이나 자유화에도 관심을 보이고 있어 대중의 지지율은 높은 편이라고 한다. 이러한 행보는 아랍의 봄 당시 반왕실 시위가 금세 사그라드는 계기가 되었다.
헌법은 국왕에게 최고의 권력을 부여한다. 모로코 국왕은 세속적인 정치 지도자임과 동시에 예언자 무함마드의 직계 후손으로서 '신자들의 사령관'이라는 칭호를 취한다. 또한 그는 각료 회의를 주재하고, 총리의 추천에 따라 정부 구성원들을 임명하는 등 정치에 막강한 영향력을 끼치고 있다.
1996년까지, 헌법은 이론상으로는 국왕이 그 어떠한 장관의 임기도 마음대로 끝낼 수 있도록 했고, 상하원장과의 협의를 거쳐 의회 해산, 헌법 정지, 새로운 선거 요구 또는 법령에 의거한 통치를 할 수 있도록 규정해놓았지만, 실제로 이러한 사례들이 일어난 것은 1965년 단 한번뿐이었다. 국왕은 공식적으로 군의 총사령관직을 맡고 있다.

### 입법부

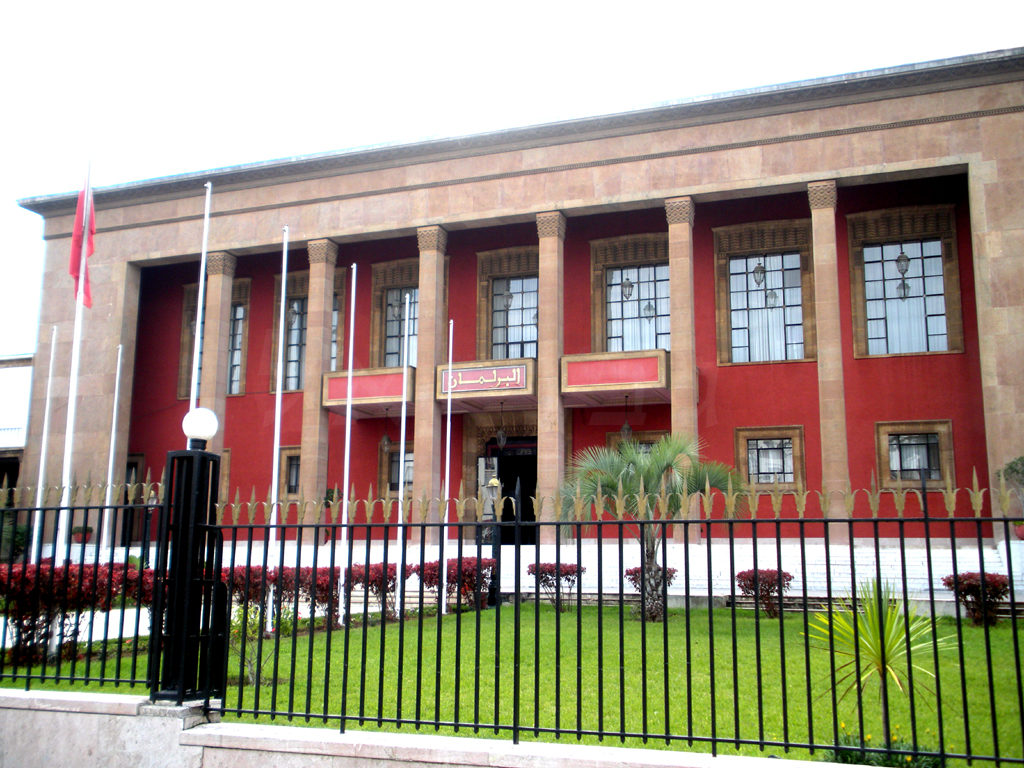
라바트에 있는 모로코 입법부 건물

1996년 헌법 개혁 이후에 양원제 입법부는 두 개의 회의실로 구성되었다. 모로코 하원(Majlis an-Nuwwâb/Assemblée des Répresentants)에서는 5년 임기로 395명의 의원이 선출되는데, 305명은 다석 선거구, 60명은 여성 할당석, 30명은 만 40세 미만 의원 할당석을 고려하여 뽑힌 인사들로 구성되고 있다.
참의원 의회 또는 상원(Majlis al-Mustasharin)은 6년 임기로 120명의 의원이 선출되는데, 그 가운데 72명은 지역 대표, 20명은 노동 조합, 8명은 전문 조직, 20명은 국왕이 직접 임명한 사람들이다.
의회의 권한은 여전히 상대적으로 제한적이지만 1992년과 1996년, 그리고 2011년의 헌법 개정에서 점진적으로 늘어났으며 여기에는 예산 문제, 법안 승인, 장관 청문, 정부의 조치에 대한 감사를 담당하는 임시 조사 위원회 설립 등의 추가 조건이 포함되었다. 하원은 불신임 투표를 통해 정부를 해산할 수 있다.
가장 최근의 총선은 2021년 9월 8일에 실시되었다. 이 선거의 투표율은 50.35%로 집계되었다.

### 행정 구역
모로코는 공식적으로 12개의 구로 나뉘며, 이는 다시 13개의 주와 62개의 현으로 세분화된다.
| 지도                                              | 번호                    | 주         | 주도        | 면적      | 인구 |
| ------------------------------------------------- | ----------------------- | ---------- | ----------- | --------- | ---- |
|                                                   |                         |            |             |           |      |
| 1                                                 | 탕헤르테투안알호세이마  | 탕헤르     | 15,090 km2  | 3,556,729 |      |
| 2                                                 | 오리앙탈                | 우지다     | 90,127 km2  | 90,127    |      |
| 3                                                 | 페스메크네스            | 페스       | 47,705 km2  | 4,236,892 |      |
| 4                                                 | 라바트살레케니트라      | 라바트     | 18,194 km2  | 4,580,866 |      |
| 5                                                 | 카사블랑카세타트        | 카사블랑카 | 20,166 km2  | 6,861,739 |      |
| 6                                                 | 베니멜랄케니프라        | 베니멜랄   | 28,374 km2  | 2,520,776 |      |
| 7                                                 | 마라케시사피            | 마라케시   | 38,445 km2  | 4,520,569 |      |
| 8                                                 | 드라타필랄레트          | 에라키디아 | 88,836 km2  | 1,635,008 |      |
| 9                                                 | 수스마사                | 아가디르   | 51,642 km2  | 2,676,847 |      |
| 10                                                | 구엘민오에드눈          | 구엘민     | 46,108 km2  | 433,757   |      |
| 11                                                | 라윤사키아엘함라*       | 라유네     | 140,018 km2 | 367,758   |      |
| 12                                                | 다클라우에드에드다하브* | 다클라     | 142,865 km2 | 142,955   |      |
| *표시가 있는 지역은 일부 혹은 전체가 영토 분쟁 중 |                         |            |             |           |      |

### 대외관계
모로코는 유엔 회원국이자 아프리카 연합(AU), 아랍 연맹, 아랍 마그레브 연합(UMA), 이슬람 협력 기구(IOC), 비동맹 운동 및 사헬-사하라 국가 공동체(CEN_SAD)에 속해 있는 국가이다. 모로코의 대외 관계국은 아프리카권, 아랍권 및 서구 국가들(유럽권) 등 매우 다양한데, 특히 개중에서도 모로코는 경제적-정치적인 이익을 얻기 위해 서방과 긴밀한 관계를 맺어왔다. 프랑스와 스페인은 모로코의 주요 채권국이며 외국 투자자일 뿐만 아니라 긴말한 무역 파트너로 남아 있다. 모로코에 대한 전체 외국 투자 비율에서 유럽 연합(EU)는 약 73.5%를 차지하는 반면에 아랍권은 고작 19.3%만 투자한다. 하지만 최근에는 페르시아만과 마그레브 지역의 더 많은 국가들이 모로코의 대규모 개발 프로젝트에 참여하는 중이다.

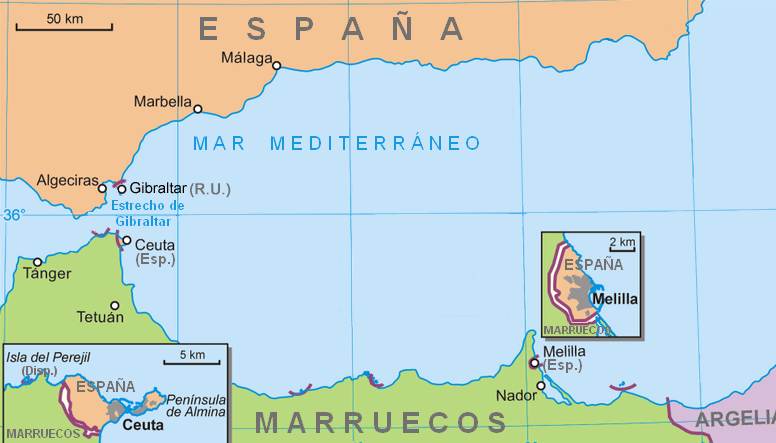
모로코는 세우타와 멜리야 등의 스페인 해외 영토 일부에 대해 영유권을 주장하고 있다

모로코의 아프리카 연합 가입은 중요한 사건들로 특징지어졌다. 1982년에 아프리카 연합이 사하라 아랍 민주 공화국을 공식 국가로 승인하자, 모로코는 이에 반발하여 자신들이 실효 지배 중인 지역에서 자결권 투표를 실시하지 않았으며 2년 뒤에는 아예 기구에서 탈퇴했다. 이 결정은 모로코의 일방적인 결단이었다. 2017년에 모로코가 AU에 재가입한 것은 그들 외교적 입장의 변화를 예고한 것일지도 모른다. 2021년 8월, 알제리는 모로코와 외교 관계를 단절했다.
2002년, 작은 섬 페레질을 둘러싸고 스페인과의 분쟁이 발생하면서 멜리야와 세우타에 대한 영유권 문제가 재조명받았다. 지중해 연안의 이 작은 '식민지'들은 수세기 동안 스페인의 지배하에 있었지만 현재는 모로코 영토에 둘러싸여 있다.
2004년, 조지 W. 부시 행정부는 모로코에게 주요 비NATO 동맹국의 지위를 부여했다. 이는 모로코가 1777년에 미국의 주권을 인정한 세계 최초의 국가였다는 점에서 특히 주목받을만 하다.
모로코는 독립 직후부터 미국과 돈독한 관계를 맺었고, 상당한 경제적-군사적 원조를 받았다. 이러한 협력 관계는 냉전 시기 동안에 급속히 진전되었는데, 모로코는 북아프리카에서의 공산주의의 확장을 막는 핵심 동맹국이 되는 대가로 그들의 영토적 야심과 경제 현대화 부문에서 미국의 열렬한 지지를 얻었다. 모로코는 1957년부터 1963년까지 미국에게 약 4억 달러 이상의 지원을 받았으며, 1966년까지는 미국의 식량 원조를 받은 국가들 가운데 5위를 차지했다. 오늘날에도 미국은 모로코의 든든한 우방이자 최고 동맹국 중 하나이다.
또한 모로코는 유럽 연합과 이웃한 국가들을 더 친밀하게 하는 것을 목표로 하는 유럽 이웃 정책(ENP)에 포함된 국가이기도 하다.

### 서사하라 분쟁

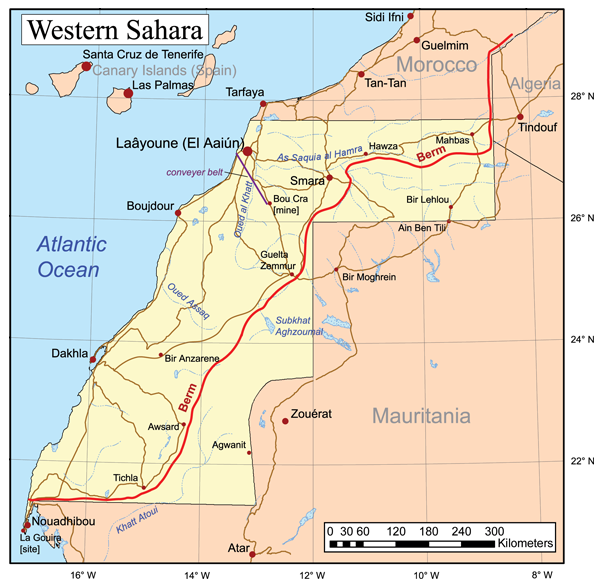
모로코는 1975년에 서사하라를 합병하겠다고 선언했다. 이에 맞서는 폴리사리오 전선은 서사하라 장벽(붉은 선) 너머의 영토를 점거하는 중이다.

모로코는 서사하라를 자국 영토로 편입함으로써 아프리카 진출을 위한 지정학적 이점을 차지하려 한다. 모로코는 1963년 아프리카단결기구(OAU)에서 서사하라가 아프리카단결기구에 편입된 데 항의하여 아프리카단결기구를 탈퇴하였다. 아프리카단결기구가 2002년 아프리카 연합으로 개칭될 때까지 관계가 정상화되지 못했으나, 2017년 국왕 모하메드 6세는 아프리카연합에 재가입하였다. 여기에는 모로코가 아프리카에 대해 정치, 경제적 여러 이해관계가 존재하며, 모로코의 지방 정부 차원에서 진행하는 남남 협력(Sud-Sud Coopération)을 위해서도 중요하기 때문이다. 남남 협력은 사하라 이남 아프리카에서 벌어지고 있는 각종 분쟁을 해결하고, 개발과 협력을 위해 지방 도시간 수립되는 동반자적 관계를 일컫는다. 이를 통해 지역 문제에 있어 모로코가 아프리카 국가들과 협력한다는 사실을 대외적으로 보여주려는 것이다.
사가이아 엘 함라 및 리오 데 오로 지역의 소유권은 오랫동안 논쟁거리였다. 1975년 서사하라에 대한 스페인의 식민 통치가 종료된 이후, 모로코와 모리타니가 서사하라를 분할 통치한 결정에 대해 사하라위족은 폴리사리오 해방전선을 설립하고 저항했다. 이들은 사하라 아랍 민주 공화국이라는 이름으로 게릴라전을 진행하고 있다. 유엔과 아프리카 연합은 지속적으로 폴리사리오 전선을 지지해 왔고, 이들 편에서 모로코와 폴리사리오 전선의 중재를 진행하고 있다. 하지만 모로코는 이를 받아 들이지 않고 있다. 서사하라 전쟁은 사하라 반군 민족해방운동인 폴리사리오 전선이 1976년부터 1991년까지 모로코와 모리타니 양국과 전투를 진행했고, 몇 차례에 걸쳐 휴전을 체결함으로써 종결되었다. 유엔의 MINURSO는 이 지역이 독립되어야 하는지 아니면 모로코의 일부로 인정되어야 하는지에 대해 국민 투표를 조직하는 임무를 맡고 있다.
이 지역의 일부인 자유 구역은 폴리사리오 전선이 사하라 아랍 민주 공화국으로서 통치하는 지역이지만, 대부분은 모래 사막일 뿐만 아니라 너무 건조하고 수자원이 부족하여 사람이 별로 거주하지 않는다. 그들의 공식적인 행정 본부는 알제리 틴두프이다. 2006년까지 그 어떠한 유엔 회원국들도 서사하라에 대한 모로코의 주권을 인정하지 않았다. 2020년, 도널드 트럼프 행정부의 미국은 모로코가 이스라엘과의 외교 관계를 정상화한다는 합의 하에 분쟁 중인 서사하라 지역에 대한 영유권 분쟁에서 모로코를 지지하는 최초의 서방 국가가 되었다. 폴리사리오 해방전선은 모로코와 이스라엘의 외교 관계 복원에 있어 서사하라가 협상의 대상이 되었다는 것에 반발하였다.
2006년, 모로코 정부는 사하라 사막 문제를 위한 모로코 왕립 자문 위원회(CORCAS)를 설립하여 이 지역에 자치 정부를 세울 것을 제안했으며, 이는 2007년 4월 중순 유엔 안전 보장 이사회에 상정되었다. 미국, 프랑스, 스페인 등의 국가들은 모로코를 지지한다고 밝혔다. 안보리는 상호간에 받아들일 수 있는 정치적인 해결책을 도출하기 위해 당사국들에게 직접적이고 조건 없는 협상에 나설 것을 촉구했다.

### 부족 사회
모로코 사회를 설명할 때, 농경 조직, 행정 단위와 정치조직, 집단 연맹 등 개인은 집단에 소속됨을 통해 자신의 권리와 역할을 인식한다고 설명한다. 이러한 모로코 사회의 집단주의과 씨족주의는 아랍의 봄 당시 모로코의 변화 방식에 대해 영향을 주기도 했다. 모로코 지역 사회를 설명하려는 초기의 시도는 사회학적 설명보단 유럽의 식민 당국의 보고서적 형식으로 이뤄졌으며, 모로코 사회를 설명하는 데 있어 사회학적 기초 자료를 제공했다.

### 군사

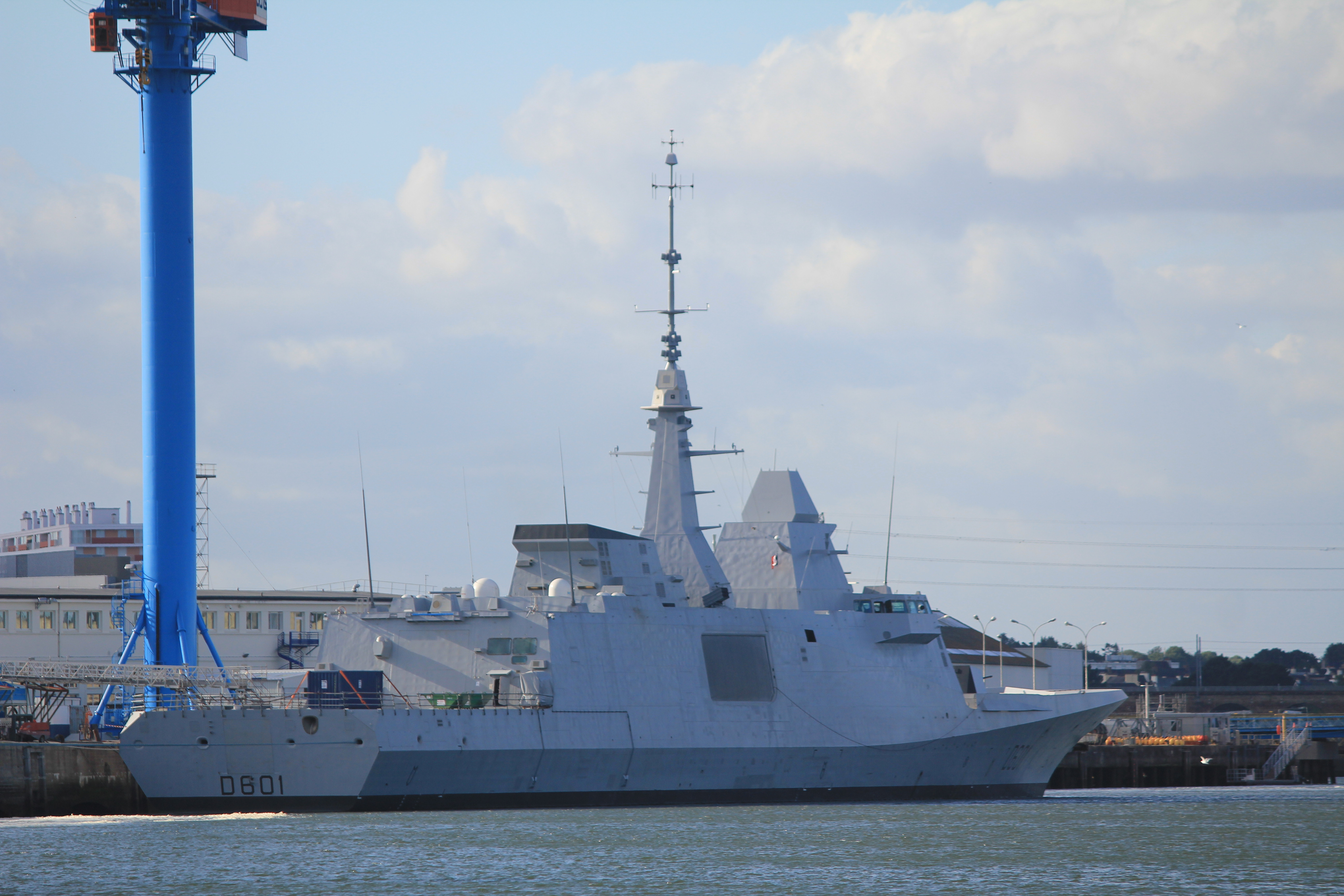
무함마드 6세가 타고 있는 모로코 왕립 해군의 다목적 호위함

모로코의 군대는 육군, 해군, 근위대, 헌병대 및 보조 부대를 포함하는 왕립 군대로 구성된다. 내부 보안은 철저하며, 폭력이나 소요 사태 등은 거의 없던 것으로 보인다.
유엔은 모로코군이 대거 주둔하고 있는 서사하라에 소규모 감시병을 파견하여 이들을 지켜보고 있다. 폴리사리오 전선은 서사하라에서 약 5,000명 이내로 추정되는 전투원들을 보유한 채로 효과적인 민병대를 유지하고 있으며, 1970년대부터 간헐적으로 모로코군과의 사투를 벌이고 있다.

### 인권
1960년대 초부터 1980년대 후반까지만 하더라도 하산 2세 통치 하의 모로코는 아프리카를 비롯하여 전 세계에서 가장 최악의 인권 기록을 가지고 있는 나라 중 하나였다. 정부에 반대하거나 정치적으로 대립하던 이들에 대한 끔찍한 인권 유린이 이루어졌는데, 이 때문에 하산 2세가 집권하던 수십년간의 시기를 '납의 해(les années de plomb)'라고 부르기도 한다. 이 시기는 의문스럽고 강제적인 실종, 타즈마마트와 같은 수용소의 건설, 정부 반대자 및 시위대의 암살과 학살 등으로 점철되었다. 하산 2세의 통치 기간 동안 자행된 불합리한 행위를 조사하기 위해 무함마드 6세는 형평 및 화해 위원회(IER)를 소집하여 진상 규명에 나섰다.
2016년 휴먼라이츠워치의 연례 보고서에 따르면 모로코 당국은 여러 법률을 통해 평화적 표현이나 결사 및 집회에 대한 권리를 제한했으며, 정부와 왕실(또는 왕)을 비판하는 인쇄 매체와 온라인 매체를 계속 기소하고 있다고 밝혔다. 또한 모로코가 남부 지역의 일부로 편입할 것을 고려하고 있는 분쟁 지역인 서사하라에서 그곳의 친독립단체 및 폴리사리오 군대에 대한 폭력 혐의도 지속적으로 제기했다. 모로코는 서사하라의 분리주의자들을 양심수로 구속한 혐의를 받기도 한다.
모로코에서는 동성애는 물론이고 혼전 성관계가 엄연히 불법이며, 이를 어겼을 경우 6개월에서 최대 3년의 징역이 가능하다. 또한 이슬람 이외의 다른 종교를 전도하는 것 역시 불법인데, 이는 최대 15년의 징역까지 처해질 수 있다. 여성에 대한 폭력과 성희롱 또한 중죄인데, 이에 대한 처벌은 최소 1개월에서 최대 5년의 징역까지 가능하며 벌금형은 200~1,000달러에 이른다.
모로코에서 왕실을 모욕하는 것은 중죄이다. 2023년 8월, 카타르에 거주하는 한 모로코인은 페이스북에서 국왕의 정책 결정을 비판한 혐의로 5년의 징역형을 선고받았다.

## 경제

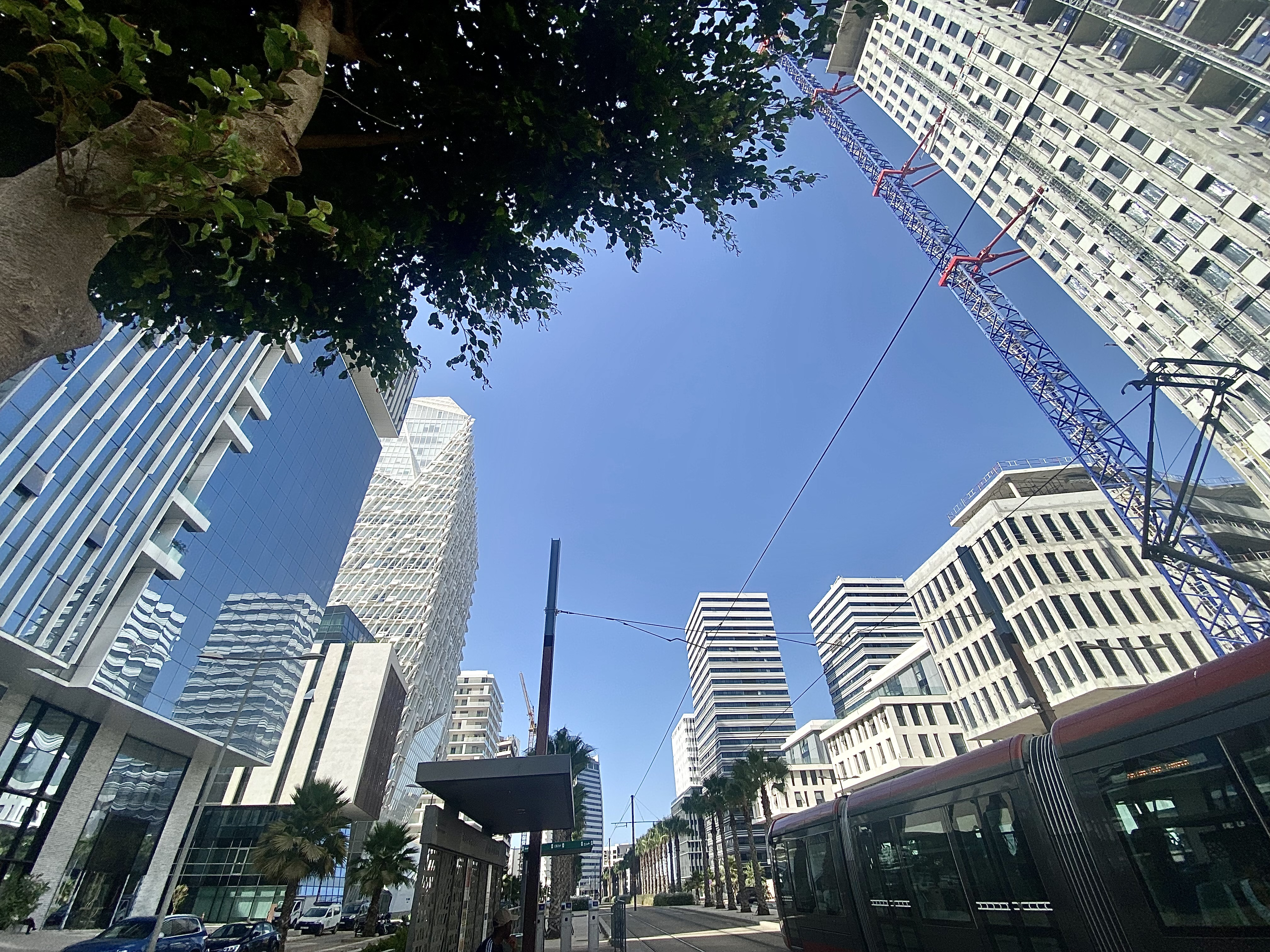
카사블랑카 파이낸스 시티의 모습

모로코 역시 오늘날의 여타 다른나라들과 마찬가지로 수요와 공급의 법칙에 따라 돌아가는 자유경제 체제를 채택하고 있다. 1993년 이후, 모로코는 일부 특정 경제 부문에 한해서 민영화 정책을 실시했다. 오늘날의 모로코는 아프리카 경제권에서 선두를 달리고 있는 국가이며, GDP(PPP)를 기준으로 한다면 아프리카에서 5번째로 큰 경제 규모를 보유한 국가이기도 하고, 이코노미스트 인텔리전스 유닛이 조사한 삶의 질 지수에서는 남아공을 제치고 아프리카 제 1위의 국가가 되기도 했다. 하지만 1위를 차지한 지 얼마 지나지 않아 이집트에게 추월당했다.
2000년부터 2007년까지, 모로코 내의 4~5%의 지역에서 이루어진 정부 개혁과 꾸준한 연간 성장은 모로코의 경제를 몇 년 전에 비해 훨씬 더 견고하게 만드는 기반이 되어주었다. 세계은행은 2012년 모로코의 성장률을 4%로, 이듬해인 2013년에는 4.2%로 전망했다.
서비스 부문은 GDP의 절반이 조금 넘는 비중을 차지하고 있으며, 광업 및 건설업과 제조업은 추가적인 분기이다. 최근 가장 높은 성장률을 기록한 산업으로는 관광, 통신, 정보 기술, 섬유 등이 있었다.
모로코는 국내총생산 부문에서 아프리카의 제 1위 국가이고, 1인당 국내총생산도 4억 달러를 넘어 부유한 국가로 불린다. 비록 주요 산유국은 아니지만, 광업과 경공업 등 산업의 균형도 좋다. 매장량 세계 1위의 인광석을 중심으로 한 광업과 생산량 세계 제6위의 곡물생산으로 농업이 경제에 공헌을 하고 있다. 대서양에 면한 해안 지역은 어장으로서 우수하여 일본에 문어 등을 수출한다. 관광자원도 풍부한데, 관광으로 인한 수입은 연간 22억 달러 이상이다. 발전한 공업국가는 아니지만 의류와 식품 등의 경공업 외에도 석유정제와 비료 화학 등의 기초적인 여러 공업이 발달했다. 그 밖에 유럽연합 여러 나라에 이주한 모로코인이 가족에게 보내는 송금도 중요한 외화수입원이다.
모로코 총인구 가운데 3%는 농업·수산업에 종사하고 있다. 현지 경지 면적의 대부분은 후진적인 전통 농업 지역이었으며, 유럽인들이 소유한 농지가 근대화되어 있는 경향을 보여주었는데, 이에 모로코 정부는 1973년 3월부터 경제개발 5개년 계획을 발표하고 외국인 소유농장을 국유화하였다. 주요 농업지역은 대서양과 지중해 연안지역으로, 밀(2011년, 340만 톤)·호두·과일·쌀·채소 등이 생산된다. 공업은 인산 비료(생산량 세계 6위), 올리브 오일(9위), 와인과 육류 등의 식품공업, 가공무역에 쓰이는 봉제업이 번성한다. 그 외에도 자동차 조립·정유·시멘트 등이 있으나 외국 자본과의 합작회사가 비교적 많다. 섬유공업과 식품가공업은 주로 수출 품목을 생산하는데, 특히 수공업 중에서도 모로코 가족공방에서 제작한 수제 카펫은 오래된 전통을 자랑하는 중요한 수출품이다. 주요 무역 상대국은 프랑스, 스페인 등 서유럽 국가들이다. 한편 일본에는 수산물을 수출하고, 자동차를 수입한다. 관광업은 모로코의 주요한 외화벌이이다.

### 광업
광업 생산은 인광석(채굴량 세계 2위), 연탄(鉛鑛, 7위), 코발트광(8위)이 유력하며 이외에도 석탄, 철, 구리, 아연, 금, 은 등도 채굴되고 천연가스도 풍부하다. 인광석은 매장량이 578억 톤으로 세계 3위 수준에 머물렀으나 사하라 사막 일대에서 새로운 인광석 지대를 발견하여 앞으로는 세계 최대의 매장·생산·수출국이 될 전망이다. 다만, 원유의 채산량은 1만톤으로 극히 적다. 조산 활동 과정에서 형성된 광물자원을 아틀라스 산맥에서 채굴한다. 예를 들어, 마라케시 근교와 멜리야에 가까운 우지다에서 아연과 납을 채굴한다. 인은 카사블랑카 근교에서 채굴한다.

### 무역

#### 수입
모로코의 수입액은 116억 달러이다. 품목은 원유(12%), 섬유(11.9%), 전기기계(11.7%)이다. 주요 상대국은 프랑스(24%), 스페인(9.9%), 영국(6.2%)이었다. 특히 프랑스와 긴밀한 관계를 맺고 있어 2010년에 EU권과 자유무역지대의 관계를 맺는 것을 목표로 한 적도 있었다.

#### 수출
모로코의 연간 수출액은 78억 달러이다. 품목은 의류(32.3%), 어개류(13%), 전기기계(9.9%)이다. 여기서 말하는 전기기기는 전기 케이블을 의미한다. 인광석은 가격이 싸기 때문에, 품목의 비율로서는 5위에 위치한다. 주요 상대국은 수입과 마찬가지로 프랑스(33.5%), 스페인(13%), 영국(9.6%)이었다.

### 관광

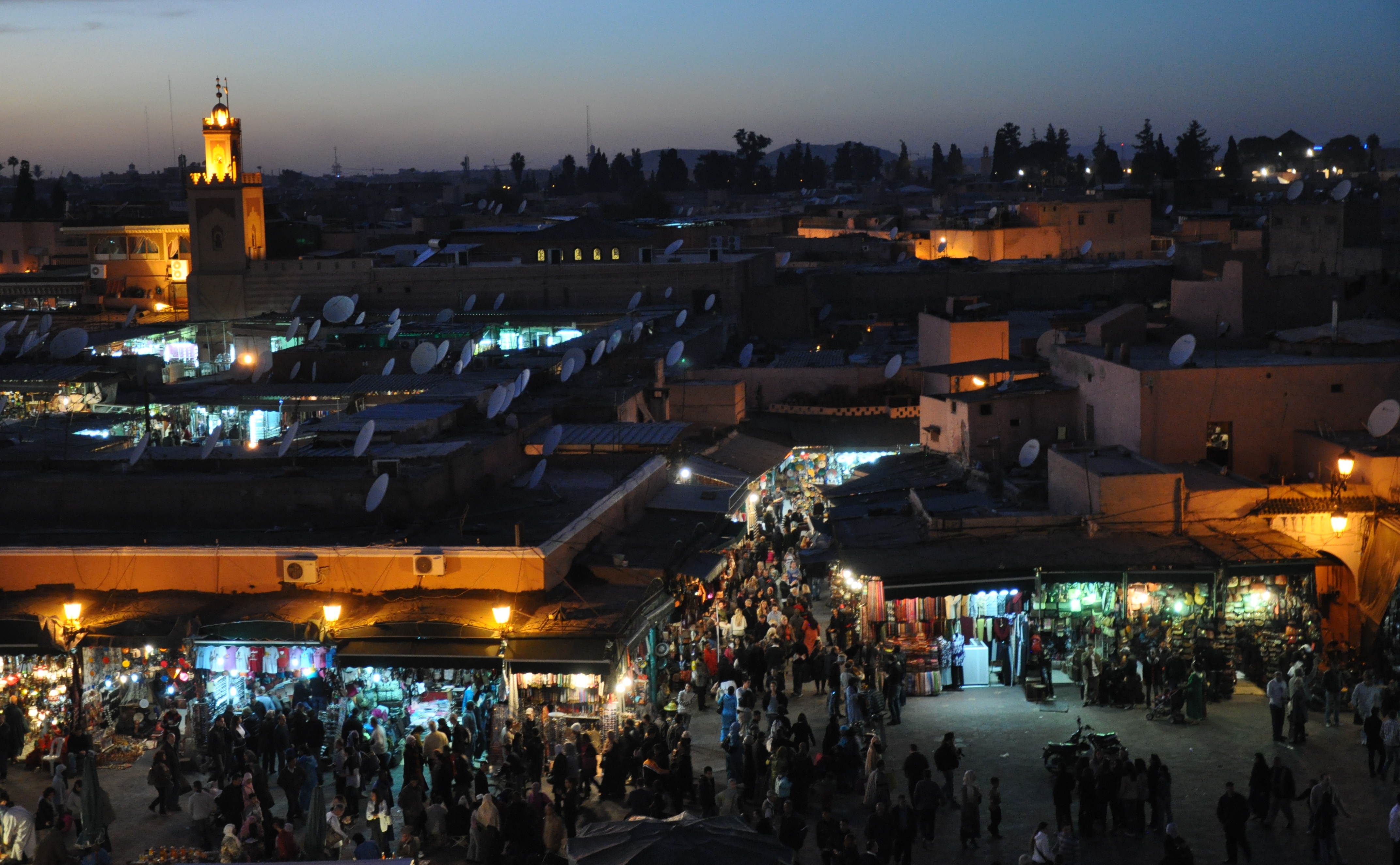
마라케시의 제마 엘 프나 시장 야경

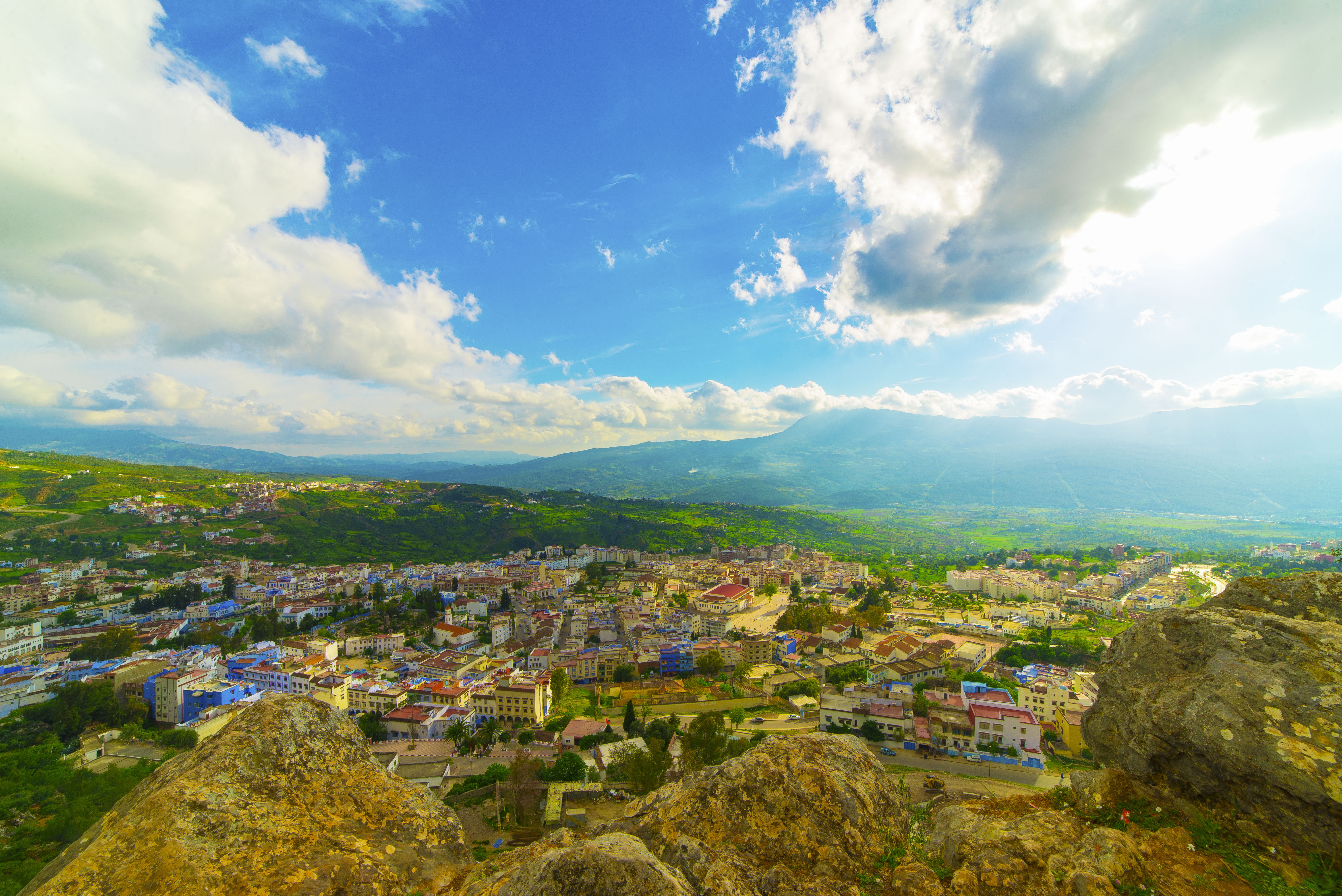
셰프샤우엔을 높은 곳에서 내려다 본 모습

관광은 모로코 경제에서 가장 중요한 부문 중 하나이다. 아마도 이는 해안, 문화 및 역사에 중점을 둔 화려하고도 아름다운 문화재들이 관광객들을 사로잡으며, 여러가지 기후대에서 다양한 즐길거리가 넘쳐나기 때문일 것이다. 모로코는 2019년에 1,300만 명 이상의 관광객을 유치했다. 관광업은 인산염 산업 다음으로 모로코에서 가장 큰 부를 창출하는 부문이다. 모로코 정부는 관광 개발에 많은 투자를 하고 있으며, 특히 2010년 정부는 모로코를 세계 20대 관광지 중 하나로 만들고 2020년까지 연간 국제 입국자 수를 2천만 명으로 기존의 2배 이상 늘릴 계획인 '비전 2020'를 시작했고 이 계획에 따르면 관광은 모로코 전체 GDP의 20%까지 증가할 수도 있다고 한다.
한편으로 정부는 관광객들을 꾸준히 유치하기 위해 마케팅 산업 역시 실시했는데, 이들은 모로코가 저렴하면서도 이국적이고 안전한 관광지라고 광고했다. 모로코는 유럽에 가깝고 해변 관광지가 많이 있어 수많은 유럽인들이 여름 휴가를 즐기기 위해 4월에서 8월 사이에 이 지역을 방문한다. 모로코를 방문하는 외국인 중 대다수는 유럽인들이며, 개중에서도 프랑스 국적자는 전체 방문객의 20%에 달한다. 스페인 사람들 역시 가볍게 모로코로 1~3일 간 여행을 가기도 한다.
모로코와 알제리 사이의 항공 서비스가 개통된 이후로, 수많은 알제리인들은 모로코로 쇼핑을 가거나 그곳의 가족 및 친구들을 만나고 있다. 모로코는 특히 디르함의 가치절하 및 스페인의 호텔 가격 상승으로 인해 저렴한 관광지로서 주목받고 있으며, 또한 주요 도시들과 유명 관광지, 항구, 국제 공항을 연결하는 도로&철도와 같은 기본 인프라가 우수하여 더욱 인기가 있다. 저가 항공사들은 앞다투어 모로코로 가는 할인된 가격의 항공편을 제공하고자 경쟁한다.

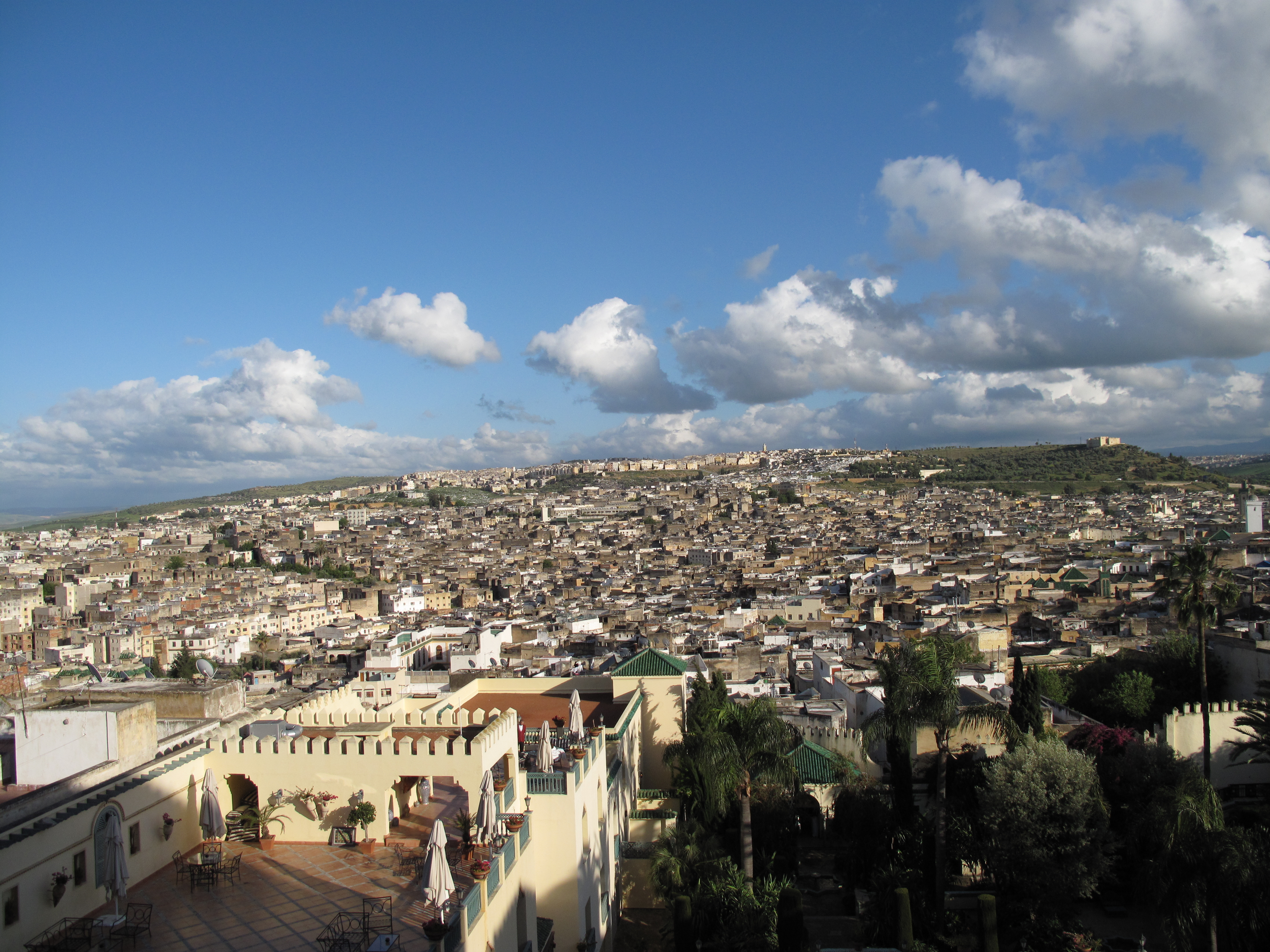
페스 시가지 전경

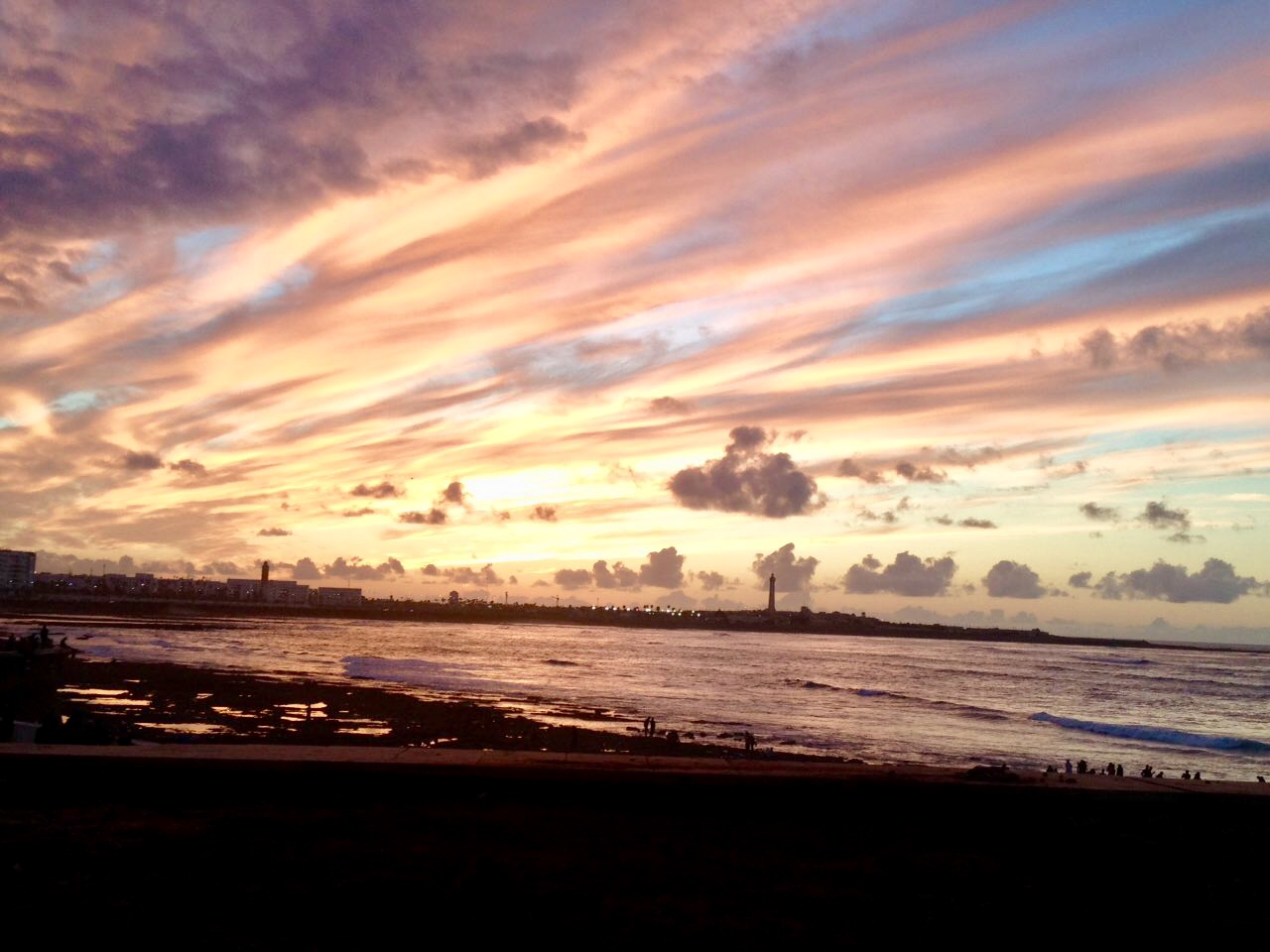
카사블랑카 해변에서 바라보는 석양

관광은 모로코의 고대 도시와 같은 문화적인 측면에 점점 더 집중되고 있다. 오늘날의 관광 산업은 모로코의 고대 및 이슬람 시대 유적지, 풍경, 그리고 문화의 역사를 기반으로 한다. 조사에 따르면 관광객의 약 60%가 모로코의 문화와 유산을 보기 위해 방문한다고 한다. 특히 아가디르는 주요 해변 휴양지이며 모로코인의 "침대 밤" 수치 중 1/3을 보유한다. 또한 이곳은 아틀라스 산맥 관광을 위한 거점이기도 하다. 모로코 북부의 다른 리조트들도 인기가 매우 많다.
카사블랑카는 모로코의 주요 크루즈 항만도시이자 관광객들에게 유명한 시장을 가지고 있는 도시이며, 또한 중부의 마라케시는 유서깊은 도시로써 모로코의 역사와 문화 전반을 맛볼 수 있는 1박 2일 여행지로 인기 있는데, 마라케시에 있는 마조렐 식물원은 모로코적인 양식의 정원으로 특히 인기가 많다. 1980년에 패션 디자이너였던 이브 생로랑과 피에르 베르제가 부지를 구입했는데, 그들은 다양한 색깔과 역동적인 모양으로 정원을 꾸밈으로써 관광지로서 이 도시의 인지도를 높이는 데 도움을 주었다.
2006년에 아틀라스 산맥과 리프 산맥에서의 관광 트레킹 및 모험은 모로코 관광업 중에서 가장 빠르게 성장하고 있는 부문이었다. 이 지역들은 3월 말부터 11월 중순까지 훌륭한 경관과 트레킹 장소를 제공한다. 정부 역시 이에 관심을 가지고 투자를 아끼지 않고 있다. 또한 튀니지와 협력하여 사막 관광업을 개발하고 있기도 하다.

### 농업
대서양, 지중해 연안에서는 빗물에 의존한 농업이 가능하다. 경지 면적은 국토의 21%를 차지하고, 농업 종사자는 877.3만명(2007년)으로 전체 인구의 27.9%를 차지한다. 모로코의 농업은 총 GDP의 15~20%, 전체 노동인구의 약 40% 이상을 점유하는 부문으로써 경제 성장에 전반적으로 영향을 끼친다. 특히, 겨울철 강수량에 따라 금해 농업부문의 성장률이 결정된다. 몇십 년간 양호한 강우량 덕분에 상당한 농업부분 성과가 이루어지면서 모로코의 전체 경제성장율은 3~6%나 상승했다. 북서쪽의 비가 풍부하게 내린 지역에서는 보리, 밀 그리고 기타 곡물을 관개 설비 없이 재배할 수 있으며, 광활한 평야가 있는 대서양 연안에서는 올리브, 감귤류, 포도 등이 재배되는데 주로 지하수를 끌어올려 농사를 짓는다. 또한 축산업도 이루어지며 숲에서는 코르크, 캐비닛 목재, 건축 자재 등이 생산된다. 어촌 사람들은 생계를 위해 수산업을 하기도 한다. 아가디르, 에사우이라, 엘자디다, 라라체는 모두 중요한 어항(漁港) 중 하나이다. 오늘날 모로코의 농업과 어업은 모두 기후 변화로 인해 심각한 영향을 받을 것으로 예상된다.
유엔 식량농업기구(FAO)의 통계에 따르면, 세계 7위의 올리브(50만톤, 세계 점유율 3.5%), 9위의 사이잘 삼(Sisal hemp)(2200톤) 생산이 두드러진다. 이외에도 세계 점유율 1%를 넘는 사탕무(456만톤, 1.9%), 오렌지(124만톤, 1.5%), 토마토(120만톤, 1.0%), 대추야자(6만9천톤, 1.0%)가 있다. 주요 곡물의 재배량은 건조에 강한 밀(304만톤), 다음으로는 감자(144만톤), 보리(110만톤)가 있다. 축산업으로는 양(1703만 마리), 닭(1억4천만 마리)이 있다. 고품질의 농산물들은 일반적으로 유럽에 수출되며, 잉여 식량은 곡물, 설탕, 커피, 차를 제외하고도 국내 소비를 충분히 만족한다. 다만 모로코의 곡물과 밀가루 소비의 40% 이상은 미국과 프랑스에서 수입되고, 주곡인 보리와 감자의 수확량은 변동이 심해 국내 수요에 미치지 못한다. 양과 소는 생산성이 낮아 우유를 대량으로 수입하기도 한다.
모로코의 농산업은 2013년까지 완전한 면세 혜택을 누렸다. 이에 대해 모로코의 수많은 비평가들은 부유한 농부들과 농업 대기업들이 세금을 내지 않고 폭리를 취하고 있으며, 가난한 농부들은 높은 비용으로 어려움을 겪을 뿐만 아니라 국가로부터 매우 빈약한 지원을 받고 있다면서 비판했다. 2014년 금융법 개정의 일환으로 매출액 500만 MAD 이상의 회사는 법인소득세를 누진적으로 납부하는 것이 결정되었다.

### 사회기반시설

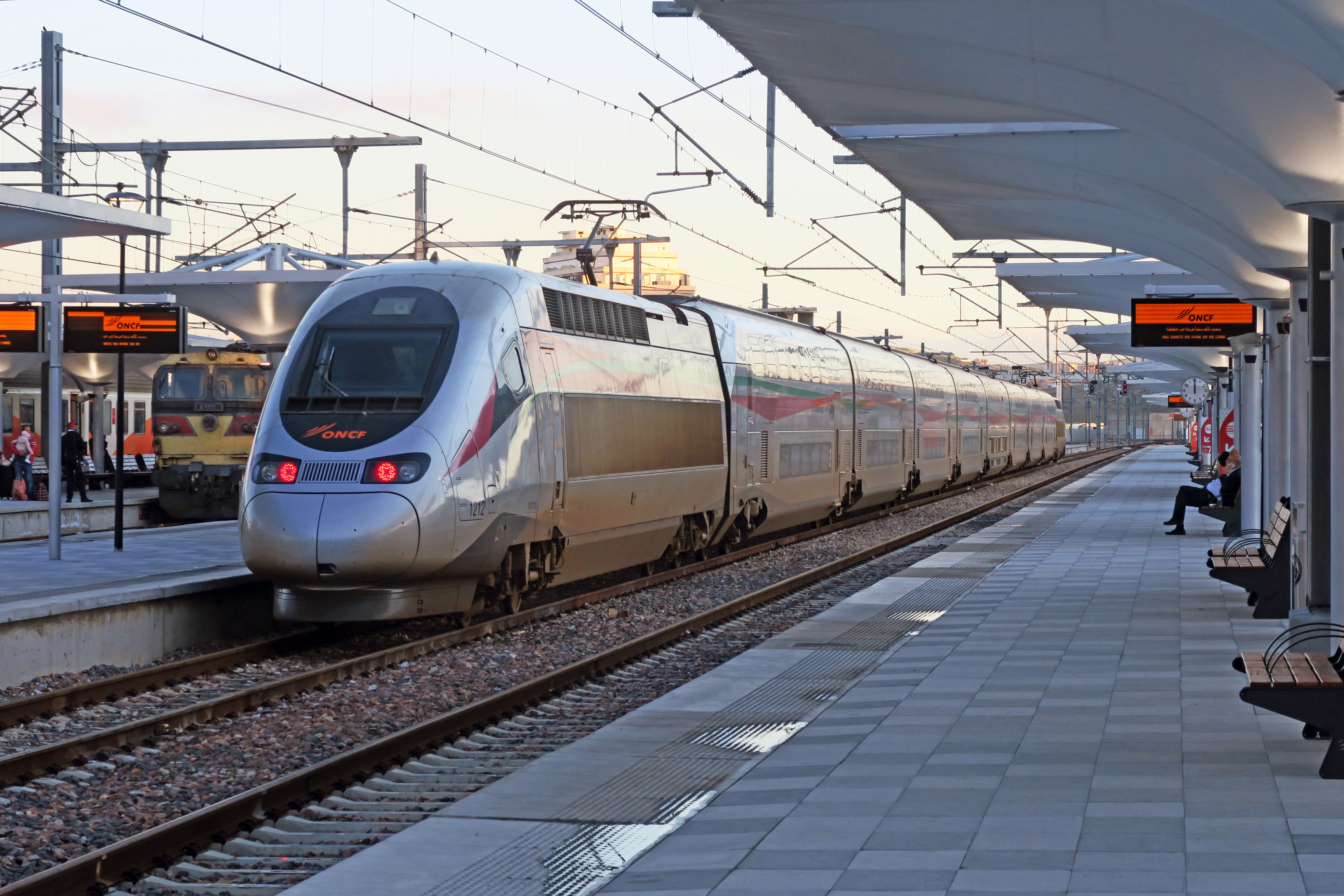
2018년 11월에 탕헤르빌레 철도역에 설치된 알 바라크 RGV2N2 고속열차.

모로코의 철도는 국가 소유이며, 내륙부 구석구석까지 도로망이 펼쳐져 있고 대개는 버스 교통이 발달한 편이다. 카사블랑카에는 국제공항이 있고 심지어 탕헤르에는 스페인의 알헤시라스와 이어지는 연락선 편이 있기도 하다. 2019년 글로벌 경쟁력 보고서에 의하면 모로코는 도로 부문 세계 32위, 해양 부문 16위, 항공 부문 45위, 철도 부문 64위를 차지했다. 이는 아프리카 대륙에서는 최고로 높은 인프라 수치이다.
항만, 공항, 철모 연결과 같은 현대적인 인프라 개발은 모로코 정부의 최우선 과제이다. 모로코 정부는 증가하는 내수를 충족시키기 위해 2010년부터 2015년까지 기존 인프라 업그레이드에 150억 달러 이상을 투자했다.
모로코 대륙은 아프리카 내에서 도로 시설이 매우 잘 깔려있는 지역 중 하나이다. 지난 20년 동안 정부는 유료 고속도로를 포함하여 대부분의 주요 도시를 연결하는 약 1770km의 현대식 도로를 건설했다. 모로코 장비교통물류수자원부는 예상 비용 96억 달러를 투입하여 2030년까지 3380km의 고속도로를 건설하고 추가로 2100km를 더 건설하는 것을 목표로 하고 있다. 남부 지역, 특히 라유네와 다클라 시를 모로코의 나머지 지역과 연결하는 것 또한 그들의 목표이다.
2014년, 모로코는 아프리카 최초로 탕헤르와 카사블랑카를 연결하는 고속철도를 건설하기 시작했다. 모로코의 국영 철도 회사인 ONCF가 10년 넘게 계획하고 조심스럽게 건설한 끝에 2018년 마침내 철도가 개통되었다. 이는 모로코에서 최종적으로 1,500km나 이어질 고속 철도망 계획의 첫 주춧돌이었다. 최근에는 마라케시까지 노선이 연장될 예정이라 밝혔다.
모로코는 또한 아프리카 및 지중해 연안에서 가장 큰 항구인 탕헤르메드를 보유하고 있는데, 이 항구는 900만 개 이상의 물류 컨테이너를 처리할 수 있으며 세계에서 18번째로 큰 항구이다. 탕헤르메드는 탕헤르 경제자유구역에 위치해 있고 아프리카와 세계의 물류 중심지 역할을 담당하고 있는 중이기도 하다.

### 에너지

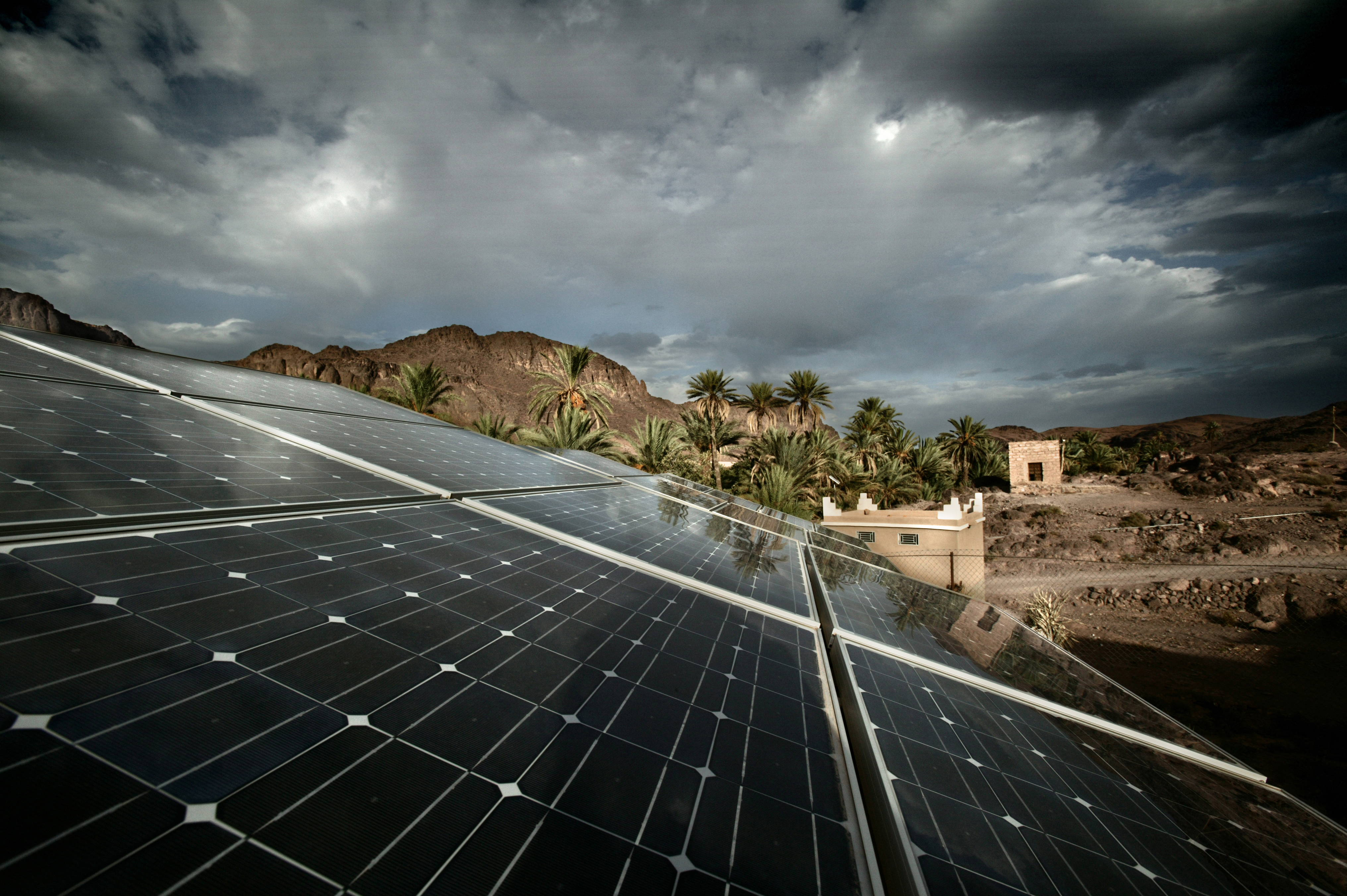
모로코 동부의 태양전지 패널

2008년의 집계에 따르면 모로코 전력 공급의 약 56%는 석탄으로 공급되었다고 한다. 그러나 모로코의 에너지 소비량이 2012년부터 2050년까지 매년 6%씩 증가할 것이라 전망되면서, 이에 맞춰 재생 가능 에너지를 포함하여 더 많은 에너지 공급을 가능하게 할 방법을 찾도록 권장하는 새로운 법이 통과되었다. 이에 따라 모로코 정부는 태양열 에너지 발전소 건설 프로젝트를 추진하는 한편 천연 가스를 잠재적인 수익원으로 사용할 방안을 검토하고 있다.
모로코는 화석 연료에 대한 의존도를 줄이고 유럽으로 전기를 수출하기 위해 대규모 태양열 에너지 패널 단지 건설에 착수했다.
2022년 4월 17일, '라바트-모로코 태양 에너지 에이전시"(Rabat-Morocaan Agency for Solar Energy/Masen)"와 에너지 전환 및 지속 가능 개발부는 총 용량이 400메가와트(MN)로 설정된 다중 부지 태양 에너지 프로젝트인 "메가 프로젝트 Nor II 태양 에너지 발전소" 건설의 1단계에 착수했다고 밝혔다.

### 마약

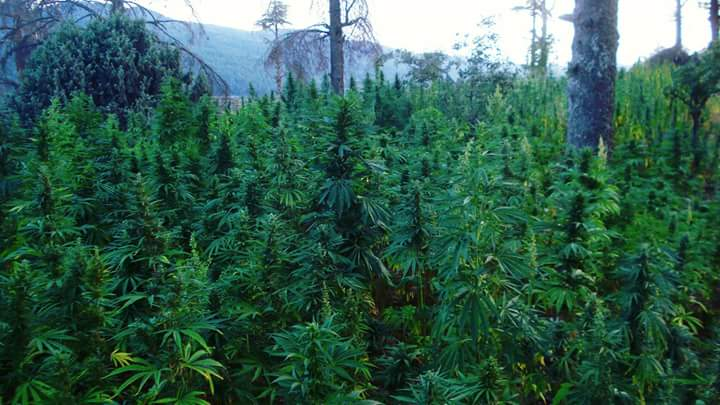
모로코 케타마 티디긴 산의 대마초 농장

리프 지역에서 대마초 재배는 7세기까지 거슬러 올라가는 유서깊은 전통이다. 2004년, UN 세계 마약 보고서에 따르면 대마초 재배와 형질전환에 따른 수익은 2002년에 조사된 모로코 국가 GDP의 0.57%를 차지한다고 한다. 2006년 프랑스 내무부 보고서는 유럽에서 소비되는 대마초 수지(하시시)의 80%가 모로코 북부의 리프 산악지대 또는 비옥한 평야지대에서 생산된다고 밝혔다. 또한 베르가 강의 본류에서 북쪽의 지중해까지 쭉 이어지는 지역에서도 대마초가 재배된다고 알려졌다. 게다가 모로코는 남미에서 서유럽으로 흘러들어가는 코카인의 경유지이기도 하다.

### 상수도 및 위생
모로코의 물 공급 및 위생은 다양한 유틸리티에 의해 제공되며 또한 충족된다. 가장 큰 도시인 카사블랑카, 수도 라바트를 포함하여 다른 도시들에는 수많은 민간 기업에서부터 시작하여 총 13개 도시의 공공 전력 및 국영 전기, 그리고 상수도를 담당하는 ONEE에 이르기까지 여러 기업들이 위치해 있다. 후자는 대량의 식수 공급, 약 500개의 소도시에서 물 분배, 이들 도시 중 60개의 하수도 및 폐수 처리도 담당한다.
지난 15년 동안 물 공급과 위생에 대한 접근성이 크게 향상되었다. 이제 모로코 정부에게 남은 과제라고는 오염된 폐수 처리(현재는 13%만 처리되고 있음), 빈곤 도시 지역의 주택 연결성 부족, 농촌 시스템의 제한된 지속 가능성(농촌 지역의 20%가 기능하지 않은 걸로 밝혀짐) 등이 있다. 2005년에는 수집된 폐수의 60%를 처리하고 2020년까지 도시 가정의 80%를 하수도에 연결하는 것을 목표로 하는 국가 위생 프로그램이 승인되기도 했다. 일부 도시 빈곤층의 수도 연결 부족 문제는, 비공식 주거지의 주민들이 상하수도망의 혜택을 누리기 위해 일반적으로 공공 시설에 지불되는 토지 소유권을 가지고 수수료를 면제받는 국가 인간 개발 이니셔티브의 일환으로서 해결되고 있다.

### 과학 기술

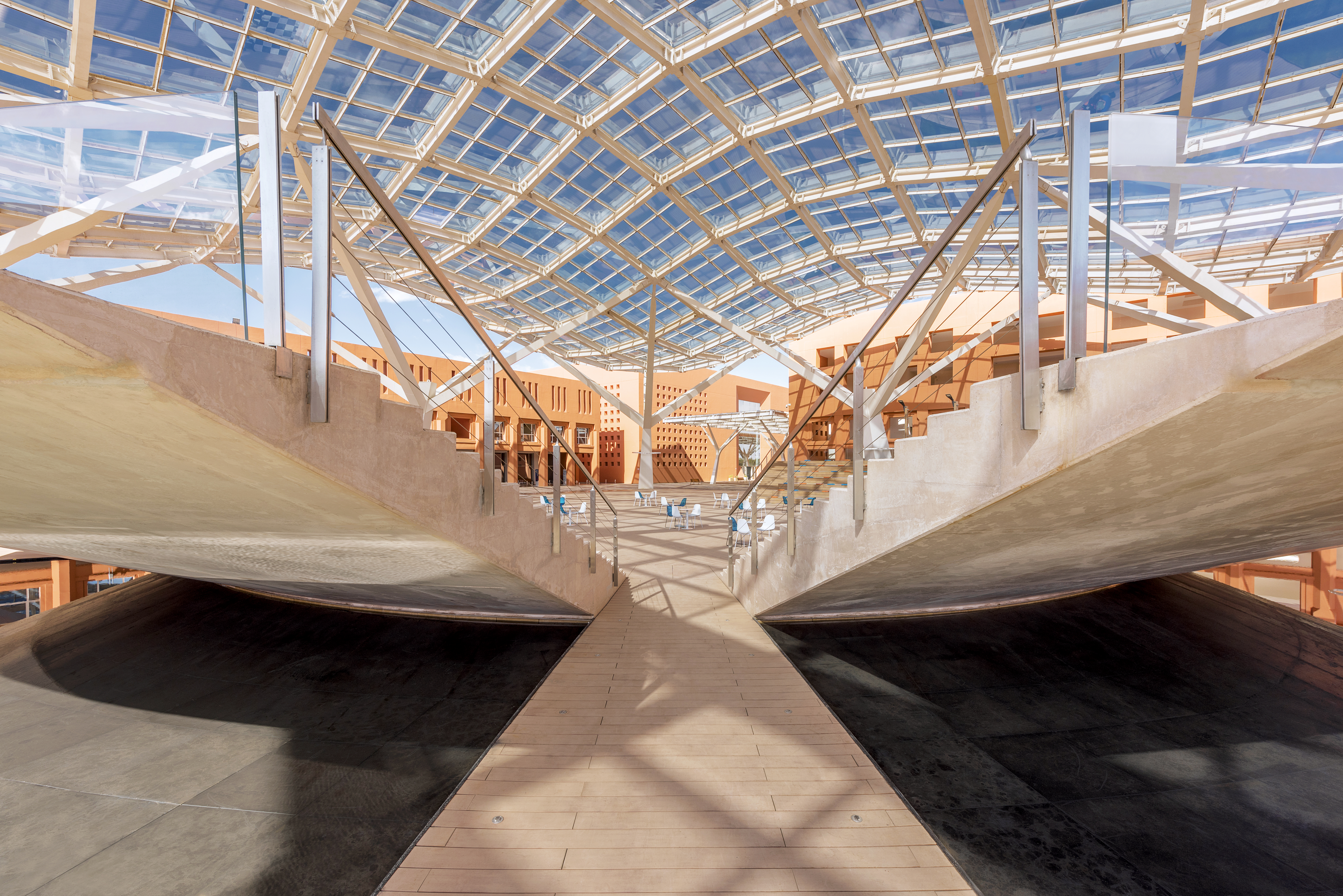
벤게리르에 있는 무함마드 6세 폴리테크닉 대학교 컴퍼스

모로코 정부는 교육의 질을 개선하고 사회경제적인 요구에 보다 적극적으로 반영할 수 있도록 개혁을 시행해 오고 있다. 2009년 5월, 모로코의 총리인 아바스 엘 파시(Abbas El Fassi)는 국립과학기술연구센터에서 개최된 회의에서 과학에 대한 더 큰 지원을 요구했는데, 그 목적은 정부로부터 더 많은 재정적 자율성을 획득하여 대학들이 연구에 더 잘 대응하고 민간 부문과 관련해 더 나은 관계를 맺을 수 있도록 하는 것이었으며, 또한 학계에서 기업가 정신의 문화를 육성하기를 바란 것이기도 했다. 그는 과학기술에 대한 투자 2008년 62만 달러에서 2009년 850만 달러로 증가할 것이라 밝혔다. 실험실의 새 단장과 건설, 재무관리부를 위한 교육과정, 대학원 연구를 위한 장학금 프로그램과 신제품을 개발하는데 사용할 수 있는 등 연구 자금을 조달하기 위해서 준비된 기업에 대한 인센티브 조치로 이루어졌다. 모로코는 또한 2023년에 이루어진 세계혁신지수 측정에서 70위를 차지했다.
모로코 혁신 전략은 2009년 6월 산업통산자원부와 디지털경제부가 국내 최초로 개최된 국가혁신정상회에서 시작되었다. 정부는 공공기관이 시민과 함께 혁신에 참여하도록 장려하고 있기도 하다. 이에 따라 2014년까지는 모로코에서 특허 1,000개를 등록하고 200개의 혁신 스타트업을 창출한다는 목표가 설정되었다. 2021년 모로코의 발명가들은 197건의 특허를 출원했는데, 이는 2년 전의 152건에서 조금 증가한 수치이다. 2011년 모로코 산업통상자원부는 모로코 혁신 클럽을 만들었다. 이것은 연구자, 기업가, 학생 및 학계를 포함하여 혁신 분야에 종사하는 사람들 간에 네트워크를 형성하고 혁신적인 프로젝트를 개발할 수 있도록 돕는 아이디어에서 유래했다.
고등교육과학연구부는 페스, 라바트, 마라케시의 첨단기술 연구와 혁신도시 개발을 지원하고 있으며, 정부는 공공기관이 시민과 함께 혁신에 참여하도록 장려하고 있다. 일례로 모로코 인산염 연구소(Office chérifien des phosphates)는 카사블랑카와 마라케시 사이에 있는 무함마드 6세 대학교 주변에 스마트 시티인 "킹 무함마드 6세 그린 시티King Mohammed VI Green City"를 개발하는 프로젝트에 4억 7,900만 달러에 달하는 비용을 투자했다.
2015년 기준으로 모로코에는 3개의 테크노파크가 있다. 2005년 라바트에 첫번째 테크노파크가 설립된 이후, 카사블랑카에 두번째 테크노파크가 설립되었고, 2015년에는 탕헤르에 세번째 테크노파크가 설립되었다. 테크노파크는 정보통신기술(ICT), 친환경 기술(또는 환경친화적 기술), 문화산업 등을 전문으로 하는 스타트업과 중소기업 등을 유치한다.
2012년, 하산 2세 과학기술 아카데미는 모로코가 비교우위에 있고 숙련된 인적 자본을 보유하고 있는 여러 분야(광업, 어업, 식품 화학 및 신기술 등)를 확인했으며, 또한 태양광, 열 에너지, 풍력 및 바이오매스와 같은 재생 가능 에너지, 수자원, 영양 및 건강 부문, 환경 및 지구 과학에 중점을 둔 에너지와 같이 여러 전략 분야를 식별했다.
2015년 5월 20일, 교육 훈련 및 과학 연구를 위한 고등 위원회는 "2015-2030 모로코의 교육을 위한 비전"이라는 보고서를 국왕에게 제출했다. 그 보고서의 골자는 교육의 혜택을 보다 평등하게, 비교적 많은 사람들이 누릴 수 있도록 하는 것이었다. 교육의 질을 높이는 것은 연구 개발을 촉진하는 것과 어느정도 관련이 있으므로, 보고서는 또한 연구개발(R&D)이 포함되는 GDP의 비율을 2010년의 0.73%에서 점진적으로 1%씩 증가시켜 단기적으로 보았을 때 2025년까지 2%, 2030년까지 5%로 향상시키도록 원할하게 자금을 조달하는 통합적인 국가 혁신 시스템을 개발할 것을 권고했다.

## 인구통계
모로코의 인구는 약 37,076,584명이고 (2021년 기준), 주민의 44%에서 67% 가 아랍인, 또는 31% 에서 41% 정도가 베르베르인인 것으로 추정된다. 인구의 상당 부분은 서아프리카, 또는 노예의 혼혈 후손인 하라틴(Haratin) 및 그나와(Gnawa)이며, 17세기 스페인과 포르투갈에서 추방된 유럽계 무슬림인 모리스코도 있다. 7세기 이후 수세기 동안에 걸친 이주로 모로코에는 소수이지만 아랍인도 존재한다.
2014년 모로코 인구 조사에 따르면, 모로코에는 약 8,4000명의 이민자들이 있었다. 이들 중 대부분은 프랑스인이었고, 서아프리카 및 알제리와 같이 다양한 국가 출신의 사람들이 그 뒤를 이었다. 스페인 출신의 외국인 거주자들도 다수 있는데, 이들 중 일부는 주로 유럽 다국적 기업에서 일했던 식민지 정착민들의 후손이고, 다른 일부는 모로코인과 결혼했거나 직업에서 은퇴한 사람들이었다. 독립 이전에 모로코에는 50만 명에 달하는 기독교 유럽인들이 살고 있었으며, 개중 25만 명은 스페인인이었다 한때 모로코 인구 지형도에서 두드러졌던 유대계 소수민족은 1948년에 26만 5천 명을 정점으로 점점 감소추세에 있으며, 2022년에는 3천 500여명만이 남아있다.
모로코에도 대규모 디아스포라가 존재하는데, 대부분은 프랑스에 있으며, 3세대까지 포함하면 약 100만 명이 넘는 모로코인들이 있는 것으로 밝혀졌다. 또한 스페인(70만명) 네덜란드(36만 명), 벨기에(30만 명)에도 대규모 모로코인 공동체가 있다. 한편 이탈리아, 캐나다, 미국, 이스라엘 등지에는 모로코계 유대인이 두 번째로 큰 유대인 공동체를 형성하는 것으로 알려져 있다.

### 종교
| 종교 구성 (모로코) | 종교 구성 (모로코) | 종교 구성 (모로코) | 종교 구성 (모로코) | 종교 구성 (모로코) |
| ------------------ | ------------------ | ------------------ | ------------------ | ------------------ |
|                    |                    |                    |                    |                    |
| 이슬람교           | 이슬람교           |                    | 99.6%              | 99.6%              |
| 불가지론           | 불가지론           |                    | 0.13%              | 0.13%              |
| 바하이 신앙        | 바하이 신앙        |                    | 0.10%              | 0.10%              |
| 기독교             | 기독교             |                    | 0.09%              | 0.09%              |
| 유대교             | 유대교             |                    | 0.01%              | 0.01%              |

2010년 퓨 포럼은 모로코 인구의 99%가 이슬람을 믿는 무슬림들이며, 나머지 모든 종교 공동체는 합쳐보아도 고작 1% 미만이라고 밝혔다. 이슬람 중에서도 대부분은 수니파를 믿는 무슬림들이고 시아파를 믿는 무슬림들은 0.1% 미만에 불과한다. 검색 네트워크인 '아랍 바로미터(Arab Barometer)'가 실시한 2018년 조사에 따르면 모로코인들의 약 15%는 무교라고 응답했는데, 모순되게도 같은 조사에서 응답자의 거의 100%가 무슬림이라고 밝혔다. 2021년 아랍 바로미터의 새로운 조사에 따르면 모로코인의 67.8%는 종교적, 29.1%는 다소 종교적, 3.1%는 비종교적이라고 응답했다. 2015년 갤럽 인터내셔널 여론조사에 따르면 모로코인의 93%가 자신이 종교적이라고 생각한다고 한다.

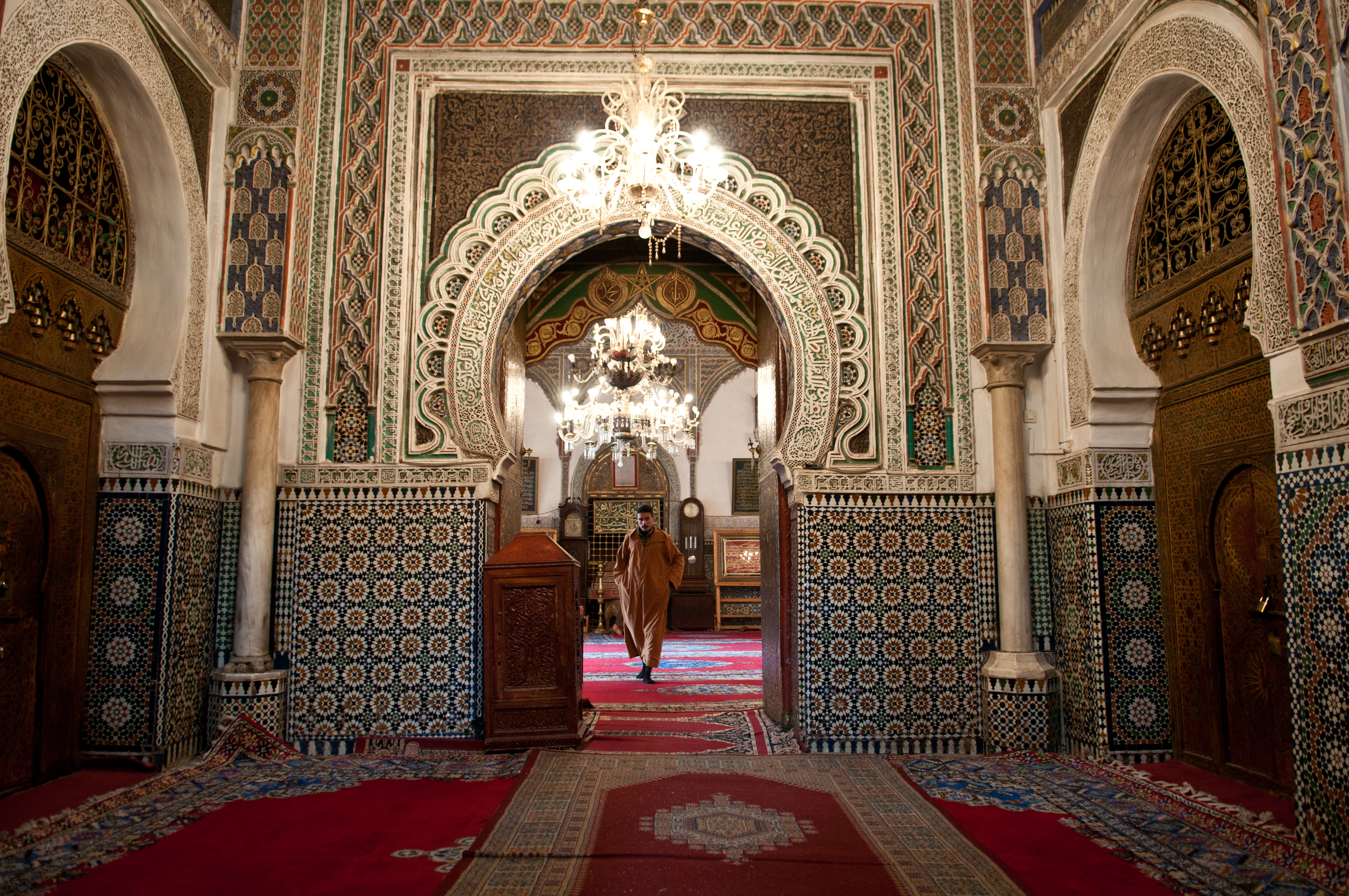
페스에 있는 모스크 내부 전경

독립 이전에, 모로코에는 50만 명 이상의 기독교인(대부분 스페인과 프랑스계)이 있었다. 1956년에 독립한 이후로 수많은 기독교 정착민들이 모로코를 떠나 스페인이나 프랑스로 되돌아갔다. 오늘날 모로코에 남아있는, 주로 카톨릭이나 개신교를 믿는 기독교 공동체는 약 4만 명이며, 대부분의 외국인 거주 기독교인들은 카사블랑카, 탕헤르, 라바트의 도시 지역에 거주한다. 다양한 지역의 기독교인들이 2005~2010년 사이에 정기적으로 교회에 다니고 있으며, 남부에 거주하는 5,000명의 개종 기독교인들(대부분 베르베르인)이 있을 것이라고 추정된다. 지역 기독교인들은 전국에 최대 8천명이 있다고 여겨지지만, 정부의 감시와 사회적 박해에 대한 두려움 때문에 정기적으로 만나지 못하는 이들이 대다수인 것으로 알려졌다. 기독교로 개종한 모로코인의 수는 약 8,000명에서 50,000명 이상으로 추정된다.
가장 최근의 조사에 따르면 역사적인 카사블랑카 유대인 공동체의 규모는 약 2,500명이고, 라바트와 마라케시 유대인 공동체의 규모는 각각 약 100명이다. 나머지 유대인 인구는 전국에 흩어져 있다. 이 인구는 대부분 노인이며 젊은 사람들의 수는 감소하고 있다.
도심 지역에 위치한 바하이 신앙 공동체의 규모는 350~400명 즈음이다.

### 언어

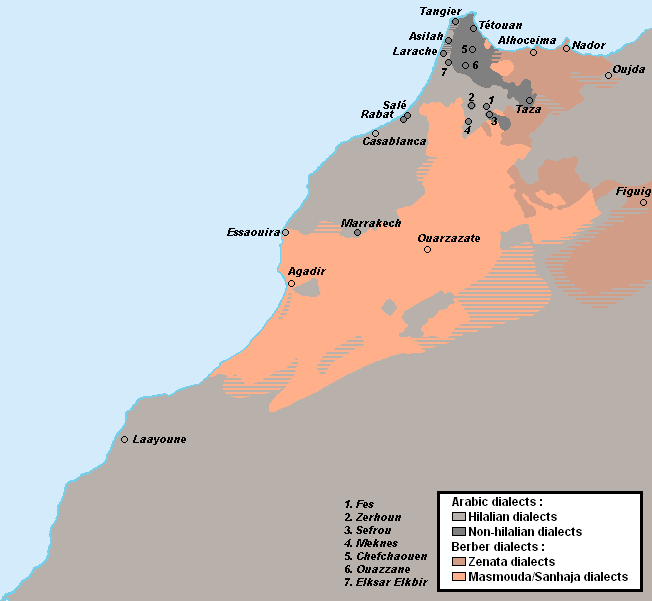
모로코의 언어 분포도

모로코의 공용어는 아랍어와 베르베르어이다. 특히 이 지역의 독특한 아랍어 방언은 다리자(Darija), 또는 모로코 아랍어라고 불리는데, 전체 인구의 약 89.8%는 모로코 아랍어를 구사하여 의사소통을 한다. 모로코 내의 베르베르어는 3개의 방언(타리피트, 타셸히트, 타마지그트)이 있는데, 2008년 프레데릭 데로슈(Frédéric Deroche)는 모로코의 베르베르어 화자가 1,200만 명으로 전체 인구의 약 40% 정도를 차지한다고 추산했다. 2004년 인구 조사에서는 전체 인구의 28.1%가 베르베르어 화자인 것으로 나타났다.
프랑스어는 정부 기관, 언론, 중견기업 및 대기업, 프랑스어 사용 국가와의 무역, 그리고 때때로 국제 외교에서 광범위하게 사용된다. 프랑스어는 모로코 내의 모든 학교에서 필수 언어로 가르치고 있다. 2010년 모로코에는 전체 인구의 약 32%인 10,366,000명의 프랑스어 화자가 있는 것으로 조사되었다.
2004년의 인구조사는 219만 명의 모로코인들이 프랑스어 이외에 다른 외국어를 사용한다고 밝혔다. 영어는 화자 수 면에서 프랑스어에 훨씬 뒤쳐지지만, 프랑스어가 필수언어로서 의무적으로 배워야한다는 점을 감안한다면 영어는 교육을 받은 젊은이들과 전문가들에게 채택된 첫 번째 외국어라고 볼 수 있다.
에스놀로그에 따르면 2016년 모로코에는 스페인어 화자가 1,536,590명(인구의 약 4.5%)라고 조사되었다. 스페인어는 북부 모로코와 옛 스페인령 사하라(현재 서사하라) 지역에서 주로 사용된다. 한편 세르반테스 연구소(Instituto Cervantes)의 2018년 연구에 따르면 적어도 스페인어에 능숙한 모로코인은 170만 명에 달하며, 이에 근거했을 때 모로코는 히스패닉 국가들을 제외하면 스페인어를 가장 많이 사용하는 국가로 선정되었다. 북부 모로코의 상당부분은 스페인어 미디어, 스페인어 텔레비전, 스페인어 라디오를 사용하고 이 지역에서 스페인어의 사용을 촉진한다고 한다.
1956년 모로코가 독립을 선언한 이후, 프랑스어와 아랍어가 행정과 교육의 주요 언어가 됨으로써 스페인어의 역할은 점차 감소하게 되었다.

### 교육

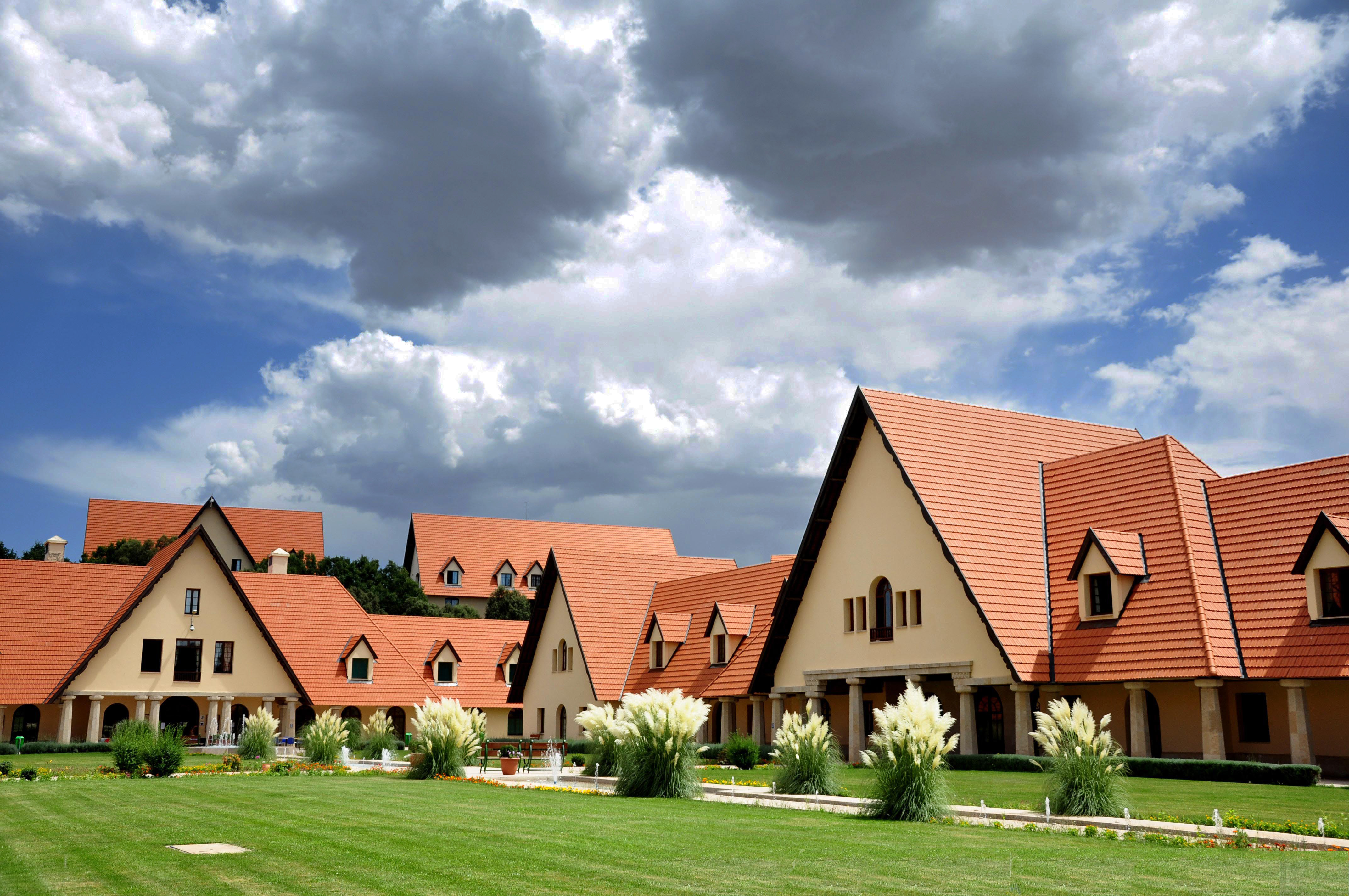
이프란의 알아크하웨인 대학교

모로코의 초등교육은 무료이며 의무적이다. 2012년 모로코의 예상 문해율은 72%였다. 2006년 9월, 유네스코는 쿠바, 파키스탄, 인도, 튀르키예와 같은 여러 나라들 가운데 모로코에게 "유네스코 2006 문해상"을 수여했다.
모로코에는 40개 이상의 대학, 여러 고등 교육 기관 및 폴리테크닉이 전국의 도시 중심지에 분산되어 있다. 개중에서도 주요 기관으로는 카사블랑카와 페스에 분교를 가지고 있는 모로코 최대의 대학인 무함마드 5세 대학교, 농업 전문 분야 외에도 선도적인 업적으로 사회과학분야를 이끌어나가고 있는 하산 2세 농업 및 수의학 연구소, 1995년 사우디아라비아와 미국의 지원으로 개교한 북서아프리카 최초의 영어 대학인 알 아크하웨인 대학교 등이 있다.

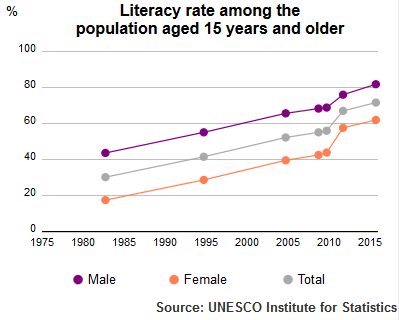
1980~2015년 사이 15세 이상 모로코인의 문해률 집계 그래프

파티마 자흐라가 859년 페스에 마드라사를 세운 것을 시초로 하는 알카라위인 대학은, 오늘날 유네스코 등 일부 소식통들에게 "세계에서 가장 오래된 대학"으로 평가받고 있다. 또한 모로코에는 무함마드 6세 폴리테크닉 대학교, 국립 고등 전기 기계 대학교(ENSEM), EMI, ISCAE, INSEA, 국립광물공업학교, 하사니아 공공사업학교, 국립상업경영대학원, 카사블랑카 고등기술학교 등 여러 명문 교육 시설들이 많이 위치해 있다.

### 의료

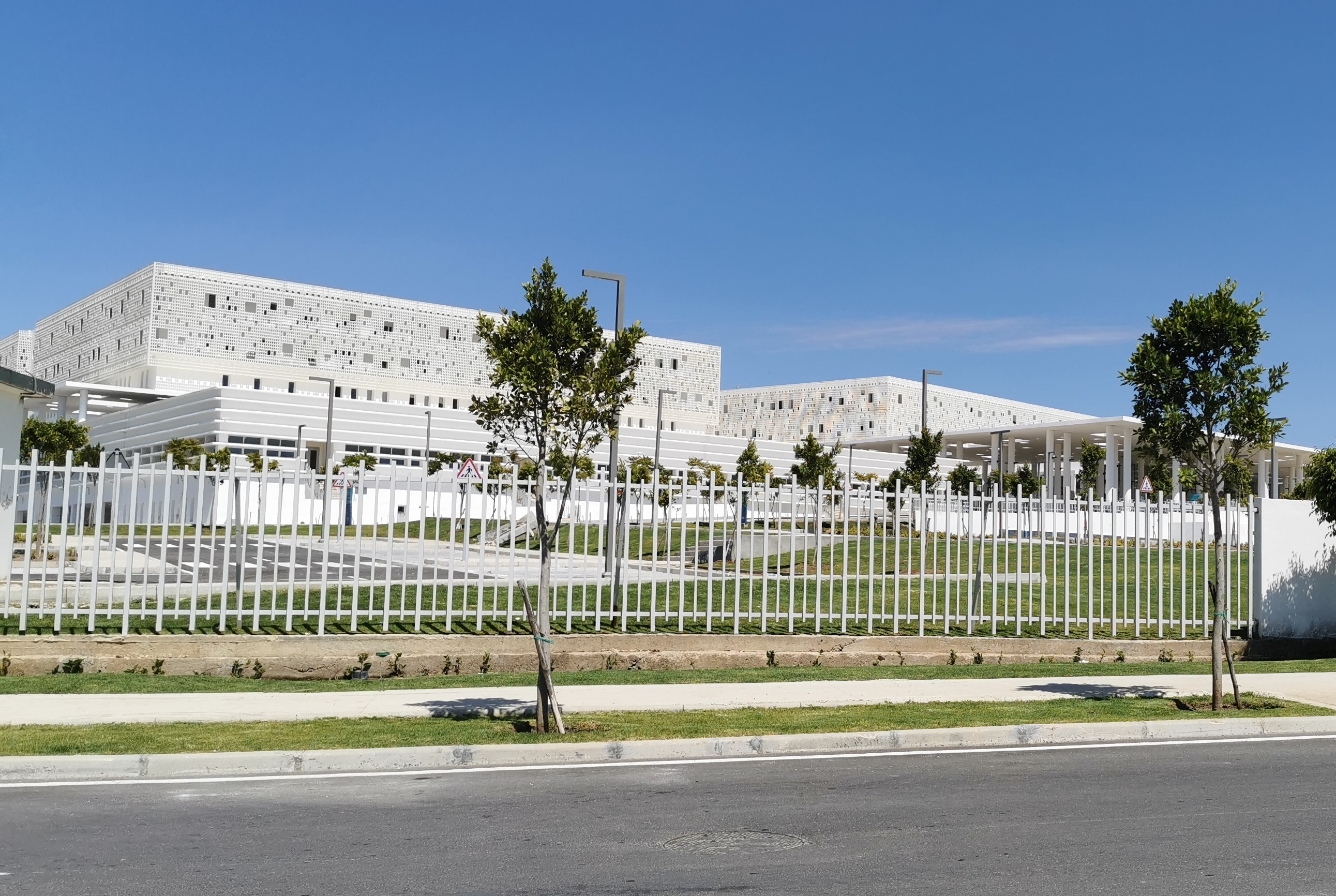
탕헤르에 있는 무함마드 6세 대학 병원 센터

모로코 정부는 국민들의 건강 문제를 해결하고 질병을 근절하기 위해 세계 각국이 수많은 노력을 기울이고 있다고 보았으며, 이에 따라 아동 및 산모의 건강, 웰빙 등의 요소에 신경을 쓰는 한편 이러한 부문을 개선하기 위해 자본을 투입하여 일련의 발전을 이루어냈다. 하지만 모로코에는 여전히 개선해야 할 수많은 의료 문제가 있다. 발표된 연구에 따르면 2005년 모로코 시민의 16%만이 건강 보험이나 기타 의료 보험에 가입되어 있다고 알려졌다. 세계은행은 모로코가 출생 1,000명 당 20명의 사망률(2017년 기준)으로 높은 유아 사망률을 기록하고 있으며, 역시 출생 100,000명 당 121명의 사망률(2015년 기준)으로 높은 산모 사망률 또한 기록하고 있다고 밝혔다.
모로코 정부는 기존의 의료 시스템 내에 감시체제를 구축하고 데이터를 모니터링하여 수집하는 한편, 초등학교에서 무료로 제공되는 위생관련교육이 실시하여 이를 개선하고자 했다. 2005년 모로코 정부는 건강보험 적용의 확대를 명시하는 두개의 개혁안을 승인했는데, 첫번째 개혁은 공공부문과 민간부문의 직원들이 의무적으로 건강보험에 가입하여 보장률을 전체 인구의 16%에서 30%로 확대하는 것이었고, 두번째 개혁은 빈곤층들을 위한 서비스를 제공하기 위해 기금을 창설하는 것이었다. 두 개혁 모두 양질의 의료 서비스에 대한 모로코 시민들의 접근성을 향상시켰다. 영아 사망률 역시 1960년 출생 1,000명당 144명, 2000년 출생 1,000명당 42명, 오늘날에는 출생 1,000명당 20명으로 크게 감소했으며, 5세 이하 사망률 역시 1990년에서 2011년 사이에 60%로 하락했다.
세계은행의 자료에 따르면, 현재의 모로코 사망률은 여전히 매우 높은데, 이웃 국가인 스페인의 7배에 달하는 수치라고 한다. 2014년에 모로코는 산모와 영아의 건강을 개선하기 위해 새로운 국가 계획을 채택했다. 이른바 '모로코 계획'이라고 불리는 이 계획은 2013년 11월 13일 라바트에서 엘 후사인 루아르디(El Houssaine Louardi) 모로코 보건부 장관과 알라 알완(Ala Alwan) WHO 동부 지중해 지역 담당 국장에 의해 시작되었다. 덕분에 모로코는 산모와 영아 사망률을 줄이는 데 상당한 진전을 이루었다. 세계은행 자료는 1990년에서 2010년 사이에 모로코의 영아 및 산모 사망률이 67% 하락했다고 밝혔다. 2014년 의료비 지출은 모로코 GDP의 5.9%를 차지했는데, 2014년 이후 의료비 지출은 감소했지만 2000년를 전후로 하여 1인당 보건 지출(PPP)는 꾸준히 증가했다. 2015년 당시 모로코의 1인당 보건 지출은 435.29달러였다.  2016년 모로코의 출생 시 기대수명은 평균 74.3세로 남성은 73.3세, 여성은 75.4세였으며 거주자 10,000명당 그 지역의 의사 수는 6.3명, 간호사 및 조산사는 8.9명이었다.. 2017년 모로코는 세계 청소년 웰빙 지수에서 29개국 중 16위를 차지했다. 모로코의 청년층들은 세계 지수보다 한 해 평균 4번 정도 자해율이 낮다고 한다.

## 문화

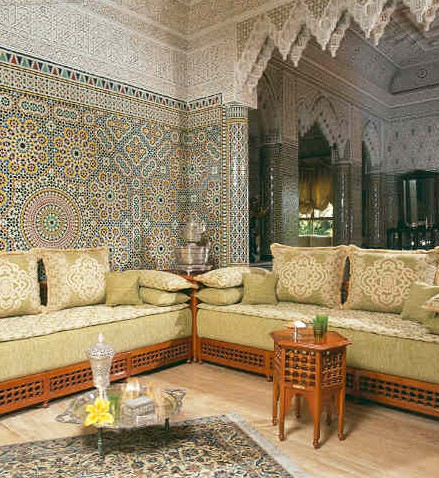
모로코식 전통 인테리어로 꾸며진 거실의 모습

모로코는 문화와 문명이 풍부한 나라로서, 그들의 역사 속에서 수많은 민족과 국가들이 이 지역을 거쳐갔다. 이들은 모두 모로코의 사회 구조에 영향을 미쳤다.
독립 이후에 그림, 조각, 대중음악, 아마추어 연극, 그리고 영화 제작 부문에서 화려하게 문화의 꽃이 피어났다. 1956년에 설립된 모로코 국립극장은 모로코 및 프랑스의 드라마 작품을 정기적으로 상영하고 있다. 여름 동안 전국 곳곳에서 예술과 음악 축제가 열리는데, 특히 개중에서도 페스에서 열리는 세계 성악 축제는 유명하다.
각 지역은 그들만의 고유 특수성을 가지고 있어 자국의 문화와 문명의 유산에 기여한다. 이러한 점에서 모로코는 특히 수많은 문화 유산의 보호 및 보존을 최우선 과제로 삼는 중이다.
문화적으로 말하자면, 모로코는 대개 아랍, 베르베르, 유대인의 문화 유산과 프랑스, 스페인, 그리고 지난 수십년 동안 영미권의 생활 방식과 같은 외부적인 영향을 결합하는 데 성공했다.

### 건축
모로코의 건축은 이 지역의 다양한 지리와 오랜 역사를 반영하며, 이주와 군사적 정복을 통한 정착민들의 연속적인 물결로 특징지어지는 경향이 있다. 그 건축 유산에는 고대 로마 유적지, 역사적인 이슬람 건축, 현지 토착 건축물, 20세기 프랑스 식민지 건축, 현대 건축 등이 포함된다.
모로코 전통 건축의 많은 부분은 이슬람 시대인 7세기부터 발전한 것이 특징이다. 이 건축물들은 마그레브(모로코, 알제리, 튀니지)와 알안달루스(이슬람 치하 스페인, 포르투갈)을 포괄하는 더 광범위한 개념인 '무어 건축'의 일부였다. 그것은 북아프리카의 아마지그(베르베르) 문화, 이슬람 도래 이전의 스페인(로마, 비잔틴, 서고트인), 그리고 아랍 이슬람의 예술적인 영향을 혼합하여 말발굽 아치 및 아름다운 정원과 같이 눈에 띄는 특징들을 수세기에 걸쳐 그들만의 독특한 양식으로서 정교화했다. 또 다른 특징으로는 벽면에 기하학적이고 아라베스크적인 조각 스터코와 젤리지 문양이 새겨져 있다는 점이 있다.
모로코 아마지그 건축은 모로코 건축의 나머지 부분과 뚜렷하게 나뉘어져 있지는 않지만, 많은 건축물과 그 양식은 확실히 아마지그인들이 지배했던 아틀라스 산맥, 사하라 사막 또는 그 이남 지역과 독특하게 연관이 되어 있다. 이 대부분의 농촌 지역은 지역 지리와 사회 구조를 고려하여 건축된 수많은 카스바(성곽)와 크수르(요새도시)가 있는데, 그 중 가장 유명한 것은 아이트 벤하두(Aït Benhaddou)이다. 이들은 일반적으로 흙을 쌓아 올리는 판축 기법으로 지어졌으며 지역적인 기하학 모티프들로 장식되는 것이 특징이다. 그들이 유목민임에도 불구하고, 아마지그인들은 주변의 다른 역사적인 예술 흐름으로부터 고립되기는 커녕, 수많은 건축 양식(ex. 이슬람)과 그 사상을 자신들의 요건에 맞춰서 적당히 변형했으며, 차례로 서양 이슬람 예술의 형성에 기여를 했다. 특히 무라비트, 무와히드, 마린과 같은 베르베르계 왕조들이 수 세기에 걸쳐 이 지역을 정치적으로 지배했을 때 이러한 경향은 정점을 찍었다.
모로코의 현대 건축물에는 프랑스와 스페인의 식민통치기간인 1912년에서 1956년 사이(스페인의 경우 1958년까지)에 건설된 20세기 초의 수많은 아르데코와 현지 네오무어 건축물들이 포함된다. 모로코가 독립을 되찾은 후인 20세기 후반, 일부 새로운 건축물들은 무함마드 5세 영묘(1971년 완공)나 하산 2세 모스크(1993년 완공)와 같이 모로코 전통 건축과 모티프(외국 건축)의 영향을 계속해서 혼합시켜 사용하였다. 오늘날 모로코에서 모더니즘 건축 및 현대 건축은 일상적인 건축물뿐만 아니라 주요 건축 사업 프로젝트에서도 사용되고 있다.

### 문학

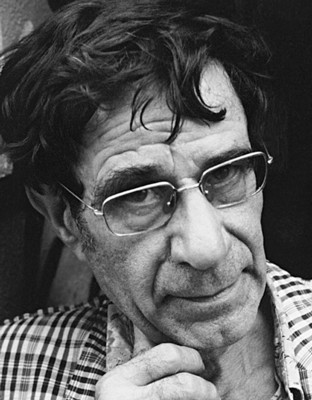
드리스 크라비의 사진

모로코의 문학은 대부분 아랍어, 베르베르어, 히브리어, 프랑스어로 쓰여져 있는 것이 특징이다. 특히 무라비트와 무와히드 제국 치하에서 모로코 문학은 알안달루스 문학과 밀접한 관련을 맺었고, 자할, 무와슈샤, 마카마와 같은 여러 중요한 시와 문학적인 형식을 공유했으며, 타프시르 등의 이슬람 문학이나 카디 아이야드의 「알 쉬파」와 같은 여러 종교적 작품에게 영향을 받으면서 발전해 나갔다. 페스에 있는 알카라위인 대학은 모세 벤 마이몬, 이븐 알카티브, 이븐 칼둔 등 수많은 학자들을 끌어들이는 이 지역의 중요한 문학 중심지였다.
무와히드 왕조 치하에서 모로코는 학문의 번영과 지식의 범람이라는 찬란한 시기를 경험했다. 그들은 마라케시에 25,000명 이상을 수용 가능하며 서점, 원고, 도서관으로도 유명한  쿠투비야 모스크를 건축했는데, 이는 '역사상 최초의 책 시장'라는 별명이 붙여지기도 했다. 무와히드 칼리파 아부 야쿱은 책을 수집하는 것을 매우 좋아했는데, 그는 훌륭한 도서관을 짓기도 했으며 이것이 카스바 내부에 세워지면서 공공 도서관의 모태가 되었다고 한다.
근대 모로코 문학은 1930년대에 시작되었다. 모로코인들이 근대 문학의 탄생을 목격하게 된 계기는 크게 두 가지였다. 근대의 모로코는 프랑스와 스페인의 보호국으로서 지식인들이 다른 아랍 문학과 유럽 문화와의 만남을 지켜보고, 그들과 자유롭게 교류하는 한편 새로운 문학 작품을 만들어낼 수 있는 여지를 후대에게 남겨주었다. 3대에 걸친 작가들은 특히 20세기 한 세기를 풍미했던 모로코 문학을 만들어냈는데, 첫번째 세대는 보호국 시대(1912~1956)년에 집필한 인물들로써 유명인으로는 무함마드 벤 브라힘(1897~1955)가 있다.
두번째 세대는 압델크림 갈랍 (1919~2006), 알랄 파시 (1910~1974), 무함마드 알 모크타르 수시 (1900~1963)와 같은 인물들이 유명하며 자국의 독립에 중요한 기여를 했던 세대이다. 마지막으로 세 번째 세대는 1960년대 작가들의 세대인데, 이 시기의 모로코 문학은 무함마드 추크리, 드리스 크라비, 무함마드 자프자프, 드리스 엘 쿠리와 같은 작가들이 왕성한 문학 활동을 하면서 번영했다. 이들은 앞으로 있을 수많은 모로코 출신의 소설가, 시인, 극작가들에게 중요한 영향을 전달해 주었다.
1950년대와 1960년대 동안 모로코는 문학가들의 피난처이자 예술의 중심지였고, 폴 볼스, 테네시 윌리엄스, 윌리엄 S. 버로스와 같은 작가들을 끌어들였으며, 압델라티프 라비 및 푸아드 라루이, 무함마드 베라다, 레일라 아부제이드 등 수많은 위대한 문학인들을 배출해냈다. 오늘날 모로코 문학은 모로코 아랍어로 쓰여진 작품이든 베르베르어로 쓰여진 작품이든 현대 모로코 문화의 필수적인 부분으로서 기능하고 있다.

### 음악
모로코의 음악은 아랍, 베르베르, 사하라 이남 지역에서 유래된 것이 대부분이다. 록 음악에 영향을 받은 차비 밴드가 대중적으로 유명하며, 이슬람 음악에 역사적 기원을 둔 트랜스 음악도 있다.
모코는 북서아프리카 전역에서 흔히 들을 수 있는 안달루시아 클래식 음악의 본고장이다. 그것은 아마도 코르도바의 무어인들 아래에서 발전해나갔을 것으로 여겨지는데, 페르시아 출신의 음악가 지랴브가 만든 것으로 알려져 있다. 현대 안달루시아 음악과 예술로 알려진 장르들은 안달루시아 앙상블의 설립자인 모리스코 비주얼 아티스트이자 작곡가인 타릭 밴지(Tarik Banzi)의 아이디어이다.

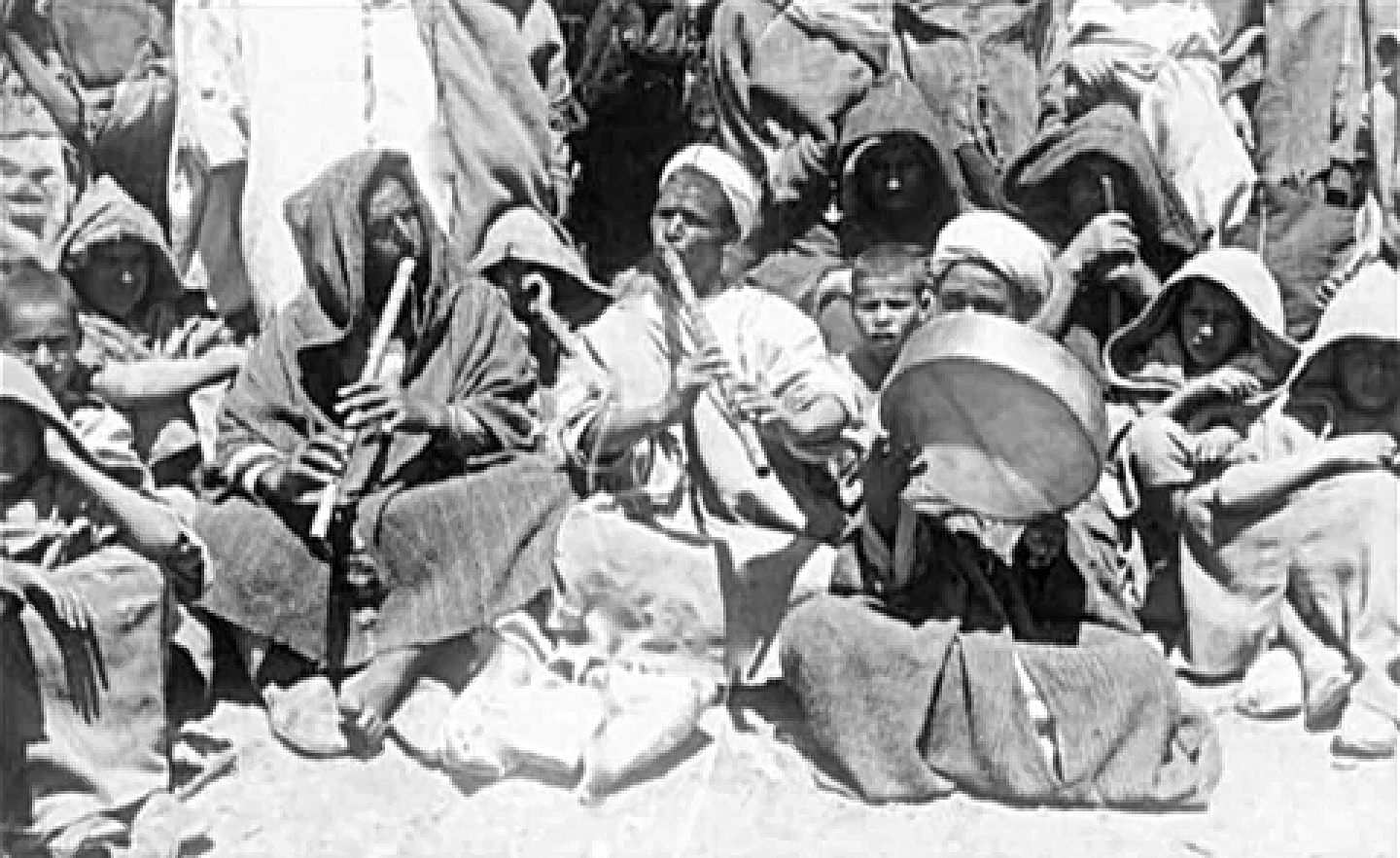
1900년대 질랄라 음악가 그룹

아이타는 시골에서 부르는 베두인 음악 스타일이다.
차비(유명한)은 모로코 민속 음악에서 갈라져나온 파생 음악이라고 할 수 있다. 차비는 원래 시장에서 공연되었지만 오늘날에는 모든 축하 행사나 모임 등에서 자주 접할 수 있다.
퓨전 음악, 록, 컨트리, 메탈, 힙합과 같이 인기 있고 대중적인 서양 음악은 모로코에서 점점 더 인기를 얻고 있다.
모로코는 1980년 유로비전 음악 콘테스트에 참가하여 최종 2위를 차지했다.

### 미디어
모로코의 영화관은 1897년 루이 뤼미에르의 레 체브리에 마로카인(Le chevrier Marocain) 촬영부터 약 1세기가 넘는 긴 역사를 가지고 있다. 이때와 1944년 사이에 수많은 외국 영화들이 모로코, 특히 우아르자자트 지역에서 촬영되었다. 1944년, 모로코의 영화 규제 기관인 모로코 영화 촬영 센터 (CCM)이 설립되었으며 비슷한 시기에 라바트에도 스튜디오가 문을 열었다.
1952년, 오손 웰즈의 오델로(프랑스어: Palme d'Or)는 모로코 국기 아래 칸 영화제에서 황금 종려상을 수상했다. 하지만 안타깝게도 참석한 사람들이 모로코를 잘 알지 못했기 때문에, 영화제에 모로코 국가는 연주되지 않았다. 6년 후, 무함마드 우스포레는 최초의 모로코 영화인 "레 필즈 마우딧Le fils maudit (저주받은 아들)"을 촬영했다.
1968년, 최초의 지중해 영화제가 탕헤르에서 개최되었다. 오늘날에도 이 행사는 테투안에서 계속 열리고 있다. 1982년 라바트에서 첫 번째 전국 영화제가 열렸으며, 이에 힘입어 2001년에는 마라케시에서 제1회 국제 영화제(FIFM)이 열리기도 했다.

### 요리

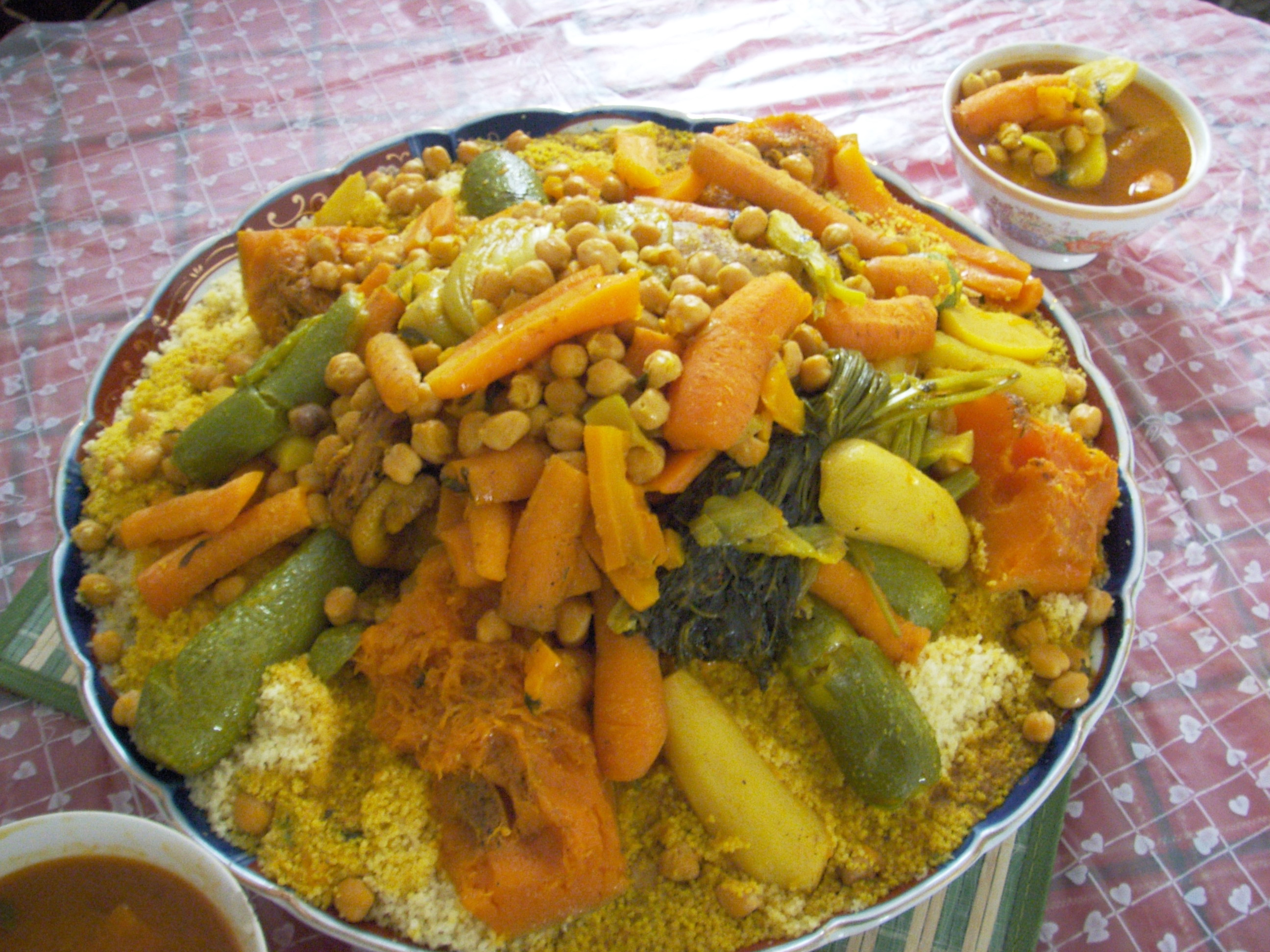
모로코 쿠스쿠스

모로코 요리는 세계에서 가장 다채로운 요리 중 하나로 여겨지는데, 이것은 수세기에 걸쳐 모로코와 외부 세계가 상호작용한 결과이다. 모로코의 요리는 주로 무어 요리, 유럽 요리, 지중해 요리가 혼합되어 있다.
향신료는 모로코 요리에 빠져서는 안되는 필수 식재료이며 광범위하게 사용된다. 그 기원은 수천년 전의 향신료 수입으로 거슬러 올라가지만, 오늘날에는 틸리우인의 사프란, 메크네스의 민트 및 올리브, 페스의 오렌지와 레몬 등 수많은 식재료를 자국에서 재배한다. 닭은 모로코에서 가장 널리 먹는 육류이며, 모로코인들이 가장 선호하는 적색육은 소고기이다. 양고기 또한 널리 선호되나 이는 가격이 비싸서 다른 고기들에 비하면 조금 떨어지는 편이다. 대부분의 모로코인들은 그들의 옛 조상들의 별미로써 쿠스쿠스를 즐겨 먹는다.

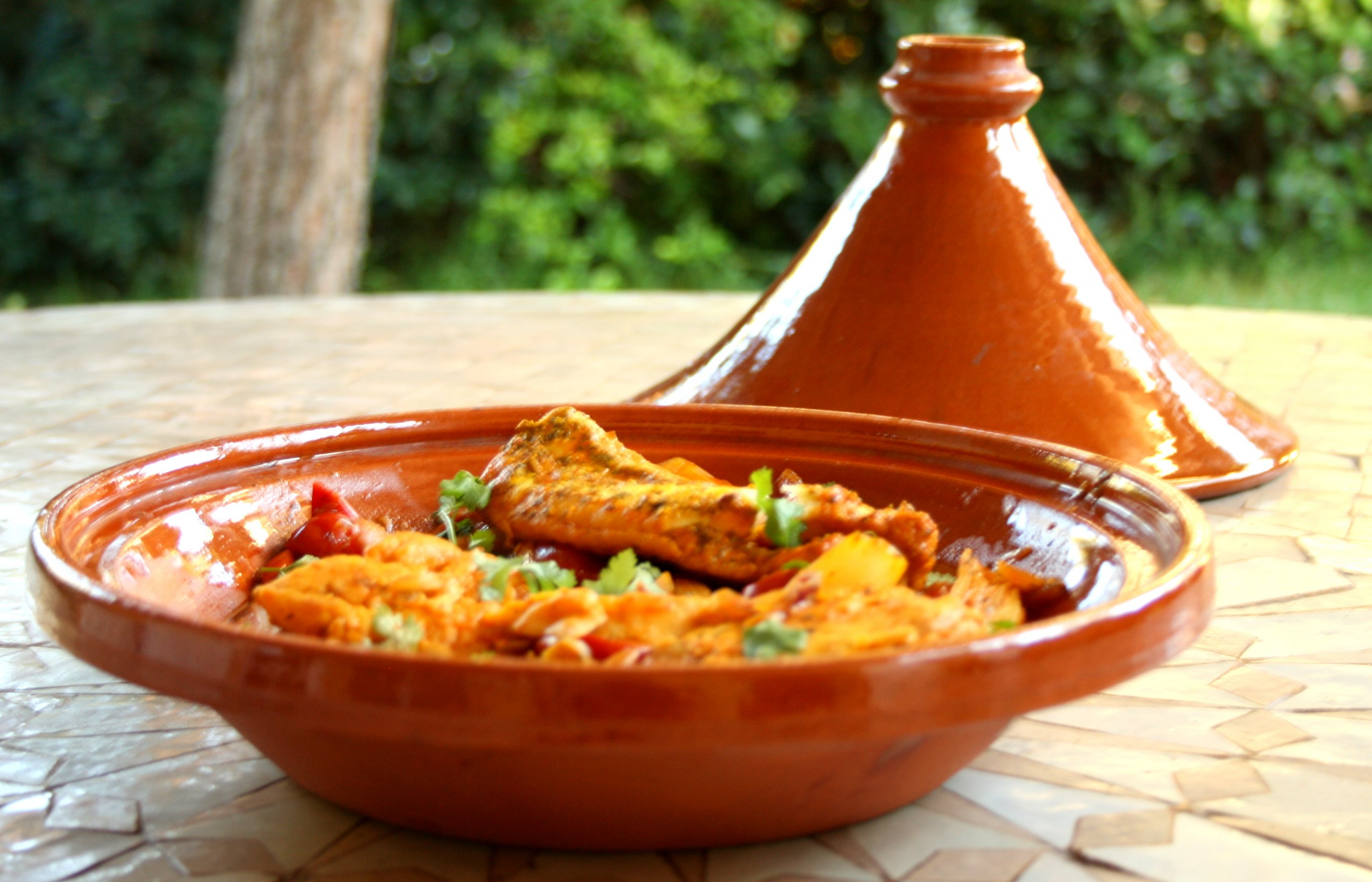
모로코식 타진

소고기는 모로코에서 가장 흔하게 소비되는 적색육으로, 보통 야채나 콩류와 함께 타진과 곁들여 먹는다. 닭고기 또한 일반적으로 사용되는 육류인데, 가장 유명한 메뉴가 닭고기, 감자, 올리브를 넣은 타진이라는 것은 이를 방증해준다. 가금류 및 수산물도 중요한 식재료이다. 이외에도 염장고기인 "클랴(kliia/khlia)" 또는 "그다드(g'did)"가 있는데, 이들은 타진의 맛을 내기 위해 사용되거나 고소한 모로코식 팬케이크인 "엘그라이프(el ghraif)"에 사용된다.
쿠스쿠스와 타진 이외에 유명한 모로코 음식으로는 파스틸라(Bsteeya 또는 Bestilla라고도 함), 탄지아, 하리라 등이 있다. 특히 하리라는 수프이지만 그 자체로서 요리로 간주되며, 이 때문인지 모로코인들은 라마단 기간 동안 하리라와 대추야자를 먹는다. 이슬람 국가답게 돼지고기 섭취는 샤리아에 근거하여 금지되어 있다.
일상 식사의 가장 큰 부분을 차지하는 것은 바로 빵인데, 주로 듀럼밀 세몰리나로 만들어진 쿠브즈를 즐겨먹는다. 또한 모로코 전역에는 제과점이 흔하며 덕분에 사람들은 모든 도시와 마을에서 신선한 빵을 접할 수 있다. 가장 널리 먹는 것은 거친 통곡물빵이나 흰밀가루빵 등이다. 납작한 빵과 튀김 빵 등은 별미 중 하나이다.
가장 인기 있는 음료는 민트 잎과 다른 재료들을 첨가하여 만든 일종의 녹차인 "아타이(atai)"이다. 차는 모로코 문화에서 매우 중요한 위치를 차지하며 심지어 예술로 여겨지기도 하는데, 식사 시간뿐만 아니라 하루 종일 먹을수도 있고 손님이 있을 때마다 일반적으로 제공되는 환대 음료이다. 이를 거절하는 것은 매우 실례이다.

### 스포츠

#### 축구

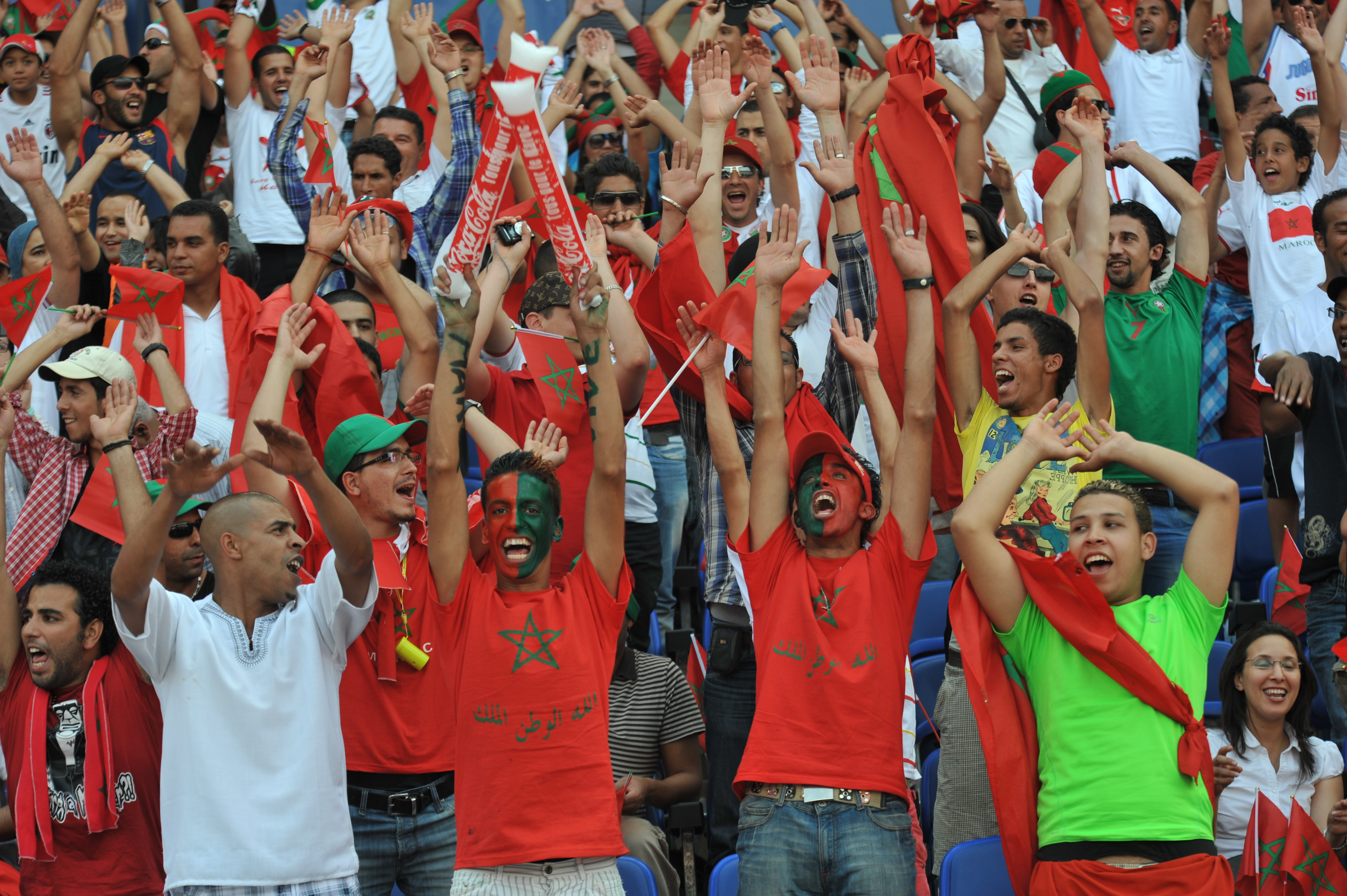
모로코의 축구 팬

축구는 특히 도시 청년층들 사이에서 가장 인기 있는 스포츠이다. 1986년에 모로코는 FIFA 월드컵 2차 예선에 진출한 최초의 아랍-아프리카 국가가 되었다. 또한 1988년 아프리카 네이션스컵을 자국에서 개최하기도 했으며, 2025년에 이를 다시 한번 개최할 예정이다.
모로코는 FIFA 월드컵 개최를 6번이나 시도했지만, 미국과 프랑스, 독일, 남아공, 캐나나, 멕시코에 패했다. 2026년 월드컵 개최도 도전하고 있으나 상대가 미국에 캐나다-멕시코 공동개최라 어려운 상황이다. 시장성과 인프라 수준을 고려해봤을 때 도저히 상대가 안된다. 그나마 라이베리아를 제외한 52개 아프리카 대다수 나라들, 이슬람 동맹 나라들, 유럽에서 모로코를 지지하고 있었다. 그러나 결국 캐나다-멕시코-미국 연합에 또다시 패배했다.
2030년 월드컵을 스페인, 포르투갈과 함께 공동개최를 추진하기로 했다는 뉴스가 나왔다. 단독개최만으로는 승산이 없다고 보았는지 스페인의 제안에 모로코 측에서 긍정적으로 응답했다고 한다. 관련 뉴스 최근 공동개최가 추세이기도 하고, 상술했듯이 모로코는 전통적으로 스페인 등과 가까운 관계인데다가 아프리카 국가중에서는 경제적으로도 안정되어 있기 때문에 기대를 걸어볼 만 하다. 결국 2030 FIFA 월드컵 개최에 성공했지만, 스페인과 포르투갈이라는 축구 인프라가 매우 발전한 나라와 함께 개최하다보니 몇 경기를 치를지도 미지수다.
2022년 FIFA 월드컵에서 모로코는 아프리카와 아랍 팀으로는 역사상 처음으로 월드컵 4강이라는 뛰어난 성적을 가지고 대회를 마무리했다.
유명한 축구선수로는 하킴 지예흐, 아슈라프 하키미, 유세프 엔네시리, 소피안 암라바트, 누사이르 마즈라위, 야신 부누, 로맹 사이스, 마루앙 샤막, 무스타파 하지, 빌랄 엘 카누스, 압데라자크 함달라, 누르딘 나이베 등이 있으며 퀸즈 파크 레인저스 FC에서 박지성과 함께 뛰었던 아델 타랍도 모로코 국적이었다.
| 모로코 축구 국가대표팀 스쿼드 | 모로코 축구 국가대표팀 스쿼드 | 모로코 축구 국가대표팀 스쿼드                | 모로코 축구 국가대표팀 스쿼드                | 모로코 축구 국가대표팀 스쿼드 | 모로코 축구 국가대표팀 스쿼드 | 모로코 축구 국가대표팀 스쿼드 | 모로코 축구 국가대표팀 스쿼드 | 모로코 축구 국가대표팀 스쿼드 |
| 모로코 축구 국가 대표팀       | 모로코 축구 국가 대표팀       | 모로코 축구 국가 대표팀                      | 모로코 축구 국가 대표팀                      | 모로코 축구 국가 대표팀       | 모로코 축구 국가 대표팀       | 모로코 축구 국가 대표팀       | 모로코 축구 국가 대표팀       | 모로코 축구 국가 대표팀       |
| 포지션                        | 등번호                        | 이름                                         | 이름                                         | 생년월일                      | 출장                          | 골                            | 소속 클럽                     | 소속 클럽                     |
| ----------------------------- | ----------------------------- | -------------------------------------------- | -------------------------------------------- | ----------------------------- | ----------------------------- | ----------------------------- | ----------------------------- | ----------------------------- |
| GK                            | 1                             | 야신 부누 (Yassine BOUNOU)                   | 야신 부누 (Yassine BOUNOU)                   | 1991년 4월 5일 (33세)         | 45                            | 0                             | 알 힐랄 SFC                   | 알 힐랄 SFC                   |
| GK                            | 12                            | 무니르 모하메디 (Munir MOHAEDI)              | 무니르 모하메디 (Munir MOHAEDI)              | 1989년 5월 10일 (35세)        | 43                            | 0                             | 알 와흐다 FC                  | 알 와흐다 FC                  |
| GK                            | 22                            | 아흐메드 레다 타냐우티 (Ahmed Rda TAGNAOUTI) | 아흐메드 레다 타냐우티 (Ahmed Rda TAGNAOUTI) | 1996년 4월 5일 (28세)         | 3                             | 0                             | 위다드 AC                     | 위다드 AC                     |
| DF                            | 2                             | 아슈라프 하키미 (Achraf HAKIMI)              | 아슈라프 하키미 (Achraf HAKIMI)              | 1998년 11월 4일 (25세)        | 53                            | 8                             | 파리 생제르맹 FC              | 파리 생제르맹 FC              |
| DF                            | 3                             | 누사이르 마즈라위 (Noussair MAZRAOUI)        | 누사이르 마즈라위 (Noussair MAZRAOUI)        | 1997년 11월 14일 (26세)       | 28                            | 2                             | 맨체스터 유나이티드 FC        | 맨체스터 유나이티드 FC        |
| DF                            | 3                             | 나예프 아게르드 (Nayef AGUERD)               | 나예프 아게르드 (Nayef AGUERD)               | 1996년 3월 30일 (28세)        | 25                            | 1                             | 웨스트햄 유나이티드 FC        | 웨스트햄 유나이티드 FC        |
| DF                            | 6                             | 로맹 사이스 (Romain SAÏSS)                   | 로맹 사이스 (Romain SAÏSS)                   | 1990년 3월 26일 (34세)        | 65                            | 1                             | 알 샤바브 FC                  | 알 샤바브 FC                  |
| DF                            | 18                            | 유니스 압딜하미드 (Yunes ABDELHAMID)         | 유니스 압딜하미드 (Yunes ABDELHAMID)         | 1987년 9월 28일 (36세)        | 11                            | 0                             | AS 생테티엔                   | AS 생테티엔                   |
| DF                            | 18                            | 아슈라프 다리 (Achraf DARI)                  | 아슈라프 다리 (Achraf DARI)                  | 1999년 5월 6일 (25세)         | 4                             | 0                             | 스타드 브레스트 29            | 스타드 브레스트 29            |
| DF                            | 24                            | 바드르 바눈 (Badr BENOUN)                    | 바드르 바눈 (Badr BENOUN)                    | 1999년 9월 30일 (30세)        | 15                            | 5                             | 카타르 SC                     | 카타르 SC                     |
| DF                            | 25                            | 야히아 아티야트 알라 (Yahia ATTIYAT ALLAH)   | 야히아 아티야트 알라 (Yahia ATTIYAT ALLAH)   | 1995년 3월 2일 (29세)         | 3                             | 0                             | 위다드 AC                     | 위다드 AC                     |
| MF                            | 4                             | 소피안 암라바트 (Sofyan AMRABAT)             | 소피안 암라바트 (Sofyan AMRABAT)             | 1996년 8월 21일 (28세)        | 38                            | 0                             | 맨체스터 유나이티드 FC        | 맨체스터 유나이티드 FC        |
| MF                            | 7                             | 아민 하릿 (Amine HARIT)                      | 아민 하릿 (Amine HARIT)                      | 1997년 6월 18일 (27세)        | 16                            | 0                             | 올랭피크 드 마르세유          | 올랭피크 드 마르세유          |
| MF                            | 8                             | 아제딘 우나히 (Azzedine OUNAHI)              | 아제딘 우나히 (Azzedine OUNAHI)              | 2000년 4월 19일 (24세)        | 9                             | 2                             | 올랭피크 드 마르세유          | 올랭피크 드 마르세유          |
| MF                            | 10                            | 아나스 자루리 (Anass ZAROURY)                | 아나스 자루리 (Anass ZAROURY)                | 2000년 11월 7일 (23세)        | 0                             | 0                             | 번리 FC                       | 번리 FC                       |
| MF                            | 11                            | 압델하미드 사비리 (Abdelhamid SABIRI)        | 압델하미드 사비리 (Abdelhamid SABIRI)        | 1996년 11월 28일 (27세)       | 2                             | 1                             | 알 파이하 FC                  | 알 파이하 FC                  |
| MF                            | 13                            | 일리아스 세이르 (Ilias CHAIR)                | 일리아스 세이르 (Ilias CHAIR)                | 1997년 10월 30일 (26세)       | 10                            | 1                             | 퀸즈 파크 레인저스 FC         | 퀸즈 파크 레인저스 FC         |
| MF                            | 14                            | 자카리아 아부클랄 (Zakaria ABOUKHLAL)        | 자카리아 아부클랄 (Zakaria ABOUKHLAL)        | 2000년 2월 18일 (24세)        | 13                            | 2                             | 툴루즈 FC                     | 툴루즈 FC                     |
| MF                            | 15                            | 셀림 아말라 (Selim AMALLAH)                  | 셀림 아말라 (Selim AMALLAH)                  | 1996년 11월 15일 (27세)       | 23                            | 4                             | 발렌시아 FC                   | 발렌시아 FC                   |
| MF                            | 16                            | 압데 에잘줄리 (Abde EZZALZOULI)              | 압데 에잘줄리 (Abde EZZALZOULI)              | 2001년 12월 17일 (23세)       | 2                             | 0                             | 레알 베티스 발롬피에          | 레알 베티스 발롬피에          |
| MF                            | 17                            | 소피안 부팔 (Sofiane BOUFAL)                 | 소피안 부팔 (Sofiane BOUFAL)                 | 1993년 9월 17일 (30세)        | 31                            | 5                             | 알 라이얀 SC                  | 알 라이얀 SC                  |
| MF                            | 23                            | 빌랄 엘 카누스 (Bilal EL KHANNOUS)           | 빌랄 엘 카누스 (Bilal EL KHANNOUS)           | 2004년 5월 10일 (20세)        | 2                             | 0                             | KRC 헹크                      | KRC 헹크                      |
| MF                            | 26                            | 아히야 자브란 (Yahya JABRANE)                | 아히야 자브란 (Yahya JABRANE)                | 1991년 6월 18일 (33세)        | 16                            | 2                             | 위다드 AC                     | 위다드 AC                     |
| FW                            | 9                             | 압데라자크 함달라 (Abderrazak HAMDALLAH)     | 압데라자크 함달라 (Abderrazak HAMDALLAH)     | 1990년 12월 17일 (33세)       | 17                            | 6                             | 알 샤바브 FC                  | 알 샤바브 FC                  |
| FW                            | 19                            | 유세프 엔네시리 (Abderrazak HAMDALLAH)       | 유세프 엔네시리 (Abderrazak HAMDALLAH)       | 1997년 6월 1일 (27세)         | 49                            | 14                            | 페네르바흐체 SK               | 페네르바흐체 SK               |
| FW                            | 21                            | 왈리드 셰디라 (Walid CHEDDIRA)               | 왈리드 셰디라 (Walid CHEDDIRA)               | 1998년 1월 22일 (26세)        | 2                             | 0                             | 프로시노네 칼초               | 프로시노네 칼초               |
| 일정                          | 2026 월드컵 지역예선          | 2026 월드컵 지역예선                         | 2023년 11월 22일 (수요일)                    | 원정                          | 탄자니아                      | 탄자니아                      | 탄자니아                      |                               |
| 모로코 축구국가대표팀 스쿼드  |                               |                                              |                                              |                               |                               |                               |                               |                               |

그리고 2022년 카타르 월드컵에서는 벨기에, 캐나다, 스페인, 포르투갈을 이기고 크로아티아와 비겨 무려 4강에 가는 대업을 달성했다. 이로써 모로코는 튀르키예에 이어 크리스마스가 평일인 나라들 중에는 2번째로 4강에 진출했고, 월드컵에서 4강 이상 진출 경험이 없는 대륙은 오세아니아만 남게 되었다.
여자축구에도 적극적으로 투자하는데, 국왕인 무함마드 6세의 전폭적인 지원 속에 2009년 여자축구에 대한 투자를 시작했고, 2020년 푸지 레크야 회장이 여자축구 발전을 위한 4개년 계획을 수립하면서 눈부시게 발전했다. 그결과 2022년 아프리카 네이션스컵에서 준우승하였고, 2023년 FIFA 여자 월드컵에 사상 첫 본선 진출하였다. H조에서 독일에는 0대6으로 패했지만, 대한민국과 콜롬비아를 각각 1대0으로 이기며 첫출전에 16강 진출을 이뤄냈다.

#### 이외에도
1984년 올림픽에서 두 명의 모로코 선수가 육상 부문에서 메달을 따냈다. 나왈 엘 무타와켈은 400m 허들에서 유승했는데, 그녀는 아랍-이슬람 국가 출신 여성 가운데 최초로 올림픽 금메달을 딴 여성이었다. 사이드 아우이타 또한 같은 경기의 5000m 달리기를 우승했다. 히참 엘 게루주는 2004년 하계 올림픽 1500m와 5000m에서 모로코 국가대표로서 모두 금메달을 획득했고 1마일 달리기에서는 여러 세계 기록을 보유하고 있다.
모로코의 관중 스포츠는 전통적으로 19세기 말 유럽의 스포츠인 축구, 폴로, 수영, 테니스가 도입되기 전까지는 기마술에 관심이 집중되어 있었으며, 그 이후에는 테니스 및 골프 등이 인기를 끌었다. 몇몇 모로코 프로 선수들이 국제 대회에 도전했고, 1999년에 첫 데이비스 컵 팀이 출범했다. 모로코는 아프리카 최초로 경쟁 리그를 설립하면서 이 대륙에서 농구를 선도하고 있는 국가이기도 하다.
럭비는 20세기 초에 모로코가 프랑스의 식민지였을 당시에 도입되었다. 결과적으로, 모로코 럭비는 제1차~제2차 세계대전 동안 수많은 모로코 선수들이 징집되어 싸우러 나가면서 프랑스의 운명에도 영향을 끼쳤다. 다른 마그레브 국가들과 마찬가지로 모로코 럭비도 아프리카보다는 유럽을 선호하는 경향이 있다.
모로코가 가장 강세를 보이는 스포츠는 킥복싱이다. 비교적 최근까지 헤비급 킥복싱 선수이자 격투기 선수로서 활동한 바드르 하리는 전 K-1 헤비급 챔피언이자 K-1 월드 그랑프리 2008, 2009 결승 진출자였다. 바드르 하리는 현재 부상과 노쇠화로 인해 왕좌에서 내려오고 있으나, 비교적 젊은 자말 벤 사딕(Jamal Ben Saddik), 타리크 하바베즈(Tarik Khababez)와 같은 선수들이 꾸준히 중량급 왕좌에 도전하고 있다. 다만 아쉽게도 챔피언벨트를 둘러본 경험이 있는 선수는 바드르 하리 한 명이 유일하며, K-1 또는 GLORY 그랑프리 파이널에서 우승한 선수는 아직 전무하다. 바다 하리가 전성기를 달리던 시절에는 세미 슐츠와 레미 본야스키, 벤 사딕이 전성기를 구가하고 있는 현재에는 리코 베르후번이라는 네덜란드 출신의 걸출한 선수들이 왕좌를 굳건하게 지키고 있기 때문이다. 그나마 최근 열린 벤 사딕과 베르후번의 경기에서는 벤 사딕이 K.O. 기회를 잡기도 했으나, 체력 고갈과 카운터 허용으로 인해 대역전 TKO패를 당하며 왕좌 등극에는 실패했다.

## 창작물에서
창작물에서는 복잡하고 북적거리는 재래시장에서 해시시라든가 카페트라든가 하는 잡화를 파는 모습도 많이 나온다. 본 얼티메이텀의 탕헤르가 그 일례. 탕헤르는 그에 앞서 《007 리빙 데이라이트》에서도 나왔다.
영화 《카사블랑카》의 제목과 배경은 모로코에 있는 실제 도시 카사블랑카에서 따 온 것이다.
유럽에서 멀지 않고 이슬람권이긴 해도 서구 쪽 사람들한테 좀 덜 까칠하다는 것 등의 이유로 이런저런 영화 촬영지로 많이 이용되기도 했다. "아라비아의 로렌스", "비공식 작전"은 사실 중동 쪽이 아닌 모로코에서 촬영된 영화다. 그 외에 스타워즈, 블랙 호크 다운 등과 같이 사막이나 척박해 보이는 배경이 나오는 영화들 상당수가 모로코에서 촬영되었다. 찾아보면 의외로 상당히 많다. 북부 지역에 있는 탕헤르도 나름 유명해 짐 자무시의 《오직 사랑하는 사람들만이 살아남는다》의 배경 도시가 되기도 했다.
일본에서는 어째서인지 성전환 수술의 메카로 알려졌었다. 70~80년대 서브컬처 작품에서 '모로코에 다녀왔다'는 언급이 나오면 대개는 성전환 수술을 받았다는 것을 의미했다.그런데 이건 일본만이 아니라 종종 다른 나라 영화 미디어에서도 묘사된다. 예를 들면 한국에서도 개봉한 이탈리아 슬랩스틱 코미디 영화 《둘이 합쳐 아이큐 100(Le Comiche 2)》에서 멍청한 두 주인공 때문에 멀쩡한 변호사가 모로코에 떨어져 성전환 수술을 받고 여자가 된 후, 뜬금없이 벨리 댄서로 일하는 장면이 나온다. 그런데 이 사람은 나중에 오히려 기뻐하면서 마찬가지로 모로코에 불시착후 현지 군대에 징집된 두 바보 주인공을 되려 도와준다. 이는 조르주 부루(Georges Burou)라는 프랑스계 의사가 카사블랑카에 거주하면서 에이프릴 애슐리 같은 당대 유명 트랜스젠더들을 저가로 성전환 수술을 시켜준 걸로 유명해지자, 전 세계의 트랜스젠더들이 모로코로 성전환 수술을 받으려고 모여들었기 때문이다.
무적코털 보보보에서는 세계 7대 불가사의 중 하나로 나오는데 SF나 상상속에서나 등장할 만한 도시를 보여준 뒤에 "신비의 나라 모로코!"라고 말한다. 물론 당연히 다른 작중 등장인물들도 "이게 어딜 봐서 모로코냐"라며 화를 내기에 진지하게 그린 것은 아니다.
전염병 주식회사 (Plague Inc.)에서는 그린란드 다음으로 질병 통제가 엄격한 지역으로 등장한다. 플레이어가 조작하는 전염병이 아프리카로 들어오려면 사우디아라비아 옆의 이집트나 서아프리카, 남아공 정도뿐인데 서아프리카의 항구는 배가 잘 안 다니고 이집트에서 모로코까지는 리비아, 알제리를 거쳐야 되고 남아공에서는 모로코가 너무 멀기 때문이다.
히트맨 (2016년작)의 에피소드 3은 모로코의 대도시 중 하나인 마라케시가 배경인데, 모로코 국민들의 예금을 횡령한 스웨덴 출신 부패 은행가와, 전 국민의 분노를 사고 있는 그를 일부러 용병을 고용해 탈주시킴으로써 모로코 정부의 위신을 떨어뜨린 다음 쿠데타를 일으켜 정권을 장악하려는 모로코 육군 고위 인사를 암살하는 미션이다.
아이카츠!에서는 카제사와 소라가 모로코에서 5살때부터 자랐고 보헤미안 여인 미미에게 악세서리를 만드는 것을 배운것을 시작으로 디자이너의 길을 걸어온 곳으로 그려져 있다.
레인보우 식스 시즈에서 모로코 북부의 군사기지가 배경인 요새와 모로코의 특수부대 GIGR 소속 노매드, 카이드가 등장한다.
배가본드에서는 국정원 요원들과 차달건이 김우기를 잡으러 탕헤르로 간다.
《존 윅 3: 파라벨룸》에서는 존 윅이 파문된 이후 그에게 현상금이 걸리자 디렉터의 도움을 받아 카사블랑카로 도망치는 장면이 나온다.
맨 인 블랙: 인터내셔널에서는 주인공들이 마라케시의 재래시장에서 뜀박질을 한다. 조력자를 만나서 최첨단 오토바이를 끌고 돌아다니다가 사막에서 파괴되는 장면이 있다.
라이엇 게임즈가 개발한 부분 유료화 다인용 1인칭 슈팅 게임 발로란트에서는 모로코 국적의 요원인 사이퍼가 등장한다.
《기동전사 건담 쿠쿠루스 도안의 섬》에서 『서던 크로스』 부대의 등장 씬의 배경으로 모로코가 나왔다.
시드마이어의 문명 시리즈 중 문명 5에 등장했다. 지도자는 실제로 모로코를 통치했던 아흐마드 알 만수르로, 다른 문명들과 달리 사막에서 번영할 수 있으며 교역으로 더 많은 이득을 볼 수 있는 특성을 가지고 있다.

## 같이 보기
- 모로코 개요
- 모로코의 역사
- 모로코의 경제
- 마그레브

### 설명주
1. ↑  서사하라까지 포함했을 경우.
2. ↑  오늘날 유럽 국가들 대부분은 마라케시를 변형한 명칭을 모로코의 이름으로 사용하는데, 프랑스어: Maroc 마로크, 포르투갈어: Marrocos 마로코스 등이 대표적이다.
3. ↑  심지어 20세기 중반 이전의 이집트 및 중동 아랍권과 같이 이슬람 세계의 다른 지역에서조차도 모로코를 '무라쿠시(아랍어: مراكش)'라는 변형된 명칭으로 불렀다. 이 용어는 페르시아어, 우르두어, 펀자브어를 포함한 여러 인도-이란계 언어에서 오늘날 모로코를 가리키는 명칭으로 여전히 사용되고 있다.[9][10]
4. ↑  오늘날 리비아의 트리폴리에서 알제리의 베자이아까지
5. ↑  오늘날 이집트의 알렉산드리아에서 레바논의 트리폴리까지
6. ↑  '프로크라토르 아우구스티procurator Augusti' 또는 '레가투스 아우구스티 프로 프라에토레legatus Augusti pro praetore'
7. ↑  모로코는 서사하라의 대부분을 실효 지배하고 있기 때문에 사실상 남쪽은 서사하라가 아니라 모리타니와 국경을 맞닿고 있는 셈이기도 하다.[77]
8. ↑  서사하라 분쟁 해결이 보류됨.
9. ↑  개중에서도 92석은 선거구, 90석은 비례대표제로 선출
10. ↑  2003년 45명의 사망자를 낸 카사블랑카 폭탄 테러는 예외.[127]
11. ↑  2003~2007년 전년도 대비 4.9% 성장 포함
12. ↑  침대 밤(bed nights)은 객실 점유율과 반대로 침대 점유율을 측정하는 관광 관련 KPI 중 하나로서, 호텔 내 침대 수를 기준으로 한다.
13. ↑  멕시코의 시살(Sisal) 해안이 원산지다. 사이잘 삼은 열대와 아열대지방에서 많이 재배하고 건조한 기후와 병충해에 강한 대마(Hemp)다. 주로 잎을 따서 섬유를 뽑아 사이잘 로프를 만든다. 사이잘 로프는 내구성이 떨어지지만 저렴하고 생산량이 많아 다양한 산업에서 사용한다.
14. ↑  여담이지만, 귤의 영어 명칭인 '탠저린(Tangerine)'은 본래 '탕헤르(Tangier) 항구에서 온', '탕헤르에 관한'을 의미하였으나, 나중에 이곳에서 온 만다린 품종의 귤을 의미하게 되면서 이렇게 정해졌다고 한다. 적어도 18세기 초에 이러한 명명법이 나타나며, 19세기에는 보편화된 것으로 보인다.[161]
15. ↑  동쪽의 멜위야강과 라스 케브다나에서 서쪽의 탕헤르 및 스파르텔 곶까지 뻗어 있는 평야이다
16. ↑  프랑스어: Institut national des postes et télécommunications,아랍어: المعهد الوطني للبريد والمواصلات
17. ↑  또한 모로코 양을 포함하여 북서아프리카의 양들은 지방을 몸이 아니라 꼬리에 저장하기 때문에, 그 고기는 서양의 양고기가 가지고 있는 혀에 자극적인 맛이 없다. 즉, 한마디로 말해서 그냥 맛이 별로 없다.
18. ↑  본래 2015년에 네이션스컵을 개최하기로 예정되어 있었지만[252] 에볼라가 발병하면서 개최 거부를 선언했다.[253]
19. ↑  모로코는 경제적 안정성 측면에서 아프리카 국가들 중 상위권에 들어가며, 관중석이 5만석 이상인 축구경기장이 16개나 된다고 한다. 이렇다보니 아프리카에서 만약에 남아공에 이어 두번째로 월드컵 개최국이 나온다면 아마 모로코나 이집트가 될 확률이 매우 높다.
20. ↑  유럽은 모로코와 가깝기 때문에 비용을 절감할 수 있기 때문.
21. ↑  현재는 태국이 더 유명하다.

### 인용주
1. 1 2  “Morocco”. 《The World Factbook》. Central Intelligence Agency. 2022년 1월 12일. 2022년 12월 2일에 원본 문서에서 보존된 문서. 2021년 1월 23일에 확인함.
2. 1 2  “Présentation du Maroc” (프랑스어). Ministère de l'Europe et des Affaires étrangères. 2023년 2월 7일에 원본 문서에서 보존된 문서. 2020년 12월 20일에 확인함.
3. ↑  Hyde, Martin (October 1994). “The teaching of English in Morocco: the place of culture”. 《ELT Journal》 48 (4): 295–305. doi:10.1093/elt/48.4.295. ISSN 0951-0893.
4. ↑  Gauthier, Christophe (2022). “Horloge de la population”. 《Site Institutionnel du Haut-Commissariat Au Plan du Royaume du Maroc》 (프랑스어) (Haut Commissariat au Plan). 2023년 5월 20일에 원본 문서에서 보존된 문서. 2022년 12월 18일에 확인함.
5. ↑  “Recensement général de la population et de l'habitat (RGPH 2024)”. 《hcp.ma》 (프랑스어). Haut Commissariat au Plan. 2024년 11월 22일. 2024년 12월 11일에 확인함.
6. 1 2 3 4  “World Economic Outlook Database, April 2025”. 《국제 통화 기금》 (영어). April 2025. 2025년 7월 27일에 확인함.
7. ↑  “Human Development Report 2025” (PDF) (영어). 유엔 개발 계획. 2025년 5월 6일. 2025년 5월 6일에 원본 문서 (PDF)에서 보존된 문서. 2025년 5월 6일에 확인함.
8. ↑  “Country names”. 《The CIA World Factbook》. 2023년 12월 7일에 원본 문서에서 보존된 문서. 2023년 12월 9일에 확인함.
9. ↑  Gershovich, Moshe (2012년 10월 12일). 《French Military Rule in Morocco》. doi:10.4324/9780203044988. ISBN 9780203044988.
10. ↑  “مراکش - معنی در دیکشنری آبادیس” [Morocco]. 《abadis.ir》 (페르시아어). 2023년 12월 9일에 확인함.
11. ↑  “Maghreb, en arabe Maghrib ou Marhrib (" le Couchant ")”. 《Encyclopédie Larousse》 (프랑스어). 2023년 1월 22일에 원본 문서에서 보존된 문서. 2023년 12월 9일에 확인함.
12. ↑  Abun-Nasr, Jamil M., 편집. (1987), “Introduction”, 《A History of the Maghrib in the Islamic Period》 (Cambridge: Cambridge University Press), 1–25쪽, doi:10.1017/cbo9780511608100.003, ISBN 978-0-521-33767-0, 2018년 6월 16일에 원본 문서에서 보존된 문서, 2023년 12월 9일에 확인함
13. ↑  “Maghreb”. 《Encyclopedia Britannica》 (영어). 2023년 9월 13일에 원본 문서에서 보존된 문서. 2023년 12월 9일에 확인함.
14. ↑  ملين, نبيل (2017). 《فكرة الدستور في المغرب : وثائق ونصوص (19012011)》 (아랍어). Tīl Kīl Mīdiyā. ISBN 978-9954-28-764-4. OCLC 994641823.
15. ↑  Laskier, Michael M. (2019년 9월 1일). “Prelude to Colonialism: Moroccan Muslims and Jews through Western Lenses, 1860–1912”. 《European Judaism》 (영어) 52 (2): 111–128. doi:10.3167/ej.2019.520209. ISSN 0014-3006. S2CID 203553804. 2022년 11월 5일에 원본 문서에서 보존된 문서. 2022년 11월 5일에 확인함.
16. ↑  Field Projects – Jebel Irhoud  보관됨 12 1월 2017 - 웨이백 머신. Department of Human Evolution. Max Planck Institute for Evolutionary Anthropology
17. ↑  Oldest Homo sapiens fossil claim rewrites our species' history  보관됨 16 11월 2017 - 웨이백 머신 News. Nature Magazine, International Weekly Journal of Science
18. ↑  Rubella, D. (1984). 〈Environmentalism and Pi Paleolithic economies in the Maghreb (c. 20,000 to 5000 B.P.)〉.   J.D. Clark & S.A. Brandt. 《From hunters to farmers the causes and consequences of food production in Africa》. Berkeley: University of California Press. 41–56쪽. ISBN 978-0520045743.
19. ↑  Achilli, A.; Rengo, C.; Battaglia, V.; Pala, M.; Olivieri, A.; Fornarino, S.; Magri, C.; Scozzari, R.; Babudri, N. (2005). “Saami and Berbers—An Unexpected Mitochondrial DNA Link”. 《The American Journal of Human Genetics》 76 (5): 883–886. doi:10.1086/430073. PMC 1199377. PMID 15791543.
20. ↑  The Megalithic Portal and Megalith Map. “C. Michael Hogan, Mogador: Promontory Fort, The Megalithic Portal, ed. Andy Burnham”. Megalithic.co.uk. 2020년 8월 5일에 원본 문서에서 보존된 문서. 2010년 6월 2일에 확인함.
21. ↑  Moscati, Sabatino (2001) The Phoenicians, Tauris, ISBN 1-85043-533-2
22. ↑  Livy Ab Urbe Condita Libri 29.30
23. ↑  Abun-Nasr 1987, p.33
24. ↑  Abun-Nasr 1987, pp. 33–34
25. ↑  Ramirez-Faria, Carlos (2007). 《Concise Encyclopaedia of World History》. Atlantic Publishers & Dist. ISBN 978-81-269-0775-5. 2023년 8월 4일에 원본 문서에서 보존된 문서. 2015년 6월 20일에 확인함.
26. ↑  〈Almoravides〉. 《Universalis Encyclopedia》. 1999년 1월 19일. 2011년 7월 19일에 원본 문서에서 보존된 문서. 2011년 7월 25일에 확인함.
27. ↑  〈Marīnid dynasty〉. 《Encyclopædia Britannica》. 2015년 6월 2일에 원본 문서에서 보존된 문서. 2022년 6월 23일에 확인함.
28. ↑  〈The Maghrib under the Almoravids and the Almohads〉. 《Encyclopædia Britannica》. 2015년 3월 14일에 원본 문서에서 보존된 문서. 2011년 8월 1일에 확인함.
29. ↑  Hall, John G.; Chelsea Publishing House (2002). 《North Africa》. Infobase Publishing. ISBN 978-0-7910-5746-9.
30. 1 2  〈Morocco – History〉. 《Encyclopædia Britannica》. 2011년 7월 31일에 원본 문서에서 보존된 문서. 2011년 8월 1일에 확인함.
31. ↑  Kaba, Lansiné (1981), “Archers, musketeers, and mosquitoes: The Moroccan invasion of the Sudan and the Songhay resistance (1591–1612)”, 《Journal of African History》 22 (4): 457–475, doi:10.1017/S0021853700019861, JSTOR 181298, PMID 11632225, S2CID 41500711.
32. ↑  Rivet, Daniel (2012). 《Histoire du Maroc: de Moulay Idrîs à Mohammed VI》. Fayard.
33. ↑  "Morocco (Page 8 of 9)". Microsoft Encarta Online Encyclopedia 2009. 1 November 2009.
34. ↑  “Joint Statement by the United States of America and the Kingdom of Morocco”. 《whitehouse.gov》. 2013년 11월 22일. 2016년 11월 10일에 원본 문서에서 보존된 문서. 2021년 3월 1일에 확인함 – National Archives 경유.
35. ↑  USA (NA) International Business Publications (2004). 《Morocco Foreign Policy And Government Guide》. Int'l Business Publications. 114–쪽. ISBN 978-0-7397-6000-0.[깨진 링크]
36. ↑  Kozaryn, Linda D. “Cohen Renews U.S.-Morocco Ties”. 《U.S. Department of Defense》. 2010년 2월 28일에 원본 문서에서 보존된 문서. 2009년 3월 12일에 확인함.
37. ↑  Roberts, Priscilla H. and Richard S. Roberts, Thomas Barclay (1728–1793): Consul in France, Diplomat in Barbary, Lehigh University Press, 2008, pp. 206–223 ISBN 093422398X.
38. ↑  “Milestones of American Diplomacy, Interesting Historical Notes, and Department of State History”. 《U.S. Department of State》. 2019년 12월 10일에 원본 문서에서 보존된 문서. 2007년 12월 17일에 확인함.
39. 1 2 3  Marçais, Georges (1954). 《L'architecture musulmane d'Occident》. Paris: Arts et métiers graphiques.
40. ↑  Pennell, C. R. (2000). 《Morocco since 1830: A History》. New York: New York University Press. 40쪽. ISBN 978-0814766774.
41. ↑  〈Tangier(s)〉. 《Jewish Virtual Library》. 2013년 5월 1일에 원본 문서에서 보존된 문서. 2013년 12월 30일에 확인함.
42. ↑  Hirschberg, H. Z (1981). 《A history of the Jews in North Africa: From the Ottoman conquests to the present time / edited by Eliezer Bashan and Robert Attal》. BRILL. 318쪽. ISBN 978-90-04-06295-5. 2023년 1월 14일에 원본 문서에서 보존된 문서. 2015년 6월 20일에 확인함.
43. ↑  Furlong, Charles Wellington (1911). “The French Conquest Of Morocco: The Real Meaning Of The International Trouble”. 《The World's Work: A History of Our Time》 XXII: 14988–14999. 2023년 1월 14일에 원본 문서에서 보존된 문서. 2015년 6월 20일에 확인함.
44. ↑  Abdennebi, Zakia (2009년 1월 14일). “Morocco tackles painful role in Spain's past”. 《Reuters》. 2021년 8월 17일에 원본 문서에서 보존된 문서.
45. ↑  “Morocco: Date of the abolishment of slavery in Morocco; whether descendants of ex-slaves are singled out in any way; and fate of the Palace household and grounds staff when King Mohamed V was in exile”. MAR32476.E. Immigration and Refugee Board of Canada. 1999년 8월 13일. 2014년 2월 3일에 원본 문서에서 보존된 문서  – Refworld 경유.
46. ↑  Wyrtzen, Jonathan (2022). 《Worldmaking in the Long Great War: How Local and Colonial Struggles Shaped the Modern Middle East》. New York: Columbia University Press. 195쪽. ISBN 978-0-231-54657-7. OCLC 1336403490. 2024년 2월 16일에 원본 문서에서 보존된 문서. 2024년 1월 24일에 확인함.
47. ↑  Porch, Douglas; Spain's African Nightmare; MHQ: Quarterly Journal of Military History; (2006); 18#2; pp. 28–37.
48. ↑  Wyrtzen, Jonathan (2022). 《Worldmaking in the Long Great War: How Local and Colonial Struggles Shaped the Modern Middle East》. New York: Columbia University Press. 198쪽. ISBN 978-0-231-54657-7. OCLC 1336403490. 2024년 2월 16일에 원본 문서에서 보존된 문서. 2024년 1월 24일에 확인함.
49. 1 2  Stenner, David (2019). 《Globalizing Morocco: Transnational Activism and the Postcolonial State》. Stanford, California: Stanford University Press. 198쪽. ISBN 978-1-5036-0900-6. OCLC 1082294927. 2024년 2월 16일에 원본 문서에서 보존된 문서. 2024년 1월 24일에 확인함.
50. ↑  Babas, Latifa (2019년 7월 19일). “Mohammed Ben Arafa, Morocco's unpopular sultan and the story of his unmarked grave”. 《Yabiladi》. 2024년 6월 14일에 확인함.
51. ↑  “Quatre-vingt-seize Marocains poursuivis pour participation à la « tuerie d'Oujda », qui fit trente morts le 16 août 1953, passent en jugement”. 《Le Monde》 (프랑스어). 1954년 11월 30일. 2024년 6월 14일에 확인함.
52. ↑  "Morocco (Page 9 of 9)". Microsoft Encarta Online Encyclopedia 2009.
53. ↑  Farsoun, Karen; Paul, Jim (1976). “War in the Sahara: 1963”. 《MERIP Reports》 (45): 13–16. doi:10.2307/3011767. ISSN 0047-7265. JSTOR 3011767. 2022년 2월 4일에 원본 문서에서 보존된 문서. 2023년 8월 13일에 확인함.
54. ↑  “Spanish Return Ifni to Morocco”. 《The New York Times》 (영어). 1969년 1월 5일. 2023년 8월 13일에 원본 문서에서 보존된 문서. 2023년 8월 13일에 확인함.
55. ↑  “Morocco profile – Timeline”. 《BBC News》. 2012년 9월 19일. 2012년 12월 23일에 원본 문서에서 보존된 문서. 2013년 1월 9일에 확인함.
56. ↑  “Western Sahara Short Mission Brief” (PDF). 《sites.tufts.edu/》. 2023년 10월 3일에 원본 문서 (PDF)에서 보존된 문서. 2023년 9월 14일에 확인함.
57. ↑  “Yahoo! Groups”. 《groups.yahoo.com》. 2001년 4월 18일에 원본 문서에서 보존된 문서.
58. ↑  Walter, Christian; Ungern-Sternberg, Antje von; Abushov, Kavus, 편집. (2014). 《Self-Determination and Secession in International Law》. OUP Oxford. 258쪽. ISBN 9780191006913.
59. ↑  “Morocco: Royal Succession and Other Developments”. 《everycrsreport.com》. 2023년 10월 3일에 원본 문서에서 보존된 문서. 2023년 9월 15일에 확인함.
60. ↑  “Morocco's king pardons satirist”. 《BBC News》. 2004년 1월 7일. 2011년 5월 11일에 원본 문서에서 보존된 문서. 2011년 2월 22일에 확인함.
61. ↑  “Morocco will not relinquish territory, King says”. 2002년 3월 7일에 확인함.[깨진 링크]
62. ↑  “Chronology-Western Sahara -- a 50 year dispute”. 《Reuters》 (영어). 2007년 4월 11일. 2023년 10월 3일에 원본 문서에서 보존된 문서. 2023년 9월 15일에 확인함.
63. ↑  “Africa's oldest territorial dispute rumbles on”. 《Reuters》 (영어). 2007년 4월 16일. 2023년 10월 3일에 원본 문서에서 보존된 문서. 2023년 9월 15일에 확인함.
64. ↑  “Factbox-Some facts about Western Sahara dispute”. 《reliefweb.int》. 2010년 11월 7일. 2013년 9월 15일에 원본 문서에서 보존된 문서. 2023년 9월 14일에 확인함.
65. ↑  “Deadly clashes as Morocco breaks up Western Sahara camp”. 《BBC News》. 2010년 11월 8일. 2023년 10월 3일에 원본 문서에서 보존된 문서. 2023년 9월 14일에 확인함.
66. ↑  “Spain withdraws after island deal - July 20, 2002”. 《edition.cnn.com》. 2023년 10월 3일에 원본 문서에서 보존된 문서. 2023년 9월 15일에 확인함.
67. ↑  “Spain deports illegal enclave migrants”. 《Al Jazeera》 (영어). 2005년 10월 7일. 2023년 10월 3일에 원본 문서에서 보존된 문서.
68. ↑  “Spain PM visits troubled enclaves”. 2006년 1월 31일. 2023년 10월 3일에 원본 문서에서 보존된 문서. 2023년 9월 14일에 확인함.
69. ↑  “Morocco king condemns royal visit”. 2007년 11월 7일. 2023년 10월 3일에 원본 문서에서 보존된 문서. 2023년 9월 14일에 확인함.
70. ↑  “Why has Morocco's king survived the Arab Spring?”. 《BBC News》 (영국 영어). 2011년 11월 24일. 2014년 3월 6일에 원본 문서에서 보존된 문서. 2023년 8월 13일에 확인함.
71. ↑  “Maroc: Mohammed VI nomme Abdelilah Benkirane chef du gouvernement”. 《Jeune Afrique》 (프랑스어). 2011년 11월 29일. 2016년 1월 21일에 원본 문서에서 보존된 문서. 2023년 8월 13일에 확인함.
72. ↑  “Mass anti-government protest in Morocco”. 《Al Jazeera》 (영어). 2012년 5월 28일. 2023년 10월 3일에 원본 문서에서 보존된 문서.
73. ↑  bin Taher, Ahmed; Barakat, Mahmoud (2020년 12월 20일). “Morocco, Israel: 6 decades of secret ties, cooperation”. 《Anadolu Ajansı》. 2024년 2월 16일에 원본 문서에서 보존된 문서.
74. ↑  “Joint Declaration” (PDF). 《state.gov》. 2020년 12월 22일. 2024년 2월 16일에 원본 문서 (PDF)에서 보존된 문서.
75. ↑  Ahmed, Hamid Ould (2021년 8월 25일). “Algeria cuts diplomatic relations with Morocco”. 《Reuters》 (영어). 2023년 9월 7일에 원본 문서에서 보존된 문서. 2023년 9월 14일에 확인함.
76. ↑  “Timeline: The Deadly September 8 Earthquake in Morocco”. 《moroccoworldnews.com》. 2023년 9월 12일에 원본 문서에서 보존된 문서. 2023년 9월 12일에 확인함.
77. 1 2  French, D. (2013). 《Statehood and Self-Determination: Reconciling Tradition and Modernity in International Law》. Cambridge University Press. 259–260쪽. ISBN 978-1-107-02933-0. 2024년 6월 14일에 확인함.
78. ↑  “Morocco” (PDF). 《IAEA.org》. IAEA. 2024년 6월 14일에 확인함.
79. ↑  Aïtel, Fazia (2014). 《We are Imazigen : the development of Algerian Berber identity in twentieth-century literature and culture》. Gainesville, FL: University of Florida Press. ISBN 978-0-8130-4895-6. OCLC 895334326.
80. ↑  “Morocco country profile”. 《BBC News》. 2023년 11월 26일. 2022년 1월 27일에 원본 문서에서 보존된 문서. 2023년 11월 26일에 확인함.
81. ↑  “Morocco wants normal ties with Algeria, king says”. 《Reuters》 (영어). 2023년 7월 29일. 2024년 1월 3일에 확인함.
82. ↑   Meakin, James; Meakin, Kate (1911). 〈Morocco〉.   Chisholm, Hugh. 《브리태니커 백과사전》 18 11판. 케임브리지 대학교 출판부. 852쪽.
83. ↑  “Population Légale des Régions, Provinces, Préfectures, Municipalités, Arrondissements et Communes du Royaume D'Après Les Résultats du RGPH 2014” (아랍어, 프랑스어). High Commission for Planning, Morocco. 2015년 4월 8일. 2017년 10월 10일에 원본 문서에서 보존된 문서. 2017년 9월 29일에 확인함.
84. 1 2  “English country names and code elements”. International Organization for Standardization. 2008년 5월 15일. 2011년 7월 21일에 원본 문서에서 보존된 문서. 2008년 5월 24일에 확인함.
85. ↑  “Morocco - Summary”. 《ClimateChangeKnowledgePortal.WorldBankGroup.org》. The World Bank Group. 2024년 6월 14일에 확인함.
86. 1 2  “Climate Change Risk Profile Morocco” (PDF). 《USAID.gov》. United States Agency for International Development. 2023년 12월 31일에 원본 문서 (PDF)에서 보존된 문서. 2024년 6월 14일에 확인함.
87. ↑  Gaussen, H. (1964). Genre Cedrus. Les Formes Actuelles. Trav. Lab. For. Toulouse T2 V1 11: 295-320
88. 1 2 3 4  Ahmed Derdouri (2023). “Spatiotemporal Thermal Variations in Moroccan Cities: A Comparative Analysis”. 《Sensors》 23 (13): 6229. Bibcode:2023Senso..23.6229D. doi:10.3390/s23136229. PMC 10346751 |pmc= 값 확인 필요 (도움말). PMID 37448080.
89. ↑  “Climate Change Risk Profile Morocco” (PDF). World Bank Group. 2024년 6월 14일에 확인함.
90. ↑  W. Hammoudy; R. Ilmen; M. Sinan (2022). “Impact of climate change on extremes events in Morocco”. 《IOP Conf. Ser.: Earth Environ. Sci》 1090 (1): 012034. Bibcode:2022E&ES.1090a2034H. doi:10.1088/1755-1315/1090/1/012034.
91. 1 2 3  Golvin, Lucien (1989). “Architecture berbère”. 《Encyclopédie Berbère》 (프랑스어) (6): 865–877. doi:10.4000/encyclopedieberbere.2582. 2022년 12월 13일에 확인함.
92. ↑  Myers, Norman; Mittermeier, Russell A.; Mittermeier, Cristina G.; da Fonseca, Gustavo A. B.; Kent, Jennifer (2000). “Biodiversity hotspots for conservation priorities”. 《Nature》 403 (6772): 853–858. Bibcode:2000Natur.403..853M. doi:10.1038/35002501. PMID 10706275. S2CID 4414279.
93. ↑  “Profile on Morocco”. African Conservation Foundation. 2004년 3월 2일에 원본 문서에서 보존된 문서. 2007년 5월 10일에 확인함.
94. ↑  Bergier, P.; Thévenot, M. (2006). “Liste des oiseaux du Maroc” (PDF). 《Go-South Bull》 3: 51–83. 2012년 1월 18일에 원본 문서 (PDF)에서 보존된 문서.
95. ↑  Nowell K, Jackson P, 편집. (1996). 〈Panthera Leo〉 (PDF). 《Wild Cats: Status Survey and Conservation Action Plan》. Gland, Switzerland: IUCN/SSC Cat Specialist Group. 17–21쪽. ISBN 978-2-8317-0045-8. 2007년 8월 7일에 원본 문서 (PDF)에서 보존된 문서. 2011년 3월 20일에 확인함.
96. ↑  "Crocodiles in the Sahara Desert: An Update of Distribution, Habitats and Population Status for Conservation Planning in Mauritania 보관됨 10 8월 2018 - 웨이백 머신". PLOS ONE. 25 February 2011.
97. ↑  Nijman, Vincent; Bergin, Daniel; Lavieren, Els van (2015년 7월 1일). “Barbary macaques exploited as photo-props in Marrakesh's punishment square”. 《ResearchGate》. Jul–Sep. 2018년 10월 31일에 원본 문서에서 보존된 문서. 2017년 1월 11일에 확인함.
98. ↑  Bergin, Daniel; Nijman, Vincent (2015년 12월 21일). “Potential benefits of impending Moroccan wildlife trade laws, a case study in carnivore skins”. 《Biodiversity and Conservation》 25 (1): 199–201. doi:10.1007/s10531-015-1042-1. S2CID 34533018. 2020년 1월 7일에 원본 문서에서 보존된 문서. 2017년 1월 11일에 확인함.
99. ↑  Bergin, Daniel; Nijman, Vincent (2014년 11월 1일). “Open, Unregulated Trade in Wildlife in Morocco's Markets”. 《ResearchGate》 26 (2). 2018년 10월 31일에 원본 문서에서 보존된 문서. 2017년 1월 11일에 확인함.
100. ↑  Nijman, Vincent; Bergin, Daniel; Lavieren, Els van (2016년 9월 1일). “Conservation in an ever-globalizing world: wildlife trade in, from, and through Morocco, a gateway to Europe”. 《ResearchGate》. 2021년 9월 5일에 원본 문서에서 보존된 문서. 2017년 1월 11일에 확인함.
101. ↑  Dinerstein, Eric;  외. (2017). “An Ecoregion-Based Approach to Protecting Half the Terrestrial Realm”. 《BioScience》 67 (6): 534–545. doi:10.1093/biosci/bix014. ISSN 0006-3568. PMC 5451287. PMID 28608869.
102. ↑  Grantham, H. S.;  외. (2020). “Anthropogenic modification of forests means only 40% of remaining forests have high ecosystem integrity – Supplementary Material”. 《Nature Communications》 11 (1): 5978. Bibcode:2020NatCo..11.5978G. doi:10.1038/s41467-020-19493-3. ISSN 2041-1723. PMC 7723057. PMID 33293507.
103. ↑  “Democracy Index 2022: Frontline democracy and the battle for Ukraine” (PDF). 《Economist Intelligence Unit》 (영국 영어). 2023. 2023년 3월 30일에 원본 문서 (PDF)에서 보존된 문서. 2023년 7월 2일에 확인함.
104. ↑  “Morocco / Western Sahara”. 《rsf.org》 (영어). 2023년 5월 19일. 2023년 7월 2일에 원본 문서에서 보존된 문서. 2023년 7월 2일에 확인함.
105. ↑  Schemm, Paul (17 June 2011) King declares Morocco a constitutional monarchy. Associated Press.
106. ↑  Moroccan king in referendum win 보관됨 24 10월 2012 - 웨이백 머신. The Irish Times. 2 July 2011.
107. ↑  “Morocco - House of Councillors”. 2024년 6월 1일에 확인함.
108. ↑  Amraoui, Ahmed El. “Morocco election: Everything you need to know”. 《Al Jazeera》 (영어). 2023년 12월 10일에 원본 문서에서 보존된 문서. 2024년 6월 1일에 확인함.
109. ↑  “Morocco”. 《US Department of State》. 2008년 3월 11일. 2023년 12월 6일에 원본 문서에서 보존된 문서. 2024년 6월 1일에 확인함.
110. ↑  “Morocco: Government”. 《globaledge.msu.edu》 (미국 영어). 2023년 6월 5일에 원본 문서에서 보존된 문서. 2024년 6월 1일에 확인함.
111. ↑  “2021 Elections: High Turnout in Southern Provinces, Tangible Proof of Attachment to Morocco - Mauritanian Political Parties | MapNews”. 《www.mapnews.ma》. 2024년 6월 1일에 원본 문서에서 보존된 문서. 2024년 6월 1일에 확인함.
112. ↑  “Morocco elections: Islamists suffer losses as liberal parties gain ground”. 《The Guardian》 (영국 영어). 2021년 9월 9일. ISSN 0261-3077. 2024년 6월 1일에 확인함.
113. ↑  “Décret fixant le nom des régions” (PDF). 《Portail National des Collectivités Territoriales》 (프랑스어). 2015년 5월 18일에 원본 문서 (PDF)에서 보존된 문서. 2015년 7월 11일에 확인함.
114. ↑  “Morocco Prefectures”. 《www.statoids.com》. 2017년 5월 16일에 원본 문서에서 보존된 문서. 2006년 11월 4일에 확인함.
115. ↑  “Encyclopedia of the Nations: Morocco Foreign Policy”. 2010년 2월 5일에 원본 문서에서 보존된 문서. 2009년 10월 23일에 확인함.
116. ↑  “GCC Countries Invest Heavily in Morocco”. 2018년 8월 7일에 원본 문서에서 보존된 문서. 2009년 10월 23일에 확인함.
117. ↑  “Morocco rejoins African Union”. Worldbulletin. 2017년 1월 30일. 2018년 7월 20일에 원본 문서에서 보존된 문서. 2017년 1월 31일에 확인함.
118. ↑  “Morocco to rejoin African Union despite Western Sahara dispute”. 《BBC News》 (bbc.com). 2017년 1월 30일. 2020년 4월 15일에 원본 문서에서 보존된 문서. 2017년 1월 31일에 확인함.
119. ↑  “Algeria cuts diplomatic ties with Morocco over 'hostile actions'”. 《Al-Jazeera》. 2021년 8월 24일. 2023년 4월 4일에 원본 문서에서 보존된 문서. 2021년 8월 29일에 확인함.
120. ↑  Tremlett, Giles (2002년 7월 13일). “Moroccans seize Parsley Island and leave a bitter taste in Spanish mouths”. 《The Guardian》 (영국 영어). ISSN 0261-3077. 2019년 4월 16일에 원본 문서에서 보존된 문서. 2024년 4월 3일에 확인함.
121. ↑  “US rewards Morocco for terror aid”. 《BBC News》 (영국 영어). 2004년 6월 4일. 2020년 11월 29일에 원본 문서에서 보존된 문서. 2021년 11월 7일에 확인함.
122. ↑  “Morocco - European Commission”. 《neighbourhood-enlargement.ec.europa.eu》 (영어). 2024년 2월 1일. 2024년 4월 3일에 원본 문서에서 보존된 문서. 2024년 4월 3일에 확인함.
123. ↑  “Paragraph 37”. 《Report of the Secretary-General on the situation concerning Western Sahara (S/2006/249)》. United Nations Security Council. 10쪽. 2017년 10월 18일에 원본 문서에서 보존된 문서. 2017년 6월 29일에 확인함.
124. ↑  Majid, Jacob.  "Biden reportedly won't reverse Trump recognition of Western Sahara as Morocco's 보관됨 16 10월 2021 - 웨이백 머신", The Times of Israel (1 May 2021).
125. ↑  Fabiani, Riccardo (2023년 8월 3일). “The Western Sahara conflict: A fragile path to negotiations”. 《AtlanticCouncil.org》. Atlantic Council. 2024년 6월 14일에 확인함.
126. ↑  “Report of the Secretary-General on the situation concerning Western Sahara”. 《UN Security Council》. 2007년 4월 13일. 2010년 2월 28일에 원본 문서에서 보존된 문서. 2007년 5월 18일에 확인함.
127. ↑  Migdalovitz, Carol (3 February 2010). Morocco: Current Issues 보관됨 25 1월 2012 - 웨이백 머신, Congressional Research Service.
128. ↑  ICTJ Activity in Morocco – International Center for Transitional Justice (ICTJ) 보관됨 28 9월 2007 - 웨이백 머신
129. ↑  “Morocco's Truth Commission: Honoring Past Victims during an Uncertain Present: V. Constraints on the ERC”. 《hrw.org》. 2020년 10월 31일에 원본 문서에서 보존된 문서. 2017년 6월 3일에 확인함.
130. ↑  〈Morocco and Western Sahara: Events of 2015〉. 《Morocco and Western Sahara》. 2016년 1월 12일. 2017년 5월 29일에 원본 문서에서 보존된 문서. 2017년 6월 3일에 확인함.
131. ↑  “afrol News – Western Sahara activists released, re-arrested in riots”. 《www.afrol.com》. 2017년 7월 27일에 원본 문서에서 보존된 문서. 2017년 6월 3일에 확인함.
132. ↑  “Morocco/Western Sahara: Sahrawi human rights defender on trial”. 《Amnesty International》. 2006년 4월 22일에 원본 문서에서 보존된 문서.
133. ↑  United Nations High Commissioner for Refugees (2007년 3월 5일). “Refworld | Morocco: The treatment of homosexuals, including protection offered by the state and the attitude of the population”. UNHCR. 2017년 10월 10일에 원본 문서에서 보존된 문서. 2017년 6월 3일에 확인함.
134. ↑  “Laws on Homosexuality in African Nations”. 《Library of Congress》. 2015. 2017년 6월 19일에 원본 문서에서 보존된 문서. 2017년 6월 3일에 확인함.
135. ↑  Saeed, A.; Saeed, H. (2004). 《Freedom of Religion, Apostasy and Islam》. Ashgate. 19쪽. ISBN 9780754630838.
136. ↑  “Une famille française arrêtée pour prosélytisme à Marrakech”. 《bladi.net》 (프랑스어). 2015년 7월 4일. 2017년 10월 10일에 원본 문서에서 보존된 문서. 2017년 6월 3일에 확인함.
137. ↑  “Morocco criminalises violence against women and sexual harassment”. 《Al Jazeera》. 2018년 9월 13일에 원본 문서에서 보존된 문서. 2018년 9월 14일에 확인함.
138. ↑  “Moroccan man jailed for five years for criticising king in Facebook posts”. 《Guardian》. Agence France-Presse. 2023년 8월 3일. 2023년 8월 4일에 확인함.
139. ↑  Leonard, Thomas M. (2006). 《Encyclopedia of the Developing World》. Taylor & Francis. 1085쪽. ISBN 978-0-415-97663-3.
140. ↑  Morocco major economic player in Africa, researcher 보관됨 4 3월 2016 - 웨이백 머신. Moroccobusinessnews.com (16 December 2009). Retrieved 17 April 2015.
141. ↑  “Democracy Index 2020”. 《Economist Intelligence Unit》 (영국 영어). 2021년 3월 3일에 원본 문서에서 보존된 문서. 2022년 5월 17일에 확인함.
142. ↑  “IMF Gives Morocco Positive Review. nuqudy.com (2012-02-09).”. 2017년 6월 30일에 원본 문서에서 보존된 문서. 2012년 2월 12일에 확인함.
143. ↑  “식량농업기구 통계”. 2016년 1월 15일에 원본 문서에서 보존된 문서. 2022년 1월 20일에 확인함.
144. 1 2  《글로벌 세계 대백과사전》〈모로코의 산업〉
145. ↑  “Morocco sets the goal of attracting 20 million tourists by 2020”. 《India's leading B2B travel news website》. 2014년 7월 27일에 원본 문서에서 보존된 문서. 2014년 7월 26일에 확인함.
146. ↑  “Dashboards”. 《Kingdom of Morocco, Ministry of Tourism》. 2020년 3월 29일에 원본 문서에서 보존된 문서. 2020년 4월 19일에 확인함.
147. 1 2  Hudman, Lloyd E. (2002). 《Geography of Travel & Tourism》. Thomson Delmar Learning. 367쪽. ISBN 0-7668-3256-2.
148. ↑  《The Middle East and North Africa 2003》. Europa Publications, Routledge. 2002. 863쪽. ISBN 978-1-85743-132-2.
149. ↑  “Home”. 《Morocco berber trips》 (미국 영어). 2020년 8월 11일에 원본 문서에서 보존된 문서. 2020년 8월 5일에 확인함.
150. ↑  “Yves Saint Laurent's Ashes Scattered In Marrakesh”. 《The New York Times》. 2008년 6월 11일. 2008년 6월 14일에 확인함.[깨진 링크]
151. ↑  Shackley, Myra (2006). 《Atlas of Travel And Tourism Development》. Butterworth-Heinemann. 43–44쪽. ISBN 978-0-7506-6348-9.
152. ↑  “A1 - Total and agricultural population (including forestry and fisheries)”. 《FAO Statistical Year Book 2009》 (영어). 2010년 5월 19일에 확인함.
153. ↑  주 모로코 대한민국 대사관 (2006년 7월 4일). “모로코 경제 개황”. 2011년 5월 10일에 원본 문서에서 보존된 문서. 2010년 5월 21일에 확인함.
154. ↑  “Morocco | Infoplease”.
155. ↑  “Climate Risk Profile: Morocco”. 《Climatelinks》 (영어). 2016년 12월 9일. 2020년 10월 19일에 원본 문서에서 보존된 문서. 2020년 5월 14일에 확인함.
156. ↑  Rayne, Louise; Brandolini, Filippo; Makovics, Jen Lavris; Hayes-Rich, Emily; Levy, Jackson; Irvine, Hope; Assi, Lima; Bokbot, Youssef (2023년 11월 8일). “Detecting desertification in the ancient oases of southern Morocco”. 《Scientific Reports》 (영어) 13 (1): 19424. doi:10.1038/s41598-023-46319-1. ISSN 2045-2322. PMC 10632388 |pmc= 값 확인 필요 (도움말). PMID 37940666.
157. ↑  《글로벌 세계 대백과사전》〈모로코의 교통·도시〉
158. ↑  “Economy Profiles”.
159. ↑  “Morocco - Infrastructure | export.gov”. 《www.export.gov》. 2019년 12월 13일에 원본 문서에서 보존된 문서. 2019년 11월 24일에 확인함.
160. ↑  “Tanger Med Port Authority – Containers Activity”. 2021년 9월 2일에 원본 문서에서 보존된 문서. 2021년 9월 2일에 확인함.
161. ↑  See the Oxford English Dictionary, 2nd edition, 1989.
162. ↑  “Morocco – electricity production from coal sources”. 2011년 8월 8일에 원본 문서에서 보존된 문서. 2011년 5월 18일에 확인함.
163. 1 2  “Natural Gas to Fuel Morocco. Nuqudy.com (2012-04-12)”. 2017년 6월 30일에 원본 문서에서 보존된 문서. 2012년 4월 15일에 확인함.
164. ↑  “Ain Beni Mathar, Morocco Solar Thermal Power Station Project”. 2011년 4월 6일에 원본 문서에서 보존된 문서. 2011년 5월 18일에 확인함.
165. ↑  Sschemm, Paul (2012년 6월 6일). “Solar-powered plane lands in Morocco”. Associated Press. 2017년 4월 21일에 원본 문서에서 보존된 문서. 2017년 1월 17일에 확인함.
166. ↑  “Historique de la culture de cannabis au Maroc d'après l'UNODC”. Laniel.free.fr. 2011년 8월 9일에 원본 문서에서 보존된 문서. 2013년 1월 9일에 확인함.
167. ↑  Nations Unies. Office pour le contrôle des drogues et la prévention du crime (2004). 《Rapport mondial sur les drogues》. United Nations Publications. ISBN 978-92-1-248122-7.[깨진 링크]
168. ↑  “Mildt – Mission interministérielle de lutte contre la drogue et la toxicomanie”. Interieur.gouv.fr. 2006년 10월 1일. 2009년 2월 9일에 원본 문서에서 보존된 문서. 2012년 12월 20일에 확인함.
169. ↑  “Central Intelligence Agency”. Cia.gov. 2010년 12월 29일에 원본 문서에서 보존된 문서. 2012년 12월 20일에 확인함.
170. ↑  “National Sanitation Programme | European Investment Bank”. 《www.eib.org》. 2022년 3월 20일에 원본 문서에서 보존된 문서. 2024년 4월 4일에 확인함.
171. ↑  SciDev.Net (2009년 6월 9일). “Morocco to boost investment in science”. 2012년 3월 1일에 원본 문서에서 보존된 문서. 2017년 6월 13일에 확인함.
172. ↑  WIPO (2023년 10월 30일). 《Global Innovation Index 2023, 15th Edition》 (영어). World Intellectual Property Organization. doi:10.34667/tind.46596. ISBN 9789280534320. 2023년 10월 22일에 원본 문서에서 보존된 문서. 2023년 10월 29일에 확인함.
173. ↑  “Global Innovation Index”. 《INSEAD Knowledge》 (영어). 2013년 10월 28일. 2021년 9월 2일에 원본 문서에서 보존된 문서. 2021년 9월 2일에 확인함.
174. 1 2 3 4 5  Zou'bi, Moneef; Mohamed-Nour, Samia; El-Kharraz, Jauad; Hassan, Nazar (2015). 《Arab States. In: UNESCO Science Report: towards 2030》 (PDF). Paris: UNESCO. 431–469쪽. ISBN 978-92-3-100129-1. 2017년 6월 30일에 원본 문서 (PDF)에서 보존된 문서. 2017년 6월 13일에 확인함.
175. ↑  Agénor, P.R.; El-Aynaoui, K. (2015). 《Morocco: Growth Strategy for 2025 in an Evolving International Environment》. Rabat: Policy Centre of the Office chérifien des phosphates.
176. ↑  《Developing Scientific Research and Innovation to Win the Battle of Competitiveness: an Inventory and Key Recommendations.》. Rabat: Hassan II Academy of Science and Technology. 2012.
177. ↑  “Population du Maroc par année civile (en milliers et au milieu de l'année) par milieu de résidence : 1960 – 2050”. Haut-Commissariat au Plan du Royaume du Maroc. 2012년 12월 27일에 원본 문서에서 보존된 문서. 2013년 1월 30일에 확인함.
178. ↑  “World Population Prospects 2022”. 《population.un.org》. United Nations Department of Economic and Social Affairs, Population Division. 2022년 7월 17일에 확인함.
179. ↑  “World Population Prospects 2022: Demographic indicators by region, subregion and country, annually for 1950-2100” (XSLX). 《population.un.org》 ("Total Population, as of 1 July (thousands)"). United Nations Department of Economic and Social Affairs, Population Division. 2022년 7월 17일에 확인함.
180. ↑  “Morocco - Climate | Britannica”. 《www.britannica.com》 (영어). 2022년 12월 18일에 원본 문서에서 보존된 문서. 2022년 12월 20일에 확인함.
181. 1 2 3  Gaudio, Attilio (1982). 《Fès: Joyau de la civilisation islamique》. Paris: Les Presse de l'UNESCO: Nouvelles Éditions Latines. ISBN 2723301591.
182. ↑  “Berber people”. 2017년 8월 1일에 원본 문서에서 보존된 문서. 2017년 8월 30일에 확인함.; 14 million estimate or ~41% of CIA's estimated national population of 33,986,655 inhabitants
183. ↑  “Haratin (social class)”. Britannica Online Encyclopedia. 2014년 8월 13일에 원본 문서에서 보존된 문서. 2022년 6월 23일에 확인함.
184. ↑  OECD (2017). 《Talent Abroad: A Review of Moroccan Emigrants》. OECD Publishing. 167쪽. ISBN 978-9264264281. 2017년 10월 10일에 원본 문서에서 보존된 문서. 2017년 8월 31일에 확인함.
185. ↑  De Azevedo, Raimondo Cagiano (1994) Migration and development co-operation. 보관됨 1 11월 2022 - 웨이백 머신. Council of Europe. p. 25. ISBN 92-871-2611-9.
186. ↑  Spain: Forging an Immigration Policy 보관됨 21 1월 2014 - 웨이백 머신, Migration Information Source
187. ↑  OFFICE OF INTERNATIONAL RELIGIOUS FREEDOM (2022). “2022 Report on International Religious Freedom: Morocco”. United States Department of State. 2024년 2월 22일에 원본 문서에서 보존된 문서. 2024년 3월 31일에 확인함.
188. ↑  〈Población extranjera por sexo, país de nacionalidad y edad (hasta 85 y más).〉. 《Avance del Padrón a 1 de enero de 2009. Datos provisionales》. Spain: Instituto Nacional de Estadística. 2009. 2019년 7월 10일에 원본 문서에서 보존된 문서. 2009년 6월 13일에 확인함.
189. ↑  “Morocco: From Emigration Country to Africa's Migration Passage to Europe”. Migrationinformation.org. October 2005. 2014년 2월 10일에 원본 문서에서 보존된 문서. 2011년 8월 1일에 확인함.
190. ↑  “Table 2.8 – Jews, by country of origin and age” (PDF). Israel Central Bureau of Statistics. 2015. 2021년 10월 13일에 원본 문서 (PDF)에서 보존된 문서. 2021년 4월 22일에 확인함.
191. ↑  “Religious Composition by Country” (PDF). 《Global Religious Landscape》. Pew Forum.  9 March 2013에 원본 문서 (PDF)에서 보존된 문서.  9 July 2013에 확인함.
192. ↑  “Morocco”. 《The World Factbook》. Central Intelligence Agency. 2022년 9월 12일. 2022년 12월 2일에 원본 문서에서 보존된 문서. 2022년 9월 18일에 확인함.
193. ↑  “Survey Shows Faith in Decline in Morocco, in the Arab World”. 《Arab Barometer》. 2020년 8월 25일에 원본 문서에서 보존된 문서. 2020년 8월 9일에 확인함.
194. ↑  “Data Analysis Tool – Arab Barometer” (미국 영어). 2023년 8월 21일에 원본 문서에서 보존된 문서. 2022년 11월 11일에 확인함.
195. ↑  “Losing Our Religion? Two Thirds of People Still Claim to Be Religious”. 《Gallup International》 (미국 영어). 2015년 6월 8일. 2022년 4월 11일에 원본 문서에서 보존된 문서. 2022년 11월 11일에 확인함.
196. ↑  F. Nyrop, Richard (1972). 《Area Handbook for Morocc》. University of Illinois Urbana-Champaign. 97쪽. ISBN 9780810884939.
197. ↑  United Nations High Commissioner for Refugees. “Refworld – Morocco: General situation of Muslims who converted to Christianity, and specifically those who converted to Catholicism; their treatment by Islamists and the authorities, including state protection (2008–2011)”. 《Refworld》. 2019년 3월 1일에 원본 문서에서 보존된 문서. 2015년 8월 27일에 확인함.
198. ↑  “Christian Converts in Morocco Fear Fatwa Calling for Their Execution”. 《Christianity Today》. Morning Star News. 2013년 6월 9일에 원본 문서에서 보존된 문서.
199. ↑  “'House-Churches' and Silent Masses —The Converted Christians of Morocco Are Praying in Secret – VICE News”. 2015년 3월 23일. 2018년 7월 7일에 원본 문서에서 보존된 문서. 2016년 6월 26일에 확인함.
200. ↑  “Christians want marriages recognized in Morocco”. reuters. 2018년 6월 8일. 2018년 8월 4일에 원본 문서에서 보존된 문서. 2020년 6월 13일에 확인함.
201. ↑  “Pope Francis' Visit to Morocco Raises Hopes for Its Christians”. 《The New York Times》. 2019년 3월 29일. 2019년 10월 1일에 원본 문서에서 보존된 문서. 2020년 6월 13일에 확인함.
202. ↑  Carnes, Nat (2012). 《Al-Maghred, the Barbary Lion: A Look at Islam》. University of Cambridge Press. 253쪽. ISBN 9781475903423. . In all an estimated 40,000 Moroccans have converted to Christianity
203. ↑  “Morocco's 'hidden' Christians to push for religious freedom”. AfricanNews. 2017년 1월 30일. 2021년 7월 16일에 원본 문서에서 보존된 문서. 2022년 10월 27일에 확인함. There are no official statistics, but leaders say there are about 50,000 Moroccan Christians, most of them from the Protestant Evangelical tradition.
204. ↑  Sergio DellaPergola, World Jewish population 보관됨 3 12월 2013 - 웨이백 머신, 2012, p. 62.
205. ↑  “The Jews of Morocco”. The Museum of the Jewish People at Beit Hatfutsot. 2020년 8월 10일에 원본 문서에서 보존된 문서. 2022년 10월 27일에 확인함.
206. 1 2  “International Religious Freedom Report for 2011 – Morocco”. Bureau of Democracy, Human Rights, and Labor. 2017년 3월 25일에 원본 문서에서 보존된 문서. 2019년 5월 21일에 확인함.
207. ↑  《Constitution of the Kingdom of Morocco》 (영어). 번역 Ruchti, Jefri J. Getzville: William S. Hein & Co., Inc. 2012. 2022년 10월 6일에 원본 문서에서 보존된 문서. 2022년 10월 6일에 확인함. First published in the Official Bulletin on July 30, 2011
208. ↑  Government of Morocco. “BO_5964-Bis_Ar.pdf” (PDF). 2012년 3월 16일에 원본 문서 (PDF)에서 보존된 문서.
209. 1 2 3  Site institutionnel du Haut-Commissariat au Plan du Royaume du Maroc 보관됨 29 9월 2011 - 웨이백 머신. Hcp.ma. Retrieved 23 July 2011.
210. ↑  "Berber" Microsoft Encarta Online Encyclopedia 2006. 1 November 2009.
211. ↑  Deroche, Frédéric (2008). 《Les peuples autochtones et leur relation originale à la terre: un questionnement pour l'ordre mondial》. L'Harmattan. 14쪽. ISBN 978-2-296-05585-8.
212. ↑  “Le dénombrement des francophones” (PDF). Organisation internationale de la Francophonie. 2013년 10월 12일에 원본 문서 (PDF)에서 보존된 문서. 2013년 1월 9일에 확인함.
213. ↑  “Spanish”. Ethnologue. 2017년 11월 23일에 원본 문서에서 보존된 문서. 2018년 1월 28일에 확인함.
214. ↑  "Enseñanza y uso de la lengua española en el Sáhara Occidental" 보관됨 24 9월 2015 - 웨이백 머신, in Analysis of the Real Instituto Elcano nº 116
215. ↑  Saga, Ahlam Ben. Instituto Cervantes: 1.7 Million Moroccans Speak Spanish 보관됨 15 4월 2021 - 웨이백 머신, Morocco World News, 29 Nov 2018. Retrieved 11 Apr 2022.
216. 1 2  Rouchdy, Aleya (2002). 《Language Contact and Language Conflict in Arabic: Variations on a Sociolinguistic Theme》. Psychology Press. 71쪽. ISBN 978-0-7007-1379-0.
217. ↑  Baisse du taux d'analphabétisme au Maroc à 28% 보관됨 1 8월 2014 - 웨이백 머신. Lavieeco.com (6 September 2013). Retrieved 17 April 2015.
218. ↑  “2006 UNESCO Literacy Prize winners announced”. UNESCO. 2019년 12월 12일에 원본 문서에서 보존된 문서. 2006년 9월 27일에 확인함.
219. ↑  “CCIS Ifrane Morocco Summer Study Abroad Program”. Ccisabroad.org. 2010년 4월 1일. 2009년 2월 26일에 원본 문서에서 보존된 문서. 2010년 6월 2일에 확인함.
220. ↑  Meri, Josef W. (ed.): Medieval Islamic Civilization: An Encyclopedia, Vol. 1, A–K, Routledge, 2006, ISBN 978-0-415-96691-7, p. 257 (entry "Fez")
221. ↑  〈Qarawiyin〉. 《Encyclopædia Britannica》. 2011년 11월 29일에 원본 문서에서 보존된 문서. 2011년 12월 8일에 확인함.
222. ↑  The Guinness Book Of Records, 1998, p. 242, ISBN 0-553-57895-2.
223. ↑  “Classement meilleurs école d'études supérieures au Maroc”. 《Etudes superieures au Maroc》 (미국 영어). 2019년 12월 23일. 2023년 1월 17일에 원본 문서에서 보존된 문서. 2023년 1월 17일에 확인함.
224. 1 2  Ruger JP, Kress D (July 2007). “Health financing and insurance reform in Morocco”. 《Health Affairs》 26 (4): 1009–16. doi:10.1377/hlthaff.26.4.1009. PMC 2898512. PMID 17630444.
225. 1 2  “Mortality rate, infant (per 1,000 live births)”. 《data.worldbank.org》. 2018년 12월 17일에 원본 문서에서 보존된 문서. 2018년 12월 10일에 확인함.
226. 1 2  “Maternal mortality ratio (modeled estimate, per 100,000 live births)”. 《data.worldbank.org》. 2018년 12월 17일에 원본 문서에서 보존된 문서. 2018년 12월 10일에 확인함.
227. 1 2 3  “WHO | Morocco takes a stride forward for mothers and children”. 《WHO》. 2014년 3월 2일에 원본 문서에서 보존된 문서. 2018년 12월 17일에 확인함.
228. ↑  “Current health expenditure (% of GDP) | Data”. 《data.worldbank.org》 (미국 영어). 2022년 2월 1일에 원본 문서에서 보존된 문서. 2018년 10월 2일에 확인함.
229. ↑  “Current health expenditure per capita, PPP (current international $) | Data”. 《data.worldbank.org》 (미국 영어). 2021년 6월 12일에 원본 문서에서 보존된 문서. 2018년 10월 2일에 확인함.
230. ↑  “World Health Organization”. 2022년 2월 5일에 원본 문서에서 보존된 문서. 2018년 9월 29일에 확인함.
231. 1 2  “Morocco | The Global Youth Wellbeing Index”. 《www.youthindex.org》 (영어). 2018년 9월 5일에 원본 문서에서 보존된 문서. 2018년 10월 2일에 확인함.
232. ↑  e.g. Khalid Amine and Marvin Carlson, The Theatres of Morocco, Algeria and Tunisia: Performance Traditions of the Maghreb (Dordrecht NL: Springer, 2011), 124–28. ISBN 0230358519
233. ↑  “Royal Letter of His Majesty King Mohammed VI of Morocco”. 《whc.unesco.org》. 2023년 6월 17일에 원본 문서에서 보존된 문서. 2023년 10월 24일에 확인함.
234. ↑  “Morocco town's Hollywood connection”. 《Al Jazeera》. 2017년 10월 28일에 원본 문서에서 보존된 문서. 2017년 10월 27일에 확인함.
235. ↑  “Return to Morocco”. 《Al Jazeera》. 2017년 9월 24일에 원본 문서에서 보존된 문서. 2017년 10월 27일에 확인함.
236. ↑  “Boujloud: Morocco's unique Halloween”. 《Al Jazeera》. 2017년 10월 28일에 원본 문서에서 보존된 문서. 2017년 10월 27일에 확인함.
237. 1 2  Parker, Richard (1981). 《A practical guide to Islamic Monuments in Morocco》. Charlottesville, VA: The Baraka Press.
238. ↑  Touri, Abdelaziz; Benaboud, Mhammad; Boujibar El-Khatib, Naïma; Lakhdar, Kamal; Mezzine, Mohamed (2010). 《Le Maroc andalou : à la découverte d'un art de vivre》 2판. Ministère des Affaires Culturelles du Royaume du Maroc & Museum With No Frontiers. ISBN 978-3902782311.
239. ↑  Barrucand, Marianne; Bednorz, Achim (1992). 《Moorish architecture in Andalusia》. Taschen. ISBN 3822876348.
240. 1 2  Bennison, Amira K. (2016). 〈'The most wondrous artifice': The Art and Architecture of the Berber Empires〉. 《The Almoravid and Almohad Empires》. Edinburgh University Press. 276–328쪽. ISBN 9780748646821.
241. ↑  “Ksar of Ait-Ben-Haddou”. 《UNESCO World Heritage Centre》 (영어). 2020년 4월 16일에 확인함.
242. ↑  Becker, Cynthia (2010). 〈Deconstructing the History of Berber Arts: Tribalism, Matriarchy, and a Primitive Neolithic Past〉.   Hoffman, Katherine E.; Miller, Susan Gilson. 《Berbers and Others: Beyond Tribe and Nation in the Maghrib》 (영어). Indiana University Press. 200쪽. ISBN 978-0-253-35480-8.
243. ↑  Teebi, Ahmad S.; Farag, Talaat I. (1997). 《Genetic Disorders Among Arab Populations》 (영어). Oxford University Press. ISBN 978-0-19-509305-6. Majority Arabs, 35% Berbers
244. ↑  M. Bloom, Jonathan; S. Blair, Sheila, 편집. (2009). 〈Morocco, Kingdom of〉. 《The Grove Encyclopedia of Islamic Art and Architecture》 (영어). Oxford University Press. ISBN 9780195309911.
245. ↑  “Hassan II Mosque”. 《Archnet》. 2020년 6월 9일에 확인함.
246. ↑  “Desert Blooms: The Contemporary Architecture of Morocco - Architizer Journal”. 《Journal》 (영어). 2019년 7월 2일. 2020년 6월 9일에 확인함.
247. ↑  “Modern Morocco: Building a New Vernacular”. 《ArchDaily》 (미국 영어). 2019년 11월 26일. 2020년 6월 9일에 확인함.
248. ↑  Mohammed Benjelloun Touimi, Abdelkbir Khatibi and Mohamed Kably, Ecrivains marocains, du protectorat à 1965, 1974  éditions Sindbad, Paris and Hassan El Ouazzani, La littérature marocaine contemporaine de 1929 à 1999 (2002, ed. Union des écrivains du Maroc and Dar Attaqafa)
249. ↑  “Wellesnet: Filming Othello”. 《www.wellesnet.com》. 2020년 8월 17일에 원본 문서에서 보존된 문서. 2014년 7월 21일에 확인함.
250. ↑  “The Art of Moroccan Cuisine”. 2007년 10월 10일. 2013년 11월 5일에 원본 문서에서 보존된 문서. 2014년 7월 18일에 확인함.
251. ↑  "Moroccan Couscous Recipe" 보관됨 31 5월 2014 - 웨이백 머신. Maroccan Kitchen Recipes 보관됨 31 5월 2014 - 웨이백 머신 (Website). Retrieved 1 April 2014.
252. ↑  “Morocco to stage the 2015 African Nations Cup – ESPN Soccernet”. ESPN FC. 2011년 1월 29일. 2011년 4월 29일에 원본 문서에서 보존된 문서. 2011년 8월 1일에 확인함.
253. ↑  “Africa Cup of Nations: Morocco will not host finals over Ebola fears”. 《BBC Sport》. 2014년 11월 11일. 2016년 1월 8일에 원본 문서에서 보존된 문서. 2018년 2월 13일에 확인함.
254. ↑  “스페인·포르투갈·모로코 2030년 월드컵축구 공동개최 추진”. 서울 연합뉴스. 2018.11.20. 2024.08.21에 확인함. 이름 목록에서 |이름1=이(가) 있지만 |성1=이(가) 없음 (도움말);
255. ↑  Hamaan, Jasper (2023년 6월 24일). “Morocco Emerges As 'Top-Class' Golf Destination”. 《Moroccan World News》. 2024년 6월 14일에 확인함.
256. ↑  El Kanouni, Zakaria (2024년 5월 12일). “Moroccan Tennis Teams Triumph at African Championships, Despite Talent Oversight”. 《Moroccan World News》. 2024년 6월 14일에 확인함.
257. ↑  Nxumalo, Lee (2020년 12월 20일). “Basketball's next frontier is Africa”. 《New Frame》. 2021년 1월 16일에 원본 문서에서 보존된 문서. 2021년 1월 11일에 확인함.
258. 1 2  Bath, Richard (ed.) The Complete Book of Rugby (Seven Oaks Ltd, 1997 ISBN 1-86200-013-1) p71
259. ↑  F.H.M. van Gemert (2019년 10월 1일). “Kickboksen, een Marokkaanse route naar succes?”. 《Tijdschrift voor Veiligheid》 18 (3–4). doi:10.5553/TvV/187279482019018304004. hdl:1871.1/879c2ee1-a047-4286-94bb-fbb3e2ed01bf.
260. ↑  Herbertson, Daniel (2011년 9월 28일). “Badr Hari to Retire From Kickboxing”. 《MMAFighting.com》. Vox Media, LLC. 2024년 6월 14일에 확인함.

## 참고 문헌
- 김승연 (2024). “모로코 사회의 분절 연구에 대한 고찰”. 《문화와 정치》 (한양대학교 출판부) 11 (1): 223-248.
- David Montgomery Hart (1967). “Segmentary systems and the role of "five fifths" in tribal Morocco”. 《Le Post-Islamisme》 (영어) 3: 65-95.